# Melilla La Nueva
Melilla La Nueva o Ensanche de Melilla es la ampliación de la ciudad española de Melilla surgida a partir del siglo XIX, pero especialmente durante el siglo XX.

## Historia
Desde finales del siglo XIX se inició un período de esplendor en Melilla que generó una ciudad moderna, y después de Barcelona la ciudad española con mayor representación del arte modernista, así como la mayor representación del modernismo en África.
Existen más de mil edificios catalogados que forman parte del Conjunto Histórico Artístico de la Ciudad de Melilla, un Bien de Interés Cultural, y se encuentran repartidos por el ensanche central y por sus barrios.
Muchos de ellos son proyectos de un arquitecto de la Escuela de Barcelona afincado en Melilla, Enrique Nieto, que produjo una amplísima obra modernista, como seguidor del arquitecto Lluis Domènech i Montaner. Destacan sus edificios modernistas florales. Otros autores modernistas en Melilla fueron Emilio Alzugaray Goicoechea y Tomás Moreno Lázaro. En los años treinta, el Art déco prendió en la arquitectura de Melilla, y arquitectos como Francisco Hernanz Martínez o Lorenzo Ros Costa realizaron espectaculares edificios en los barrios de la ciudad.

## Fuertes exteriores

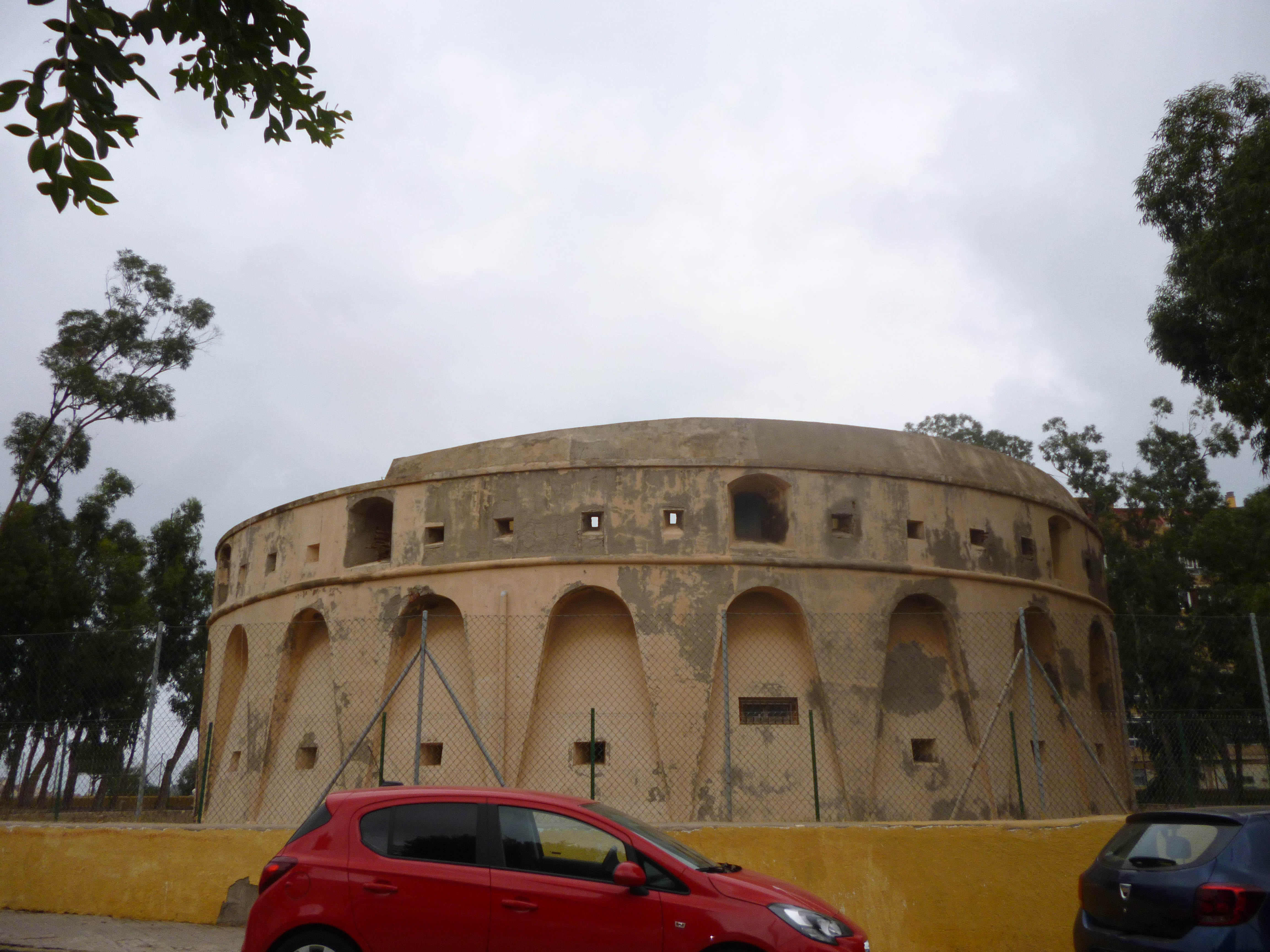
Fuerte de Camellos
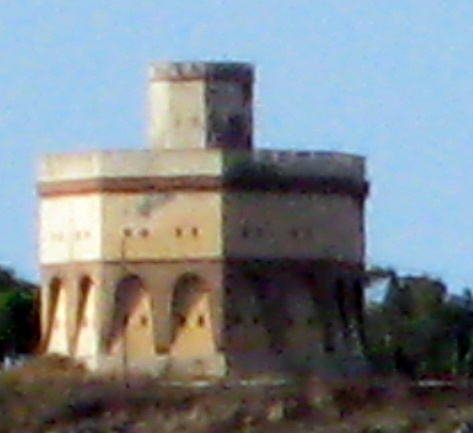
Fortín de Reina Regente
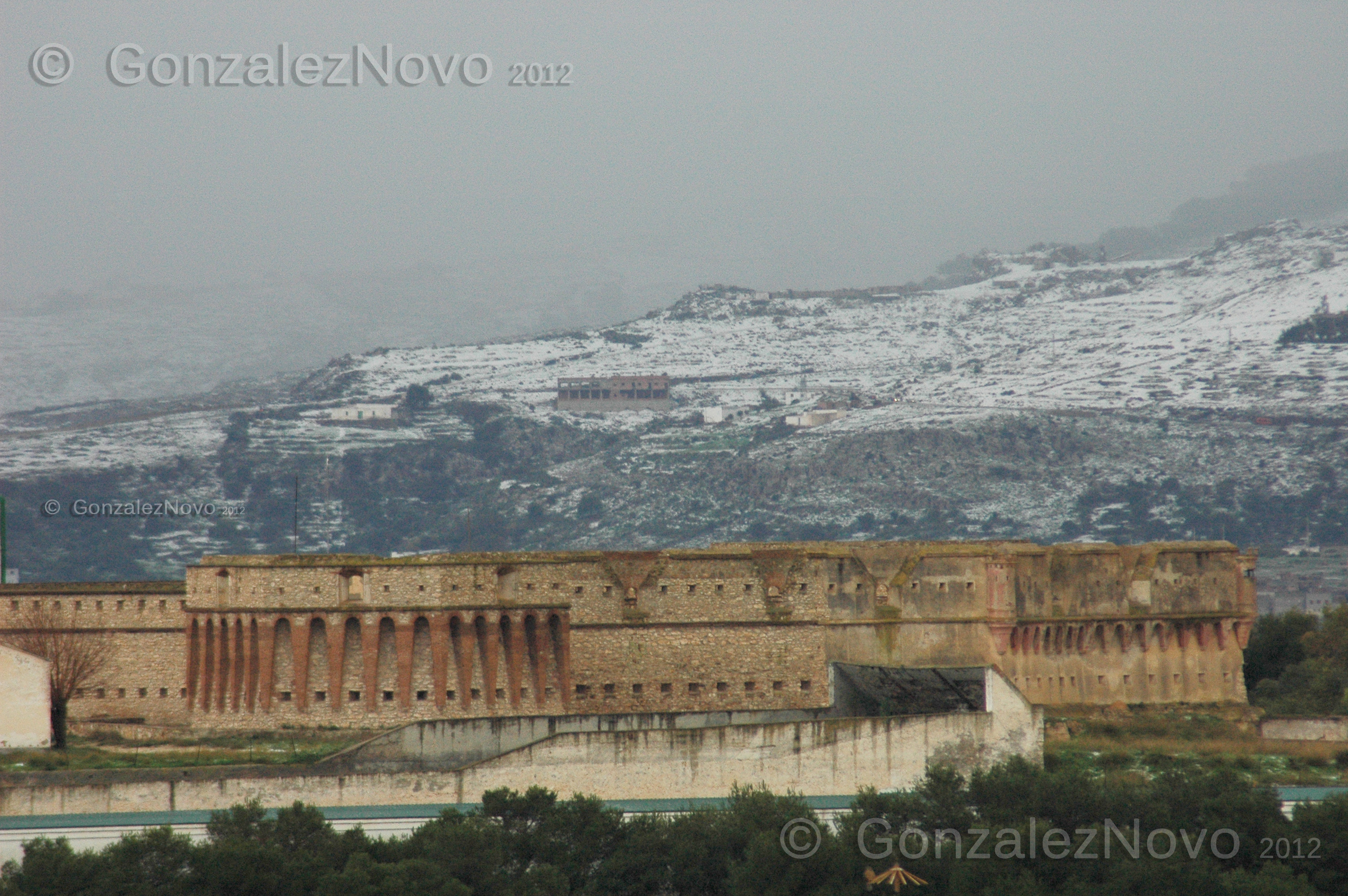
Fuerte de Cabrerizas Altas
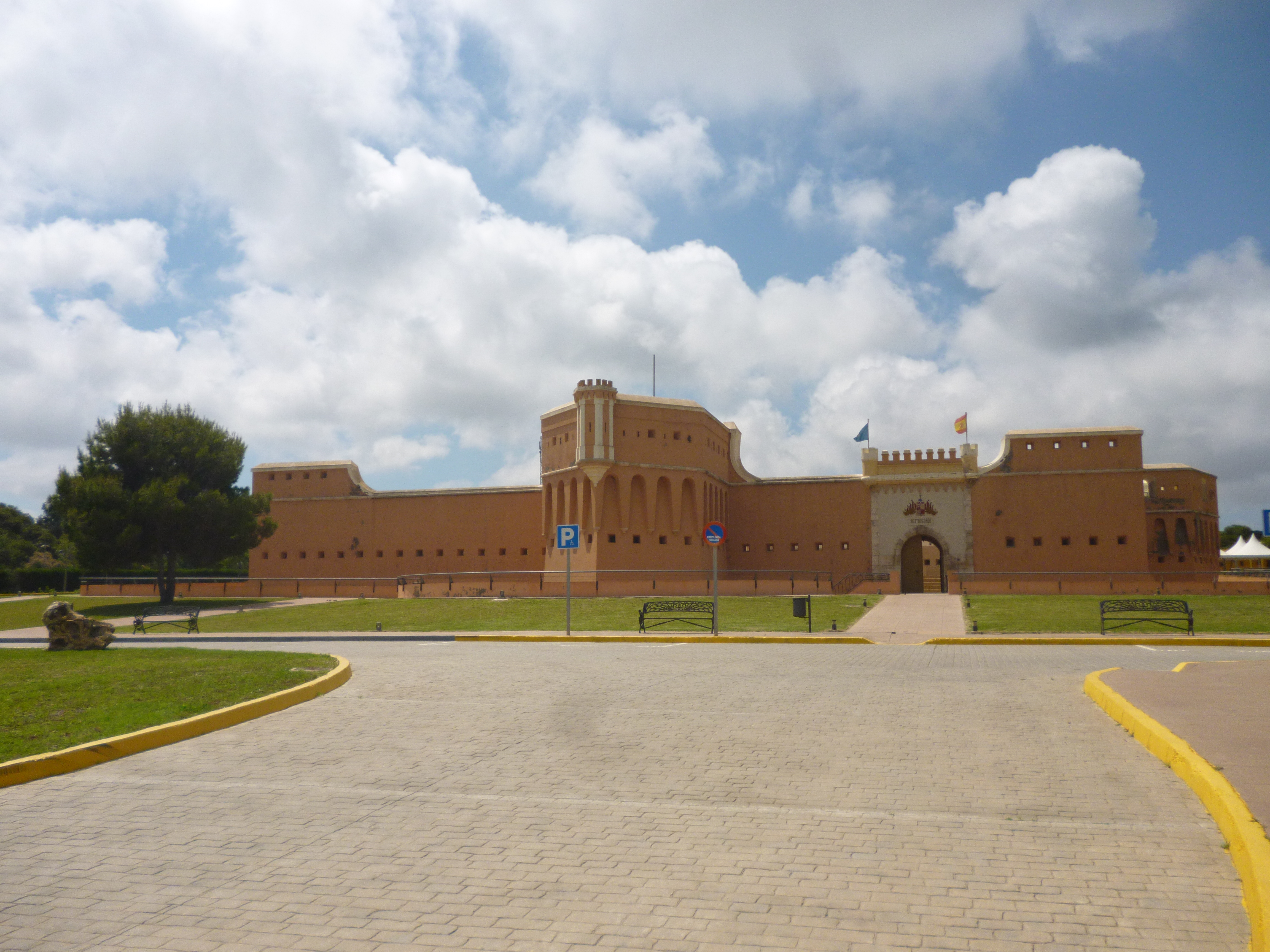
Fuerte de Rostrogordo

Son un conjunto de fortificaciones, fuertes no conectados entre sí y a bastante distancia unos de otros, construidos en la segunda mitad del siglo XIX en un estilo neomedieval bastante más gracioso que amenazante, rebosante de una belleza que en algunos casos, al estar pintados de vivos colores, como el naranja, hacen olvidar su función defensiva, más parecen elementos de juegos y diversión que estructuras defensivas.
Están construidos con piedra de la zona para los muros y ladrillos tochos para los arcos y las bóvedas, con técnicas de fortificación obsoletas, incapaces de hacer frente a la artillería moderna, pues las kabilas rifeñas, el enemigo del que debían defender Melilla no contaban con artillería.

## Historicismos
Casi todos edificios públicos, espacios de cultos.

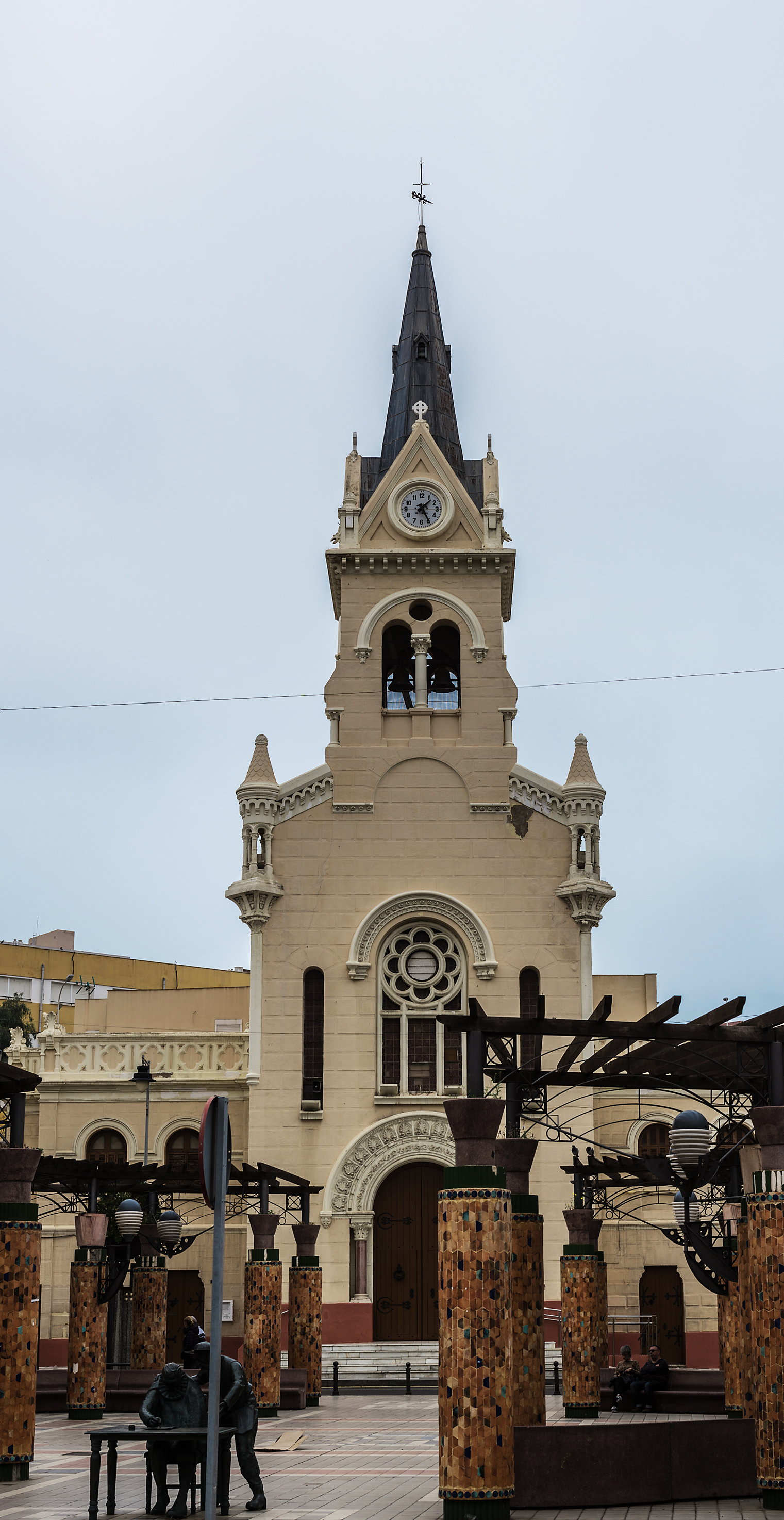
Iglesia del Sagrado Corazón de Jesús
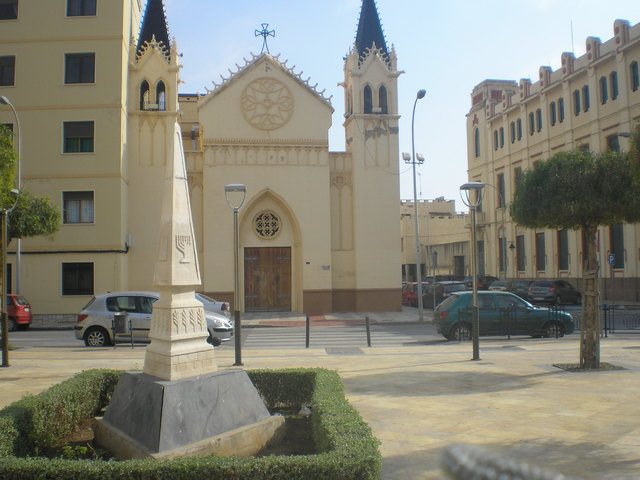
Capilla Castrense
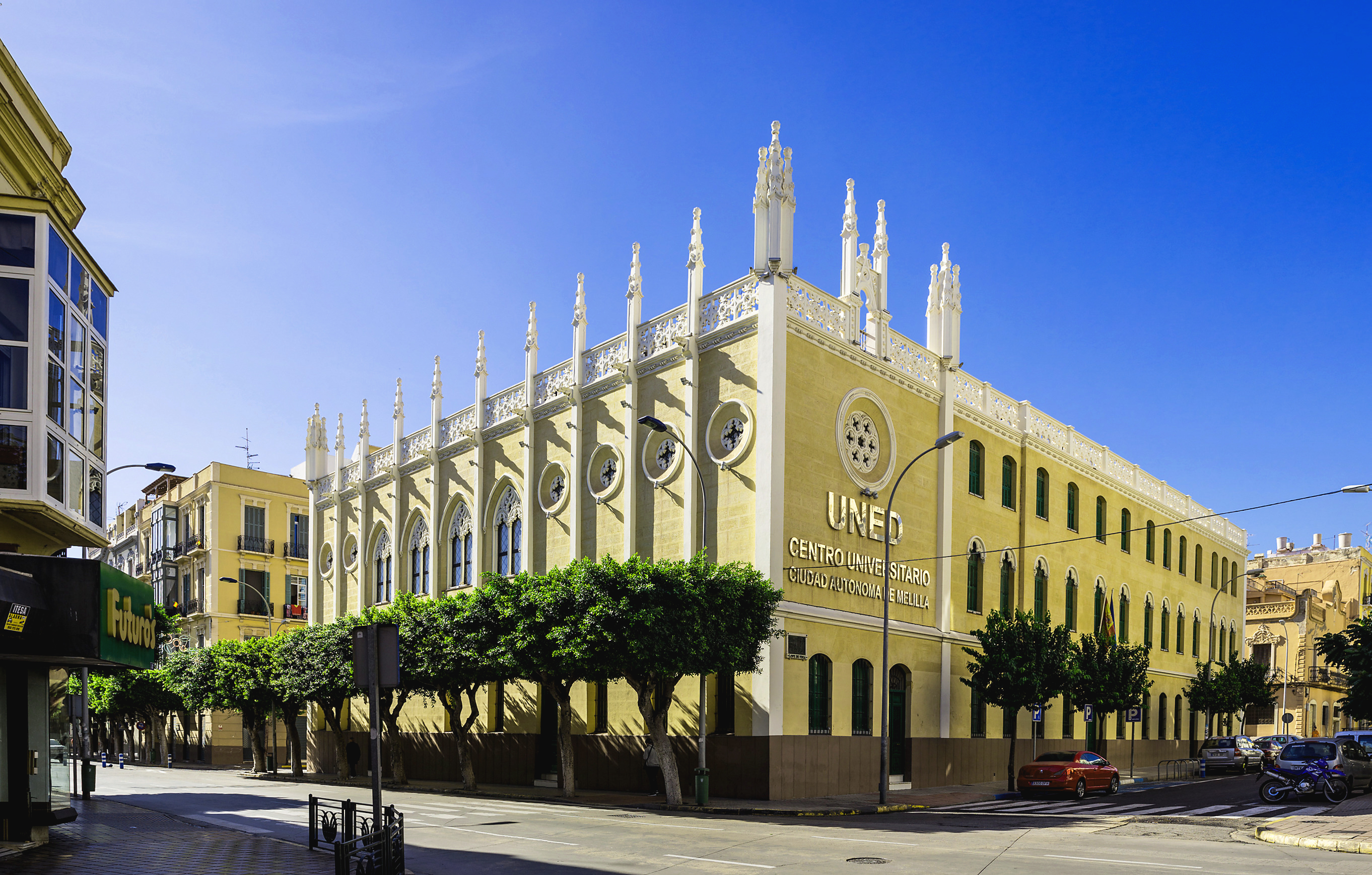
Antiguo Colegio del Buen Consejo
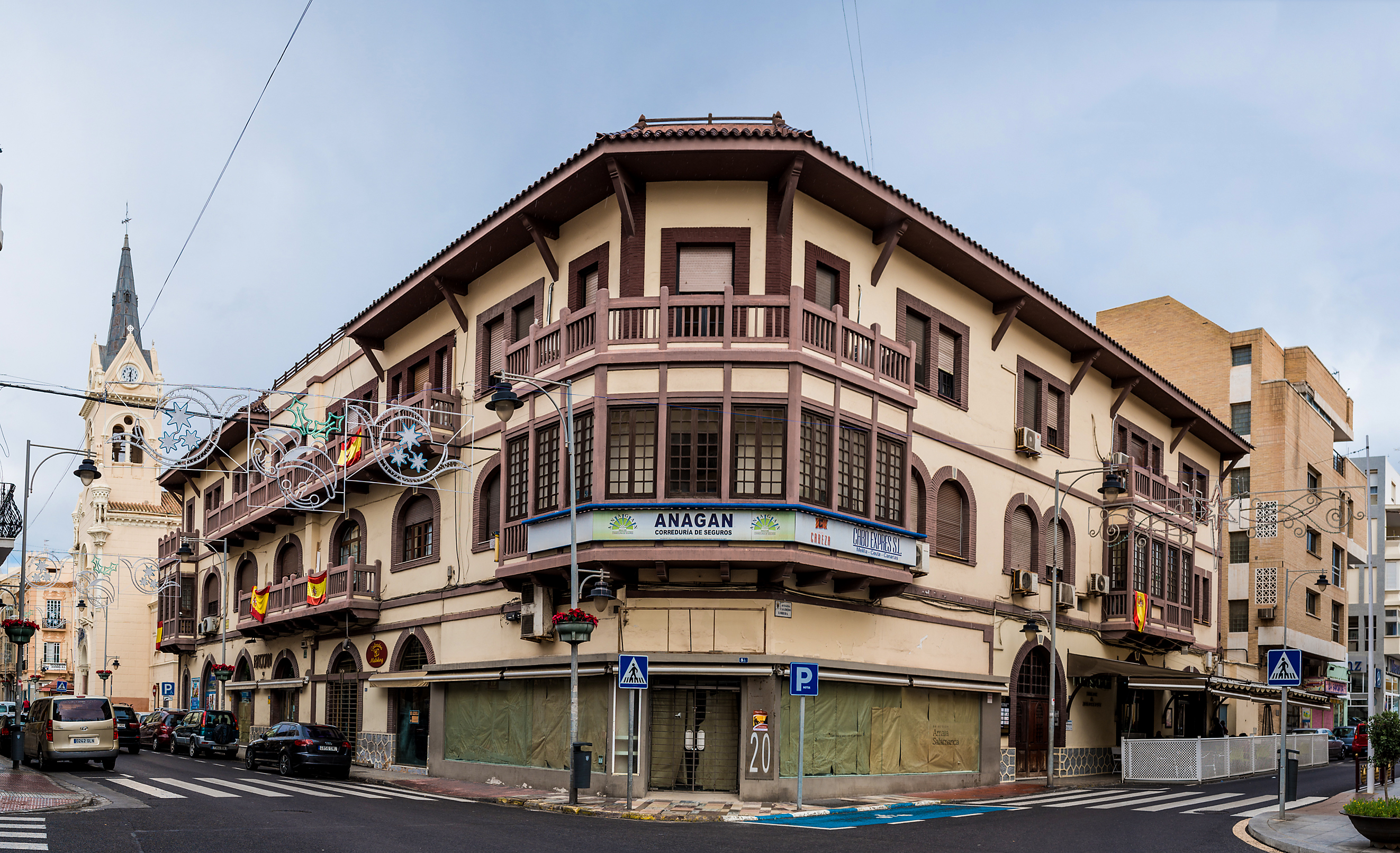
Edificio Gaselec
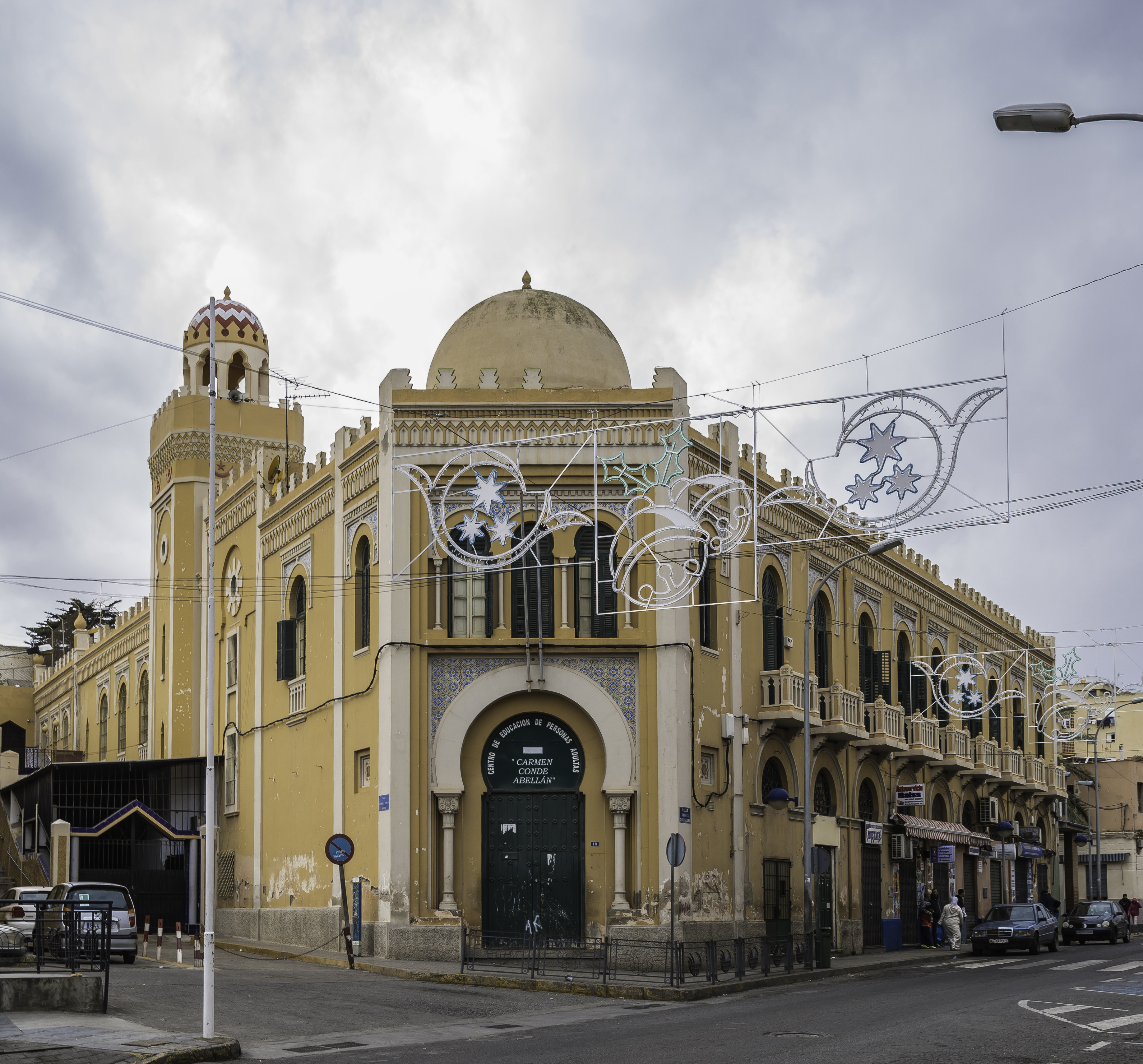
Mezquita Central
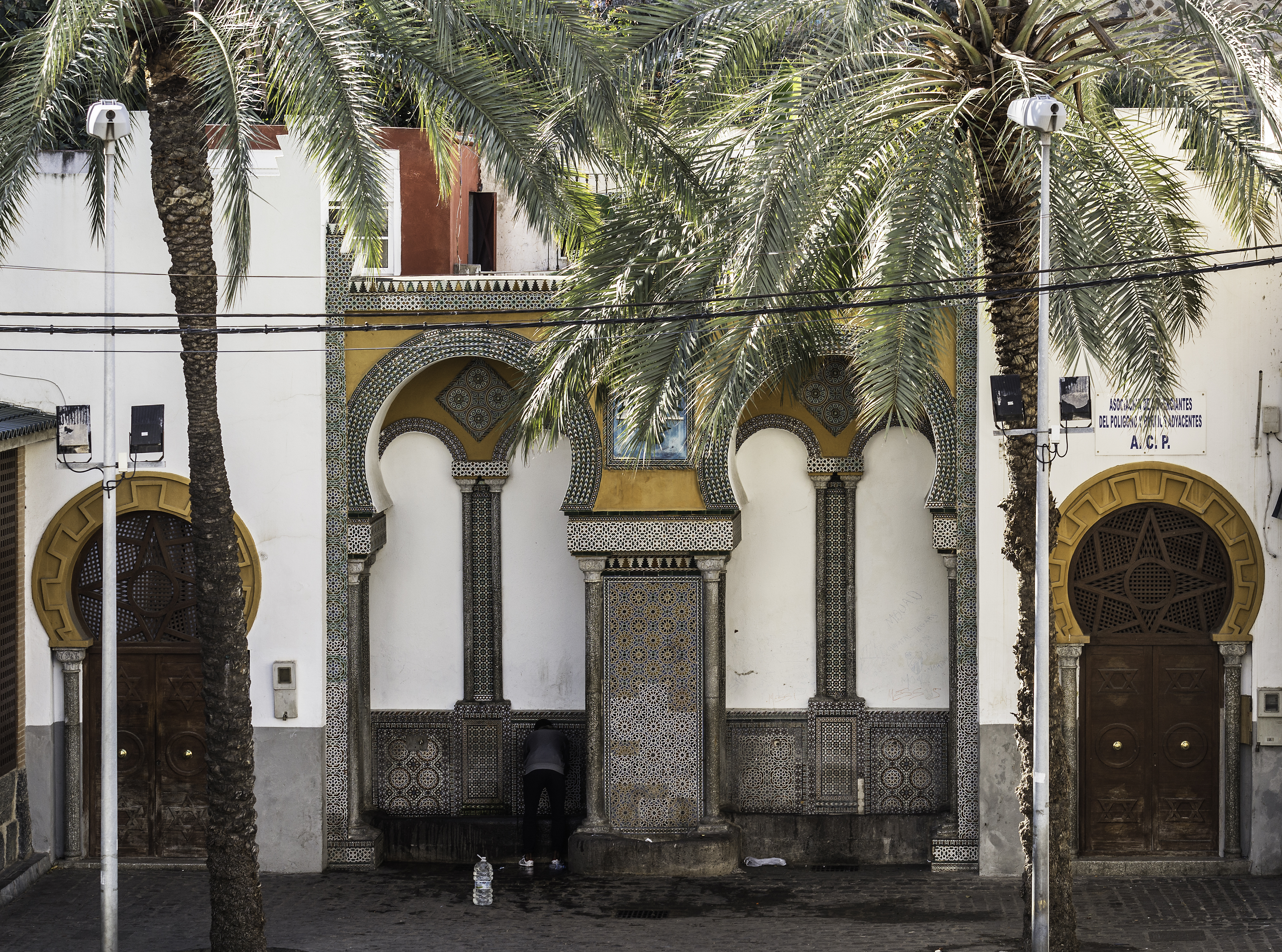
Fuente del Bombillo
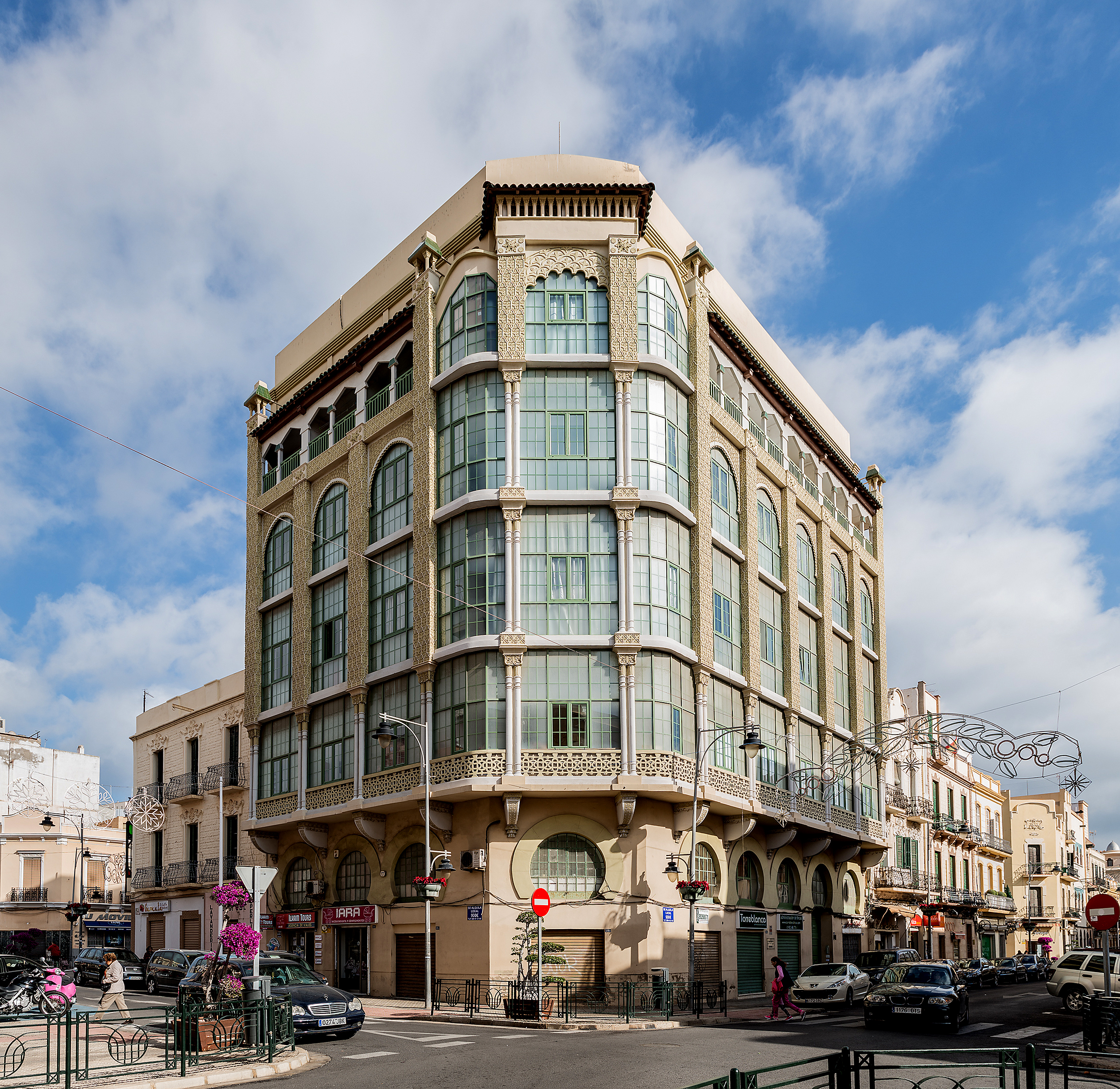
Casa de los Cristales

La iglesia del Sagrado Corazón de Jesús (1911-1918), la capilla del Hospital de la Cruz Roja, actual parroquia de San Francisco Javier (Melilla) (1926-1927), la capilla del Cristo Rey (1939-1941), la plaza de toros (1946-1947), la capilla castrense (1920-1923), la capilla de San Juan Bautista (1927), el antiguo Colegio del Buen Consejo, la parroquia de la Medalla Milagrosa, la casa de Joaquín Burillo, el edificio Gaselec y la casa de José Alcaine Díaz (1949) o neoárabes, como la mezquita del Buen Acuerdo (1927) o la mezquita central, con la cercana fuente del Bombillo, la casa de Yamín Benarroch que alberga la sinagoga Or Zaruah, así como otros edificios públicos, hoteles como el Gran Hotel Reina Victoria, actual casa de los Cristales, centros sociales Casino Militar, Centro Cultural de los Ejércitos y hospitales edificio de la antigua Escuela de Artes y Oficios Artísticos

## Eclecticismos

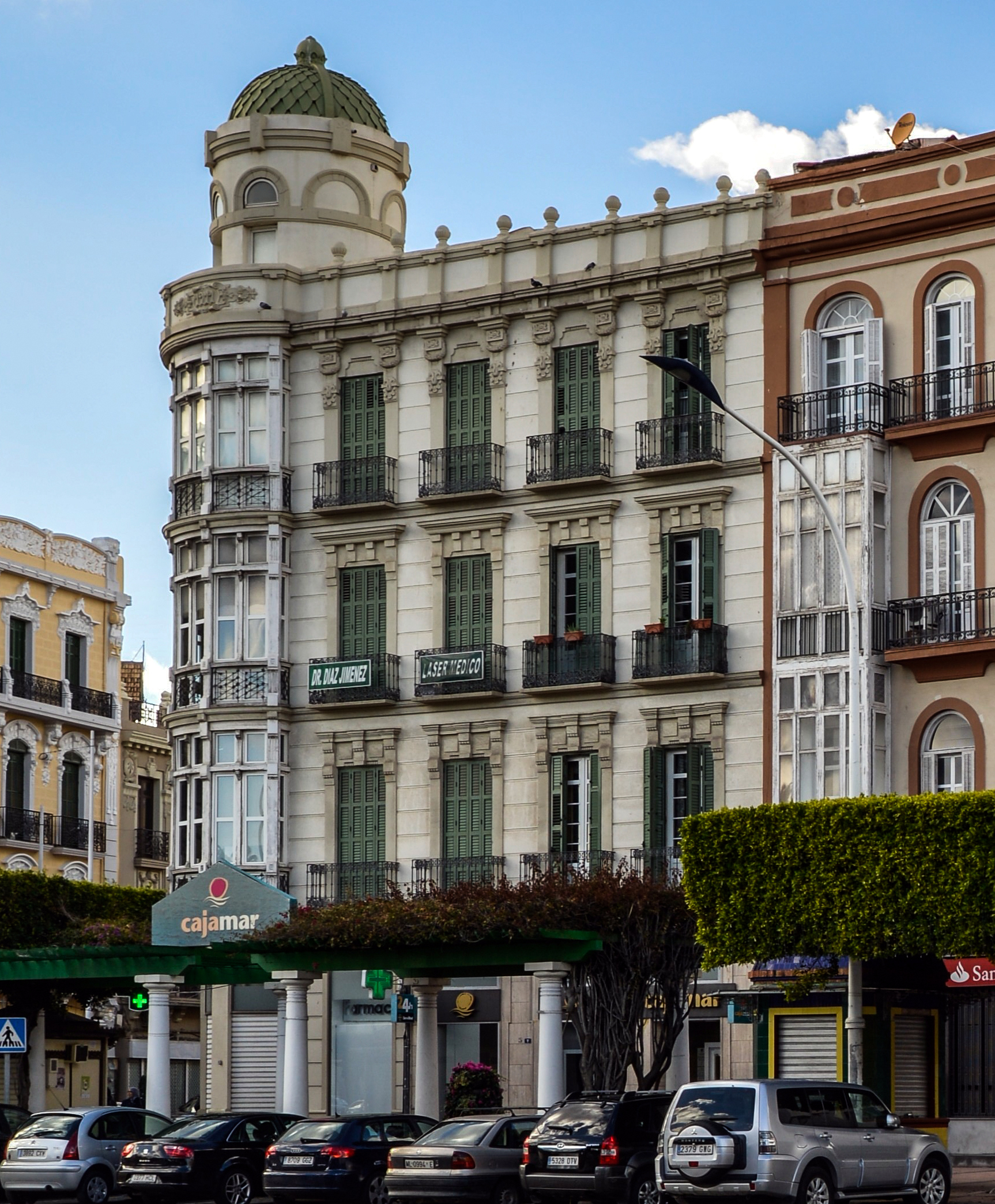
Edificio Metropol
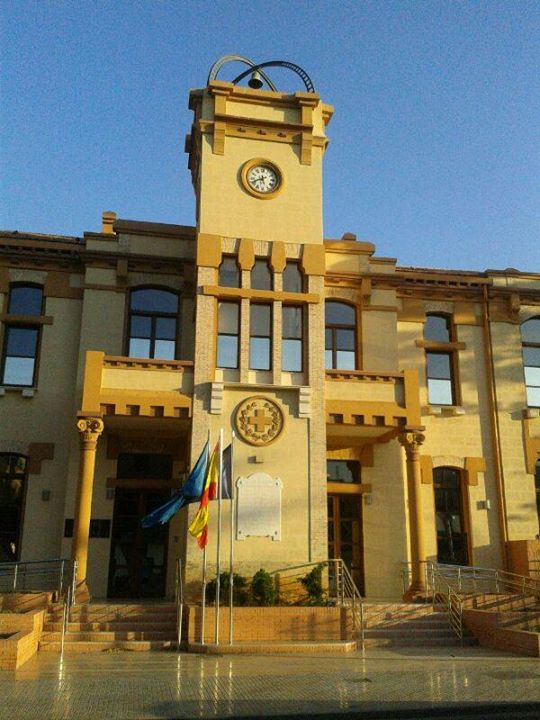
Grupo de Escuelas Mixtas Alfonso XIII
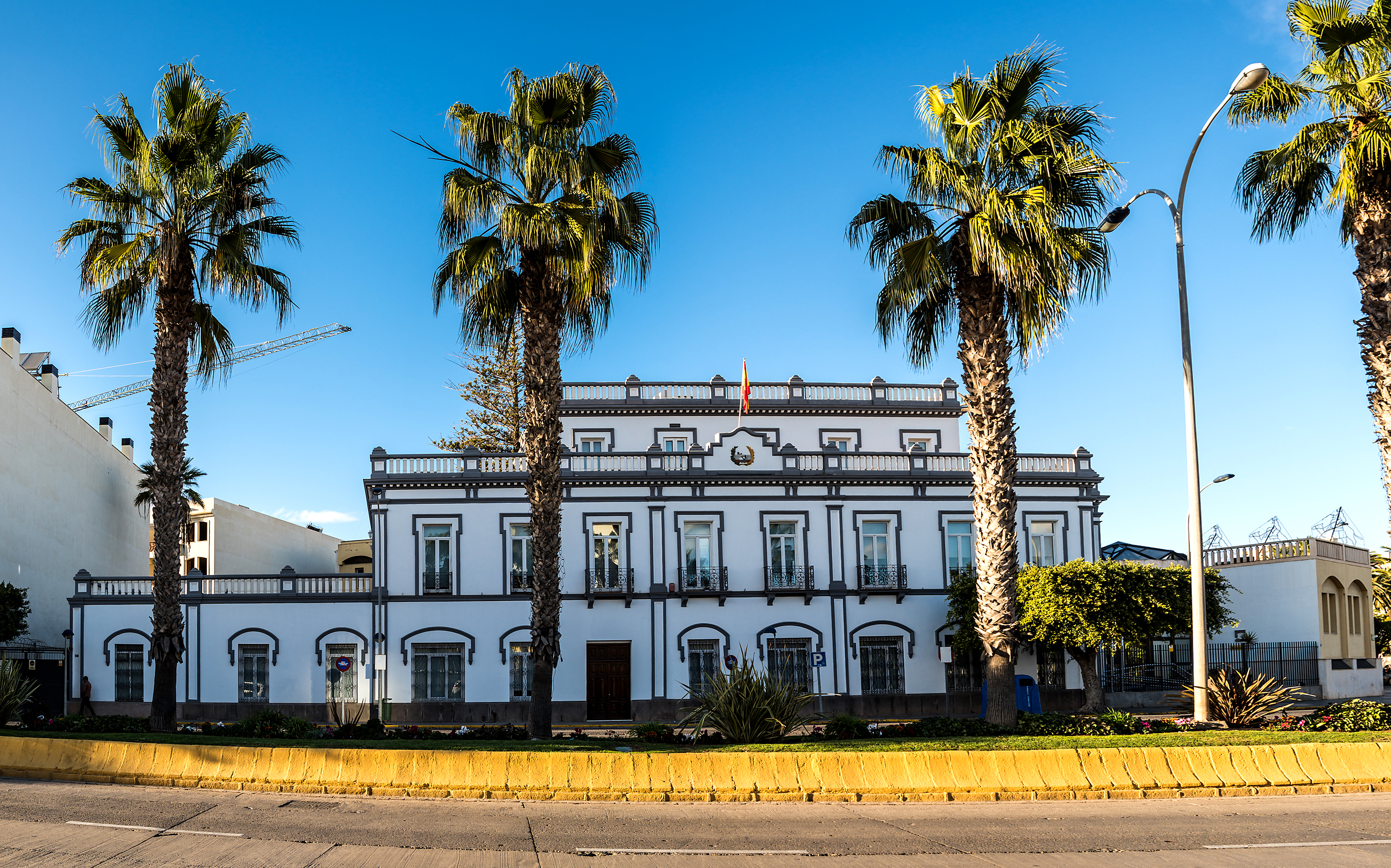
Edificio de la Autoridad Portuaria de Melilla
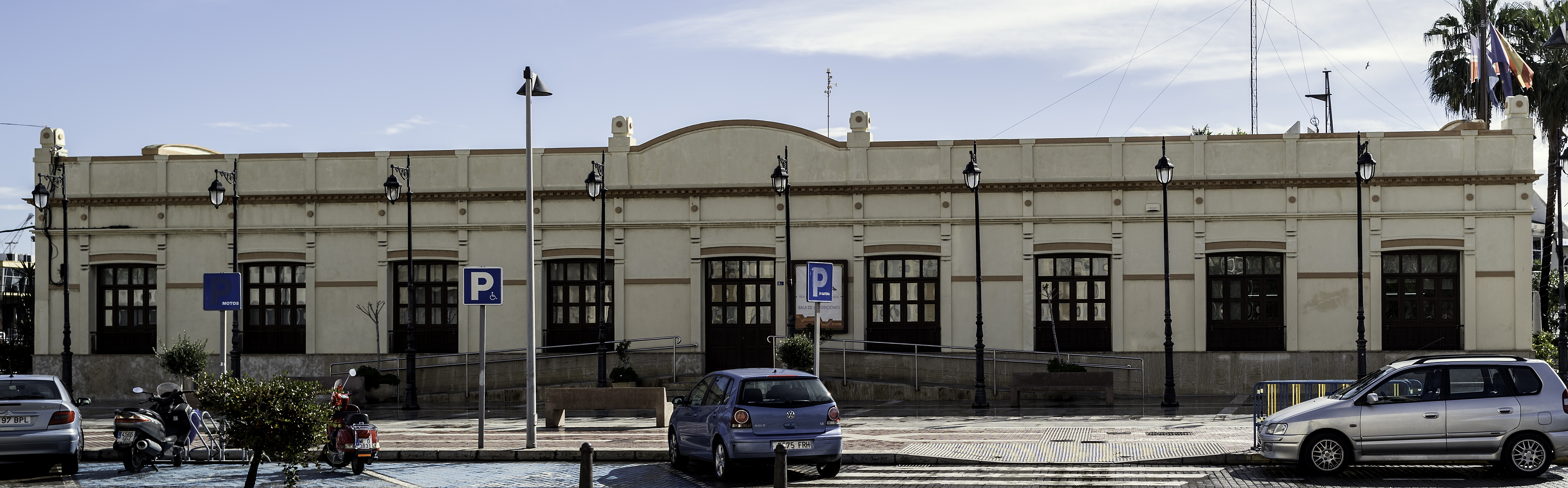
Antigua estación sanitaria del Puerto de Melilla
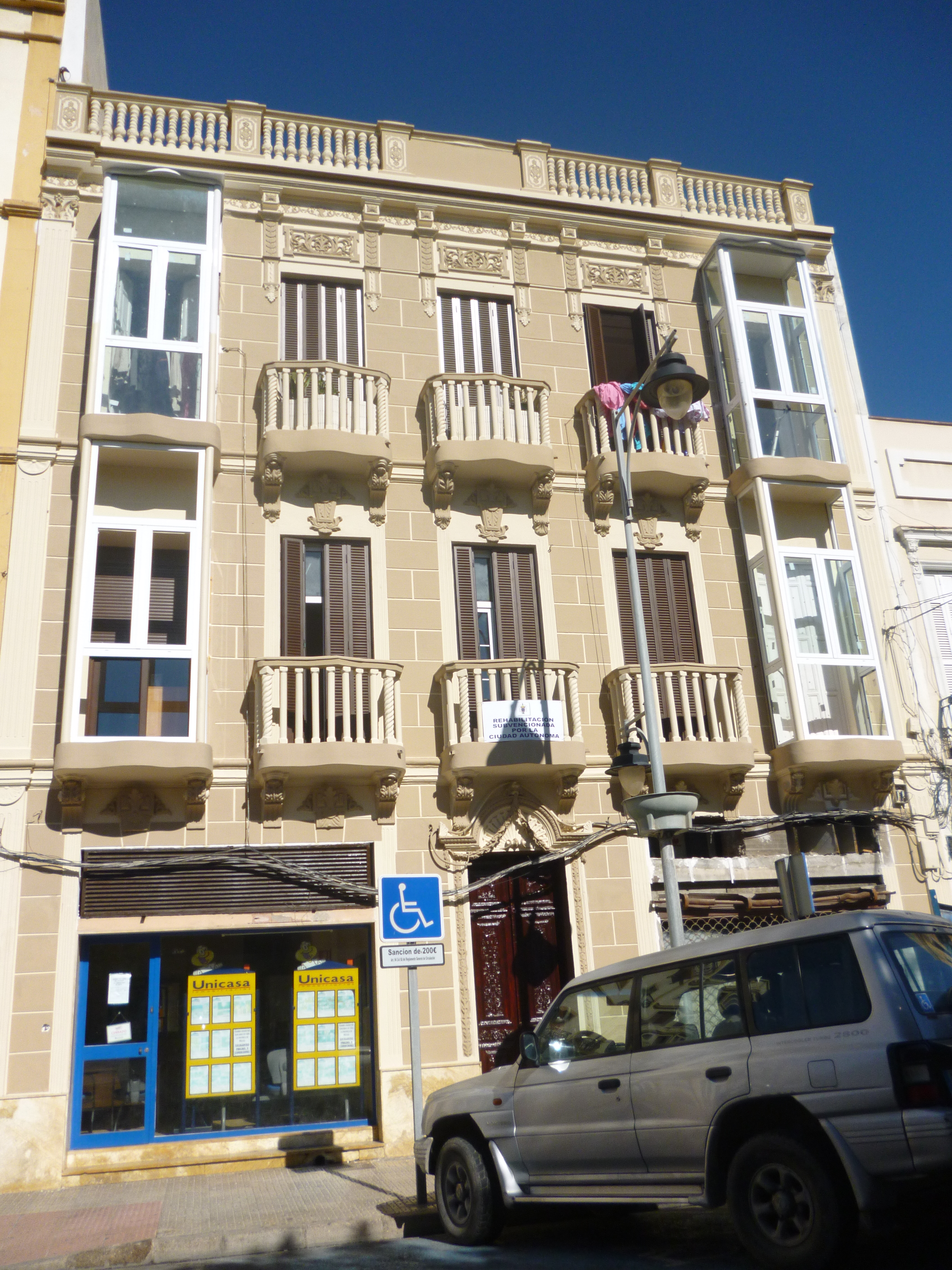
Casa de Carmen Balaca
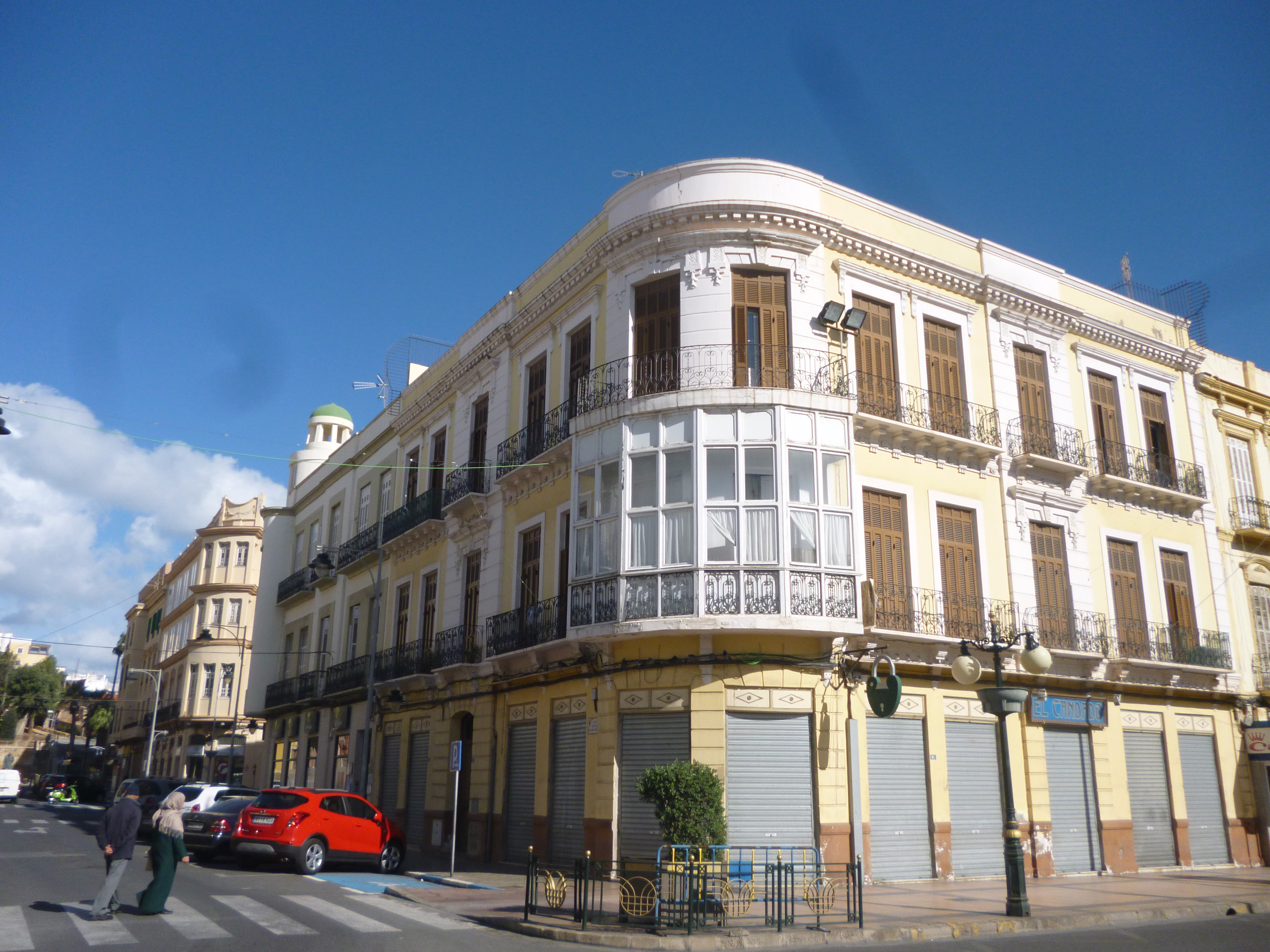
Sede de la Sociedad Civil La Constructora
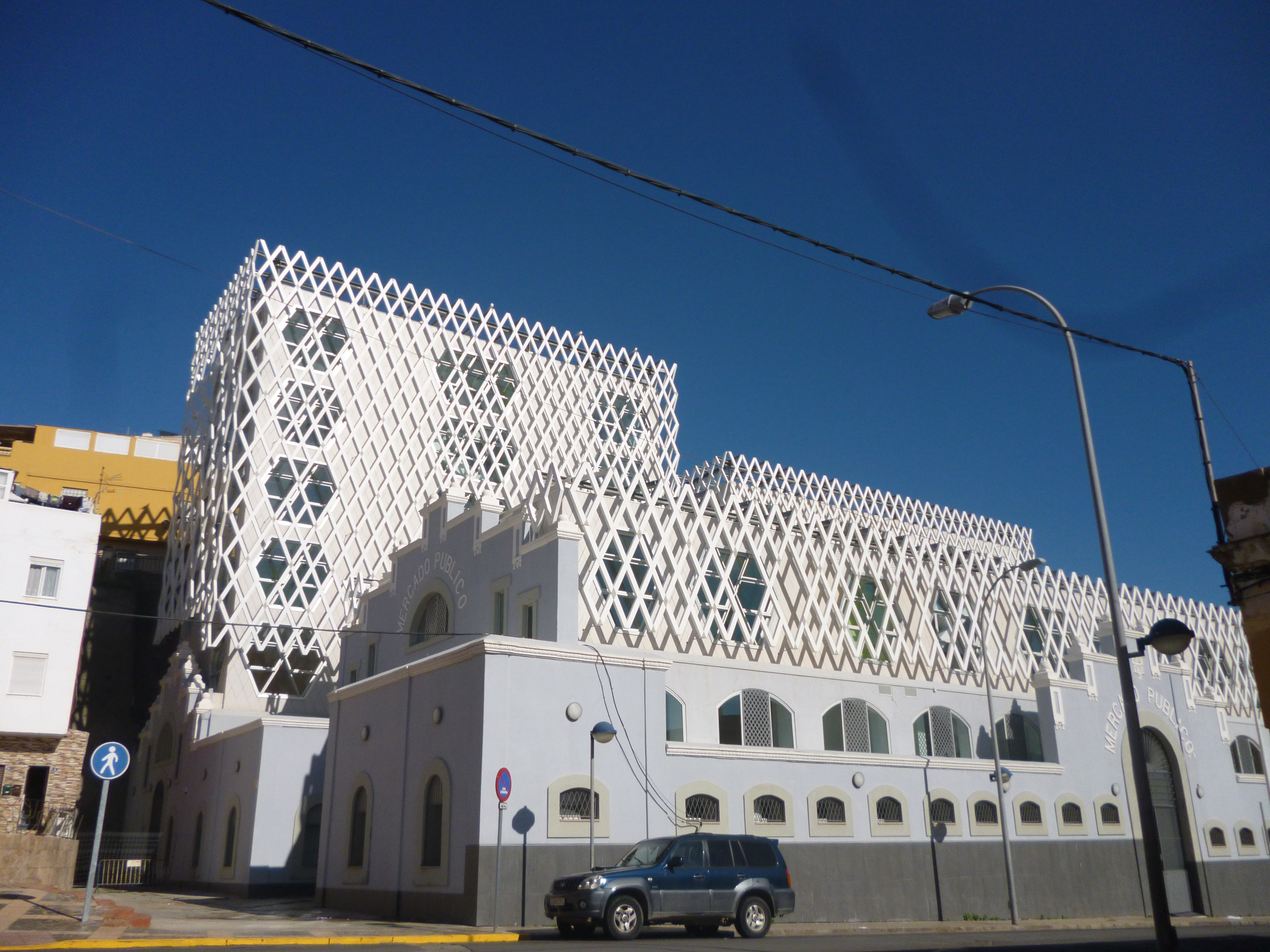
Mercado del Polígono
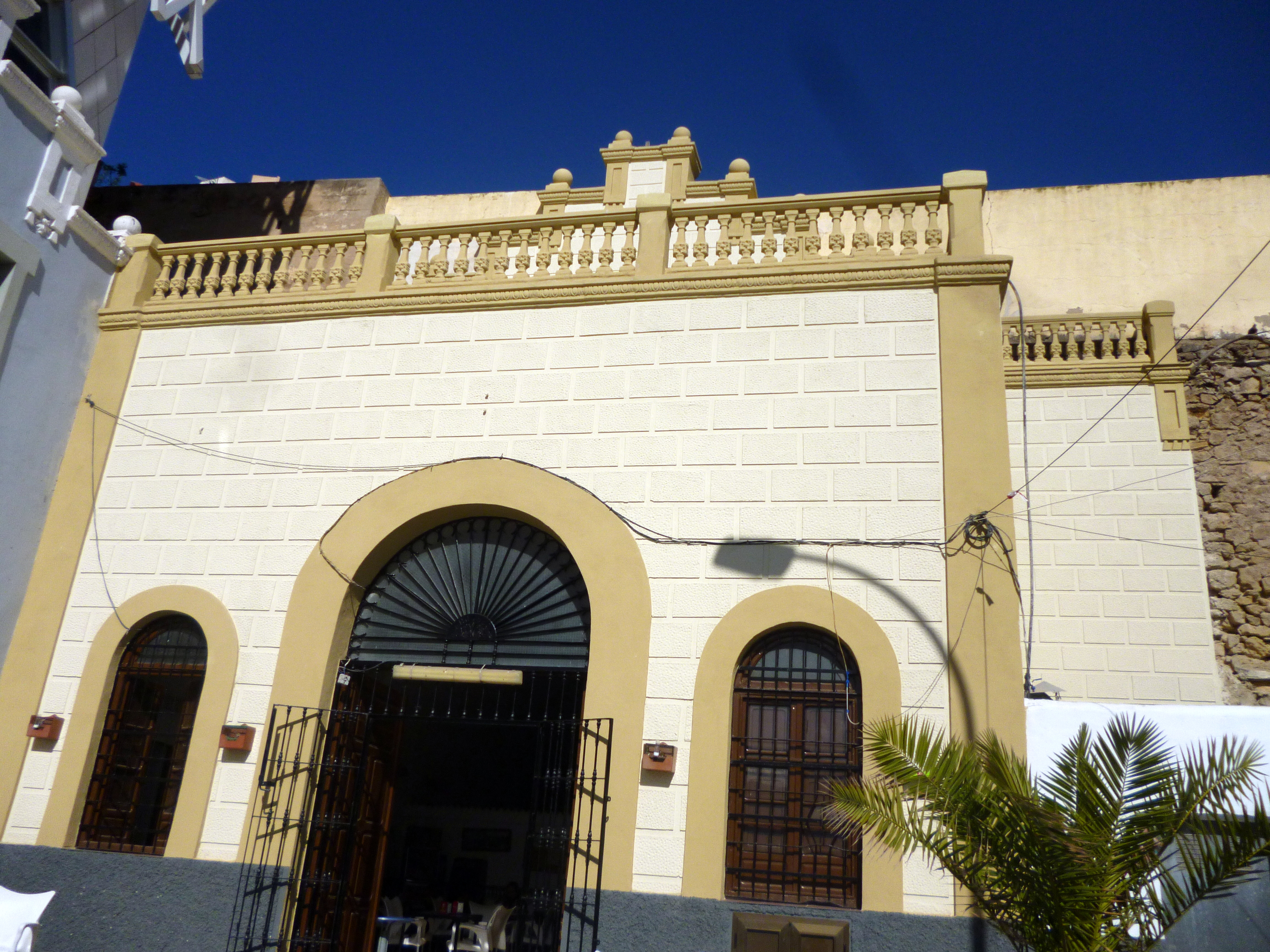
Mercado del Polígono

La eclecticista es otra basada en mezclar elementos, alternándolos e incrementando la ornamentación, con mayor riqueza de forja y aparición de cornisas voladas, destacando Droctoveo Castañón, casa de Carmen Balaca y sede de la Compañía del Norte Africano y de José de la Gándara, el Grupo Escuelas Mixtas, actual sede de la consejería de Economía y Hacienda de la Ciudad Autónoma de Melilla, el edificio Metropol, el edificio de la Autoridad Portuaria de Melilla y el mercado del Polígono.

## Modernismo

### Enrique Nieto
Es el introductor del modernismo en Melilla. Aunque lo que mejor define la arquitectura melillense es el modernismo, una verdadera continuación del rococó, con una riquísima ornamentación, de infinitas y sugestivas formas y variados colores.

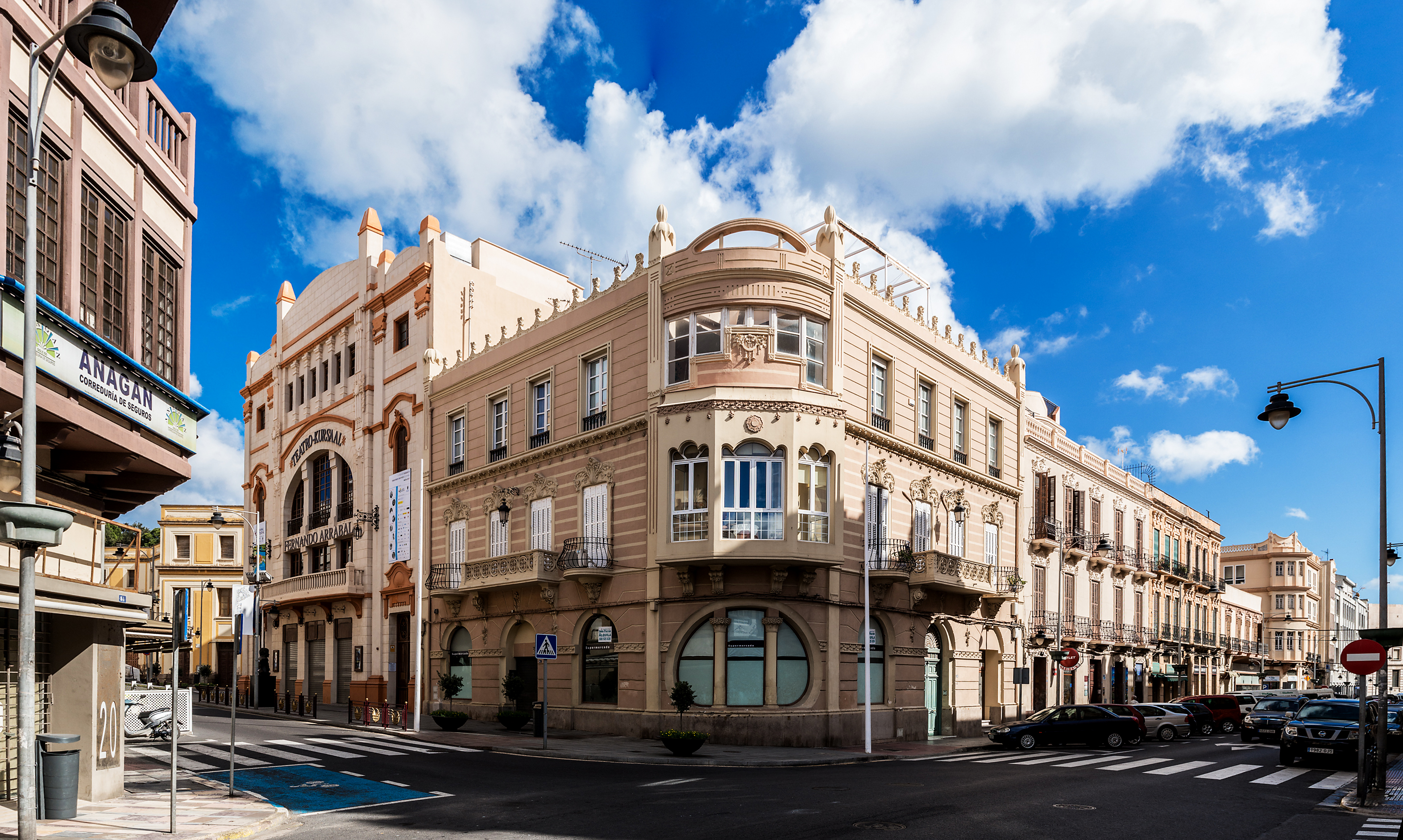
Antigua redacción de El Telegrama del Rif
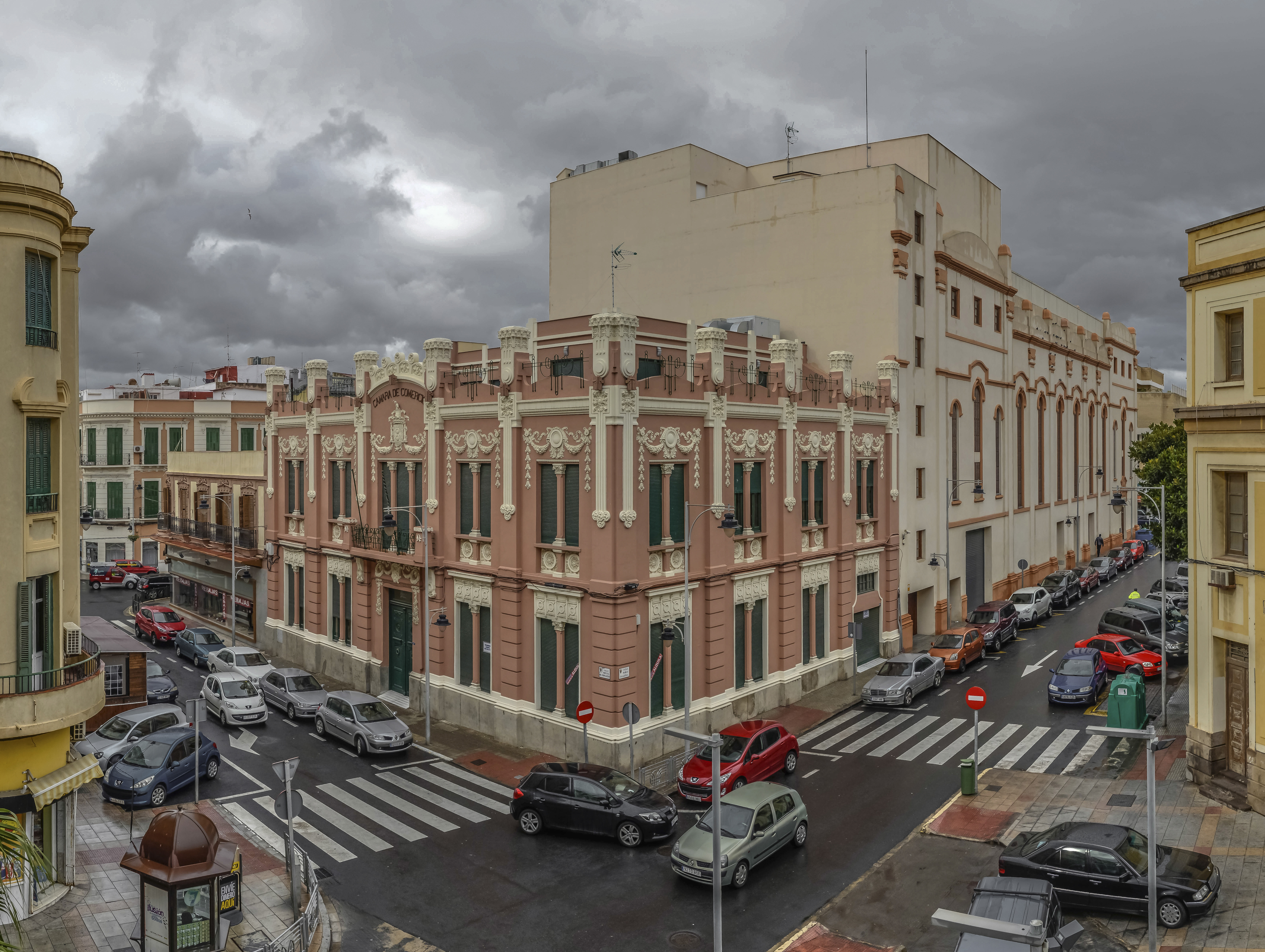
Cámara Oficial de Comercio, Industria y Navegación
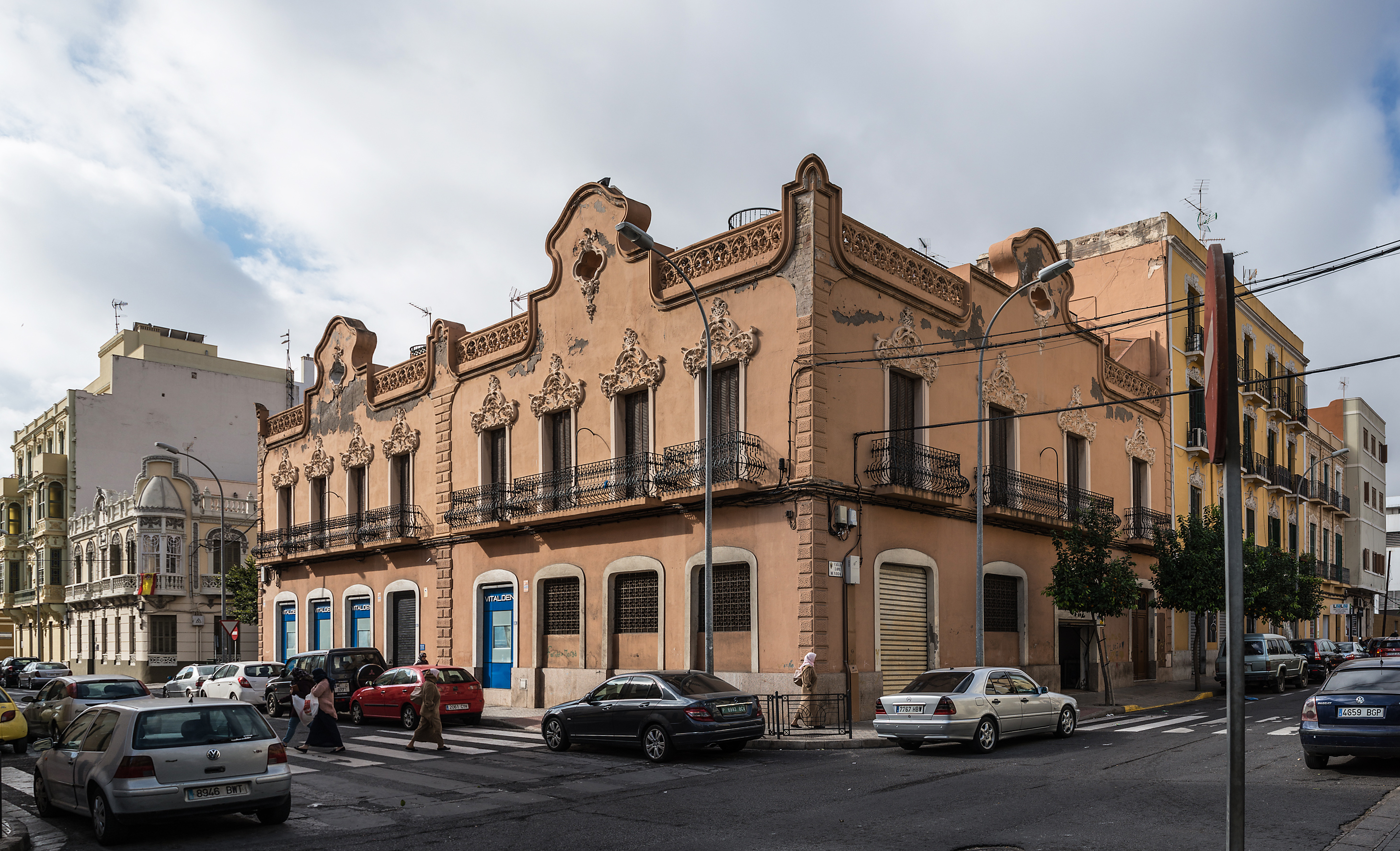
Muebles La Reconquista
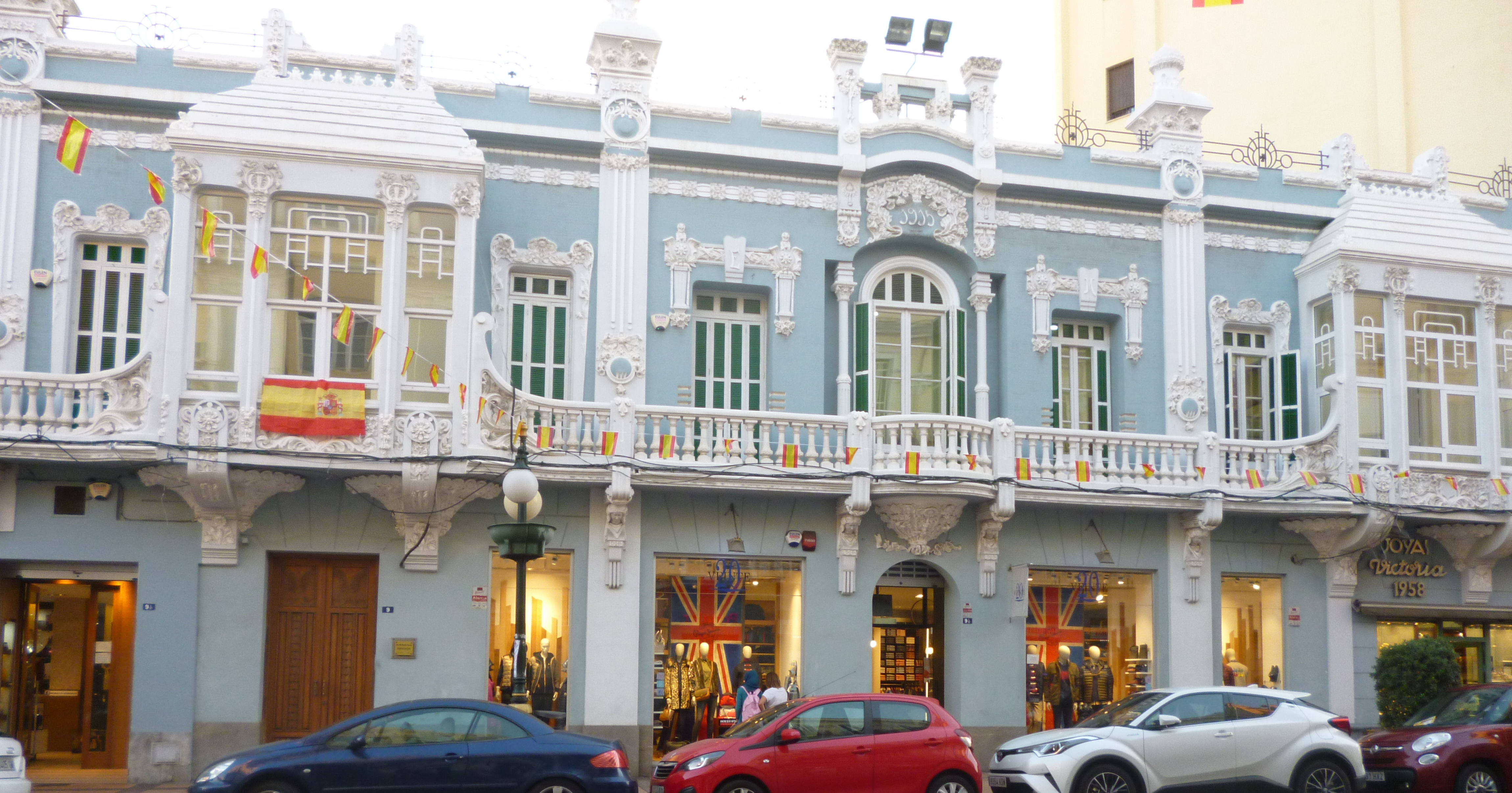
Antiguo Economato Militar
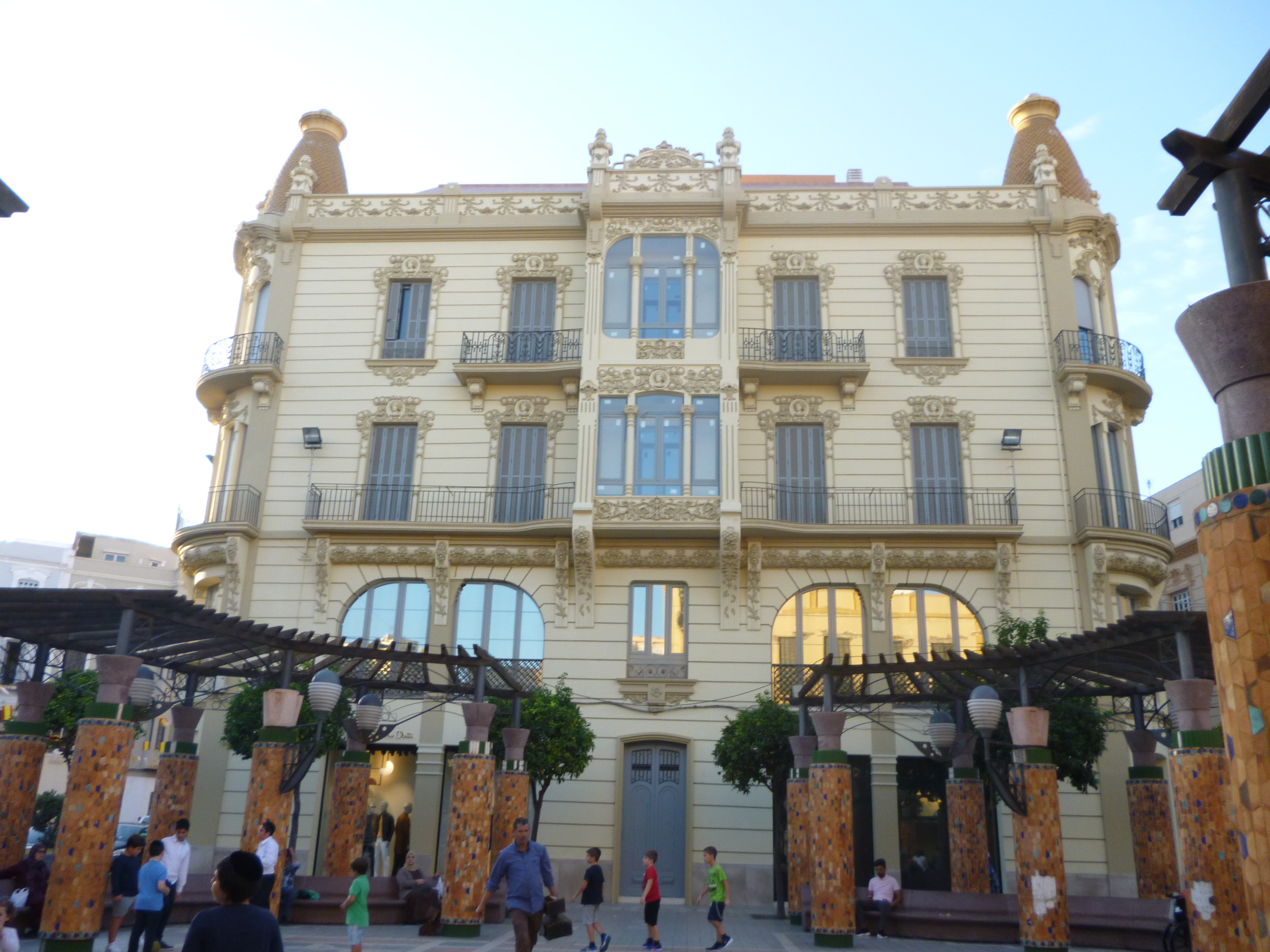
Antiguos Grandes Almacenes la Reconquista
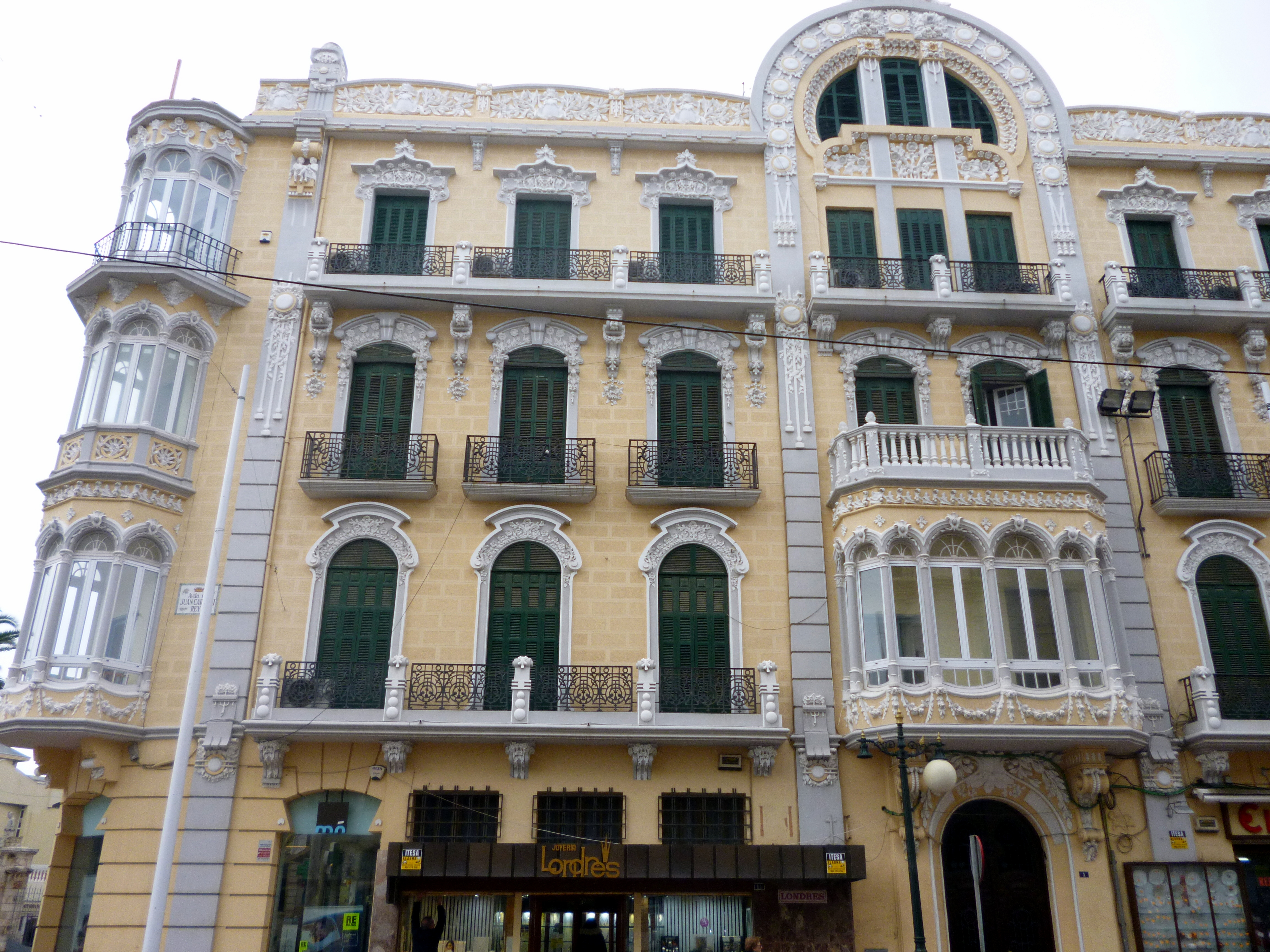
Casa David J. Melul
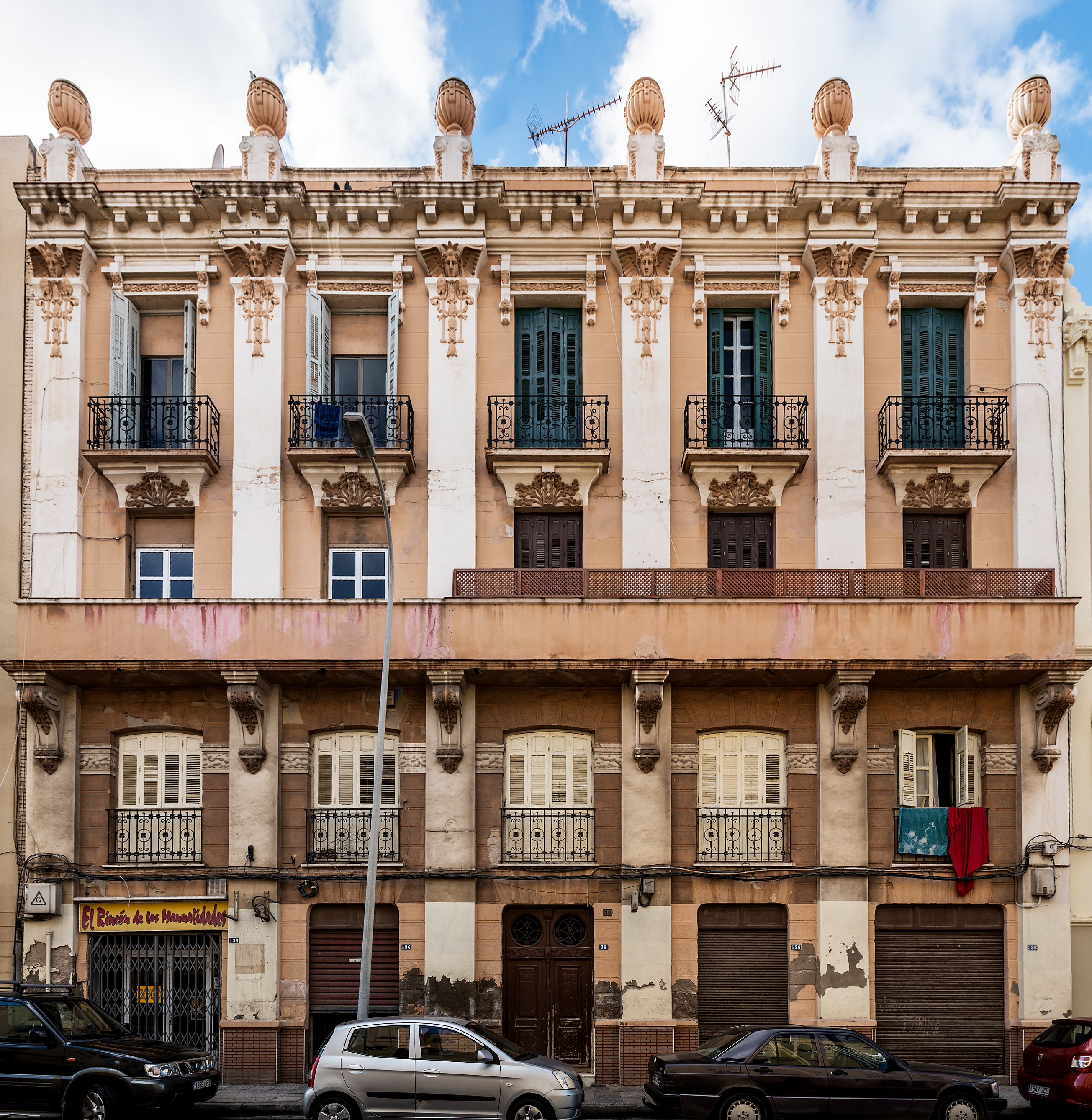
Casa de José Zea y Manuel Alvadalejo
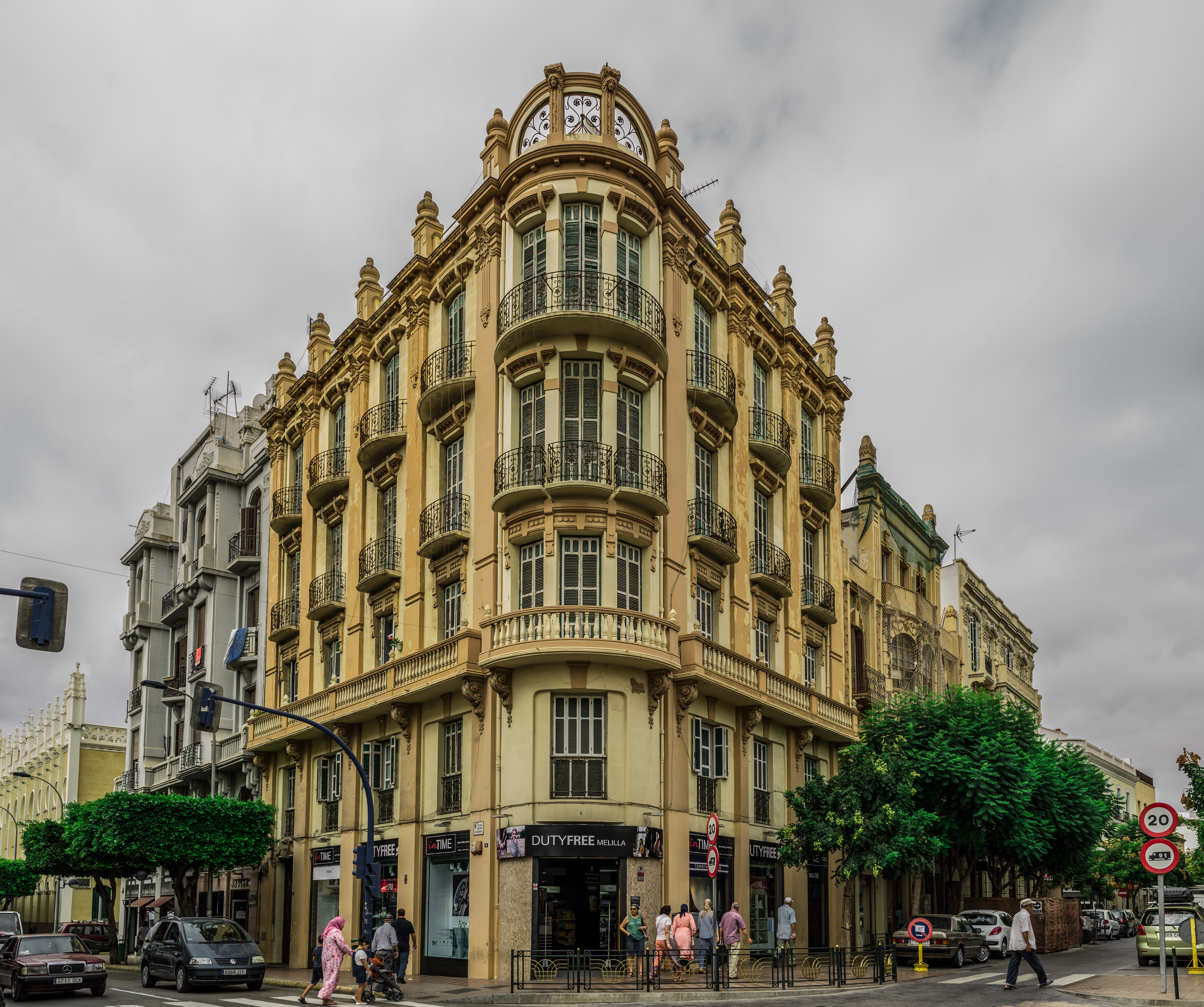
Casa de José García Álvaro
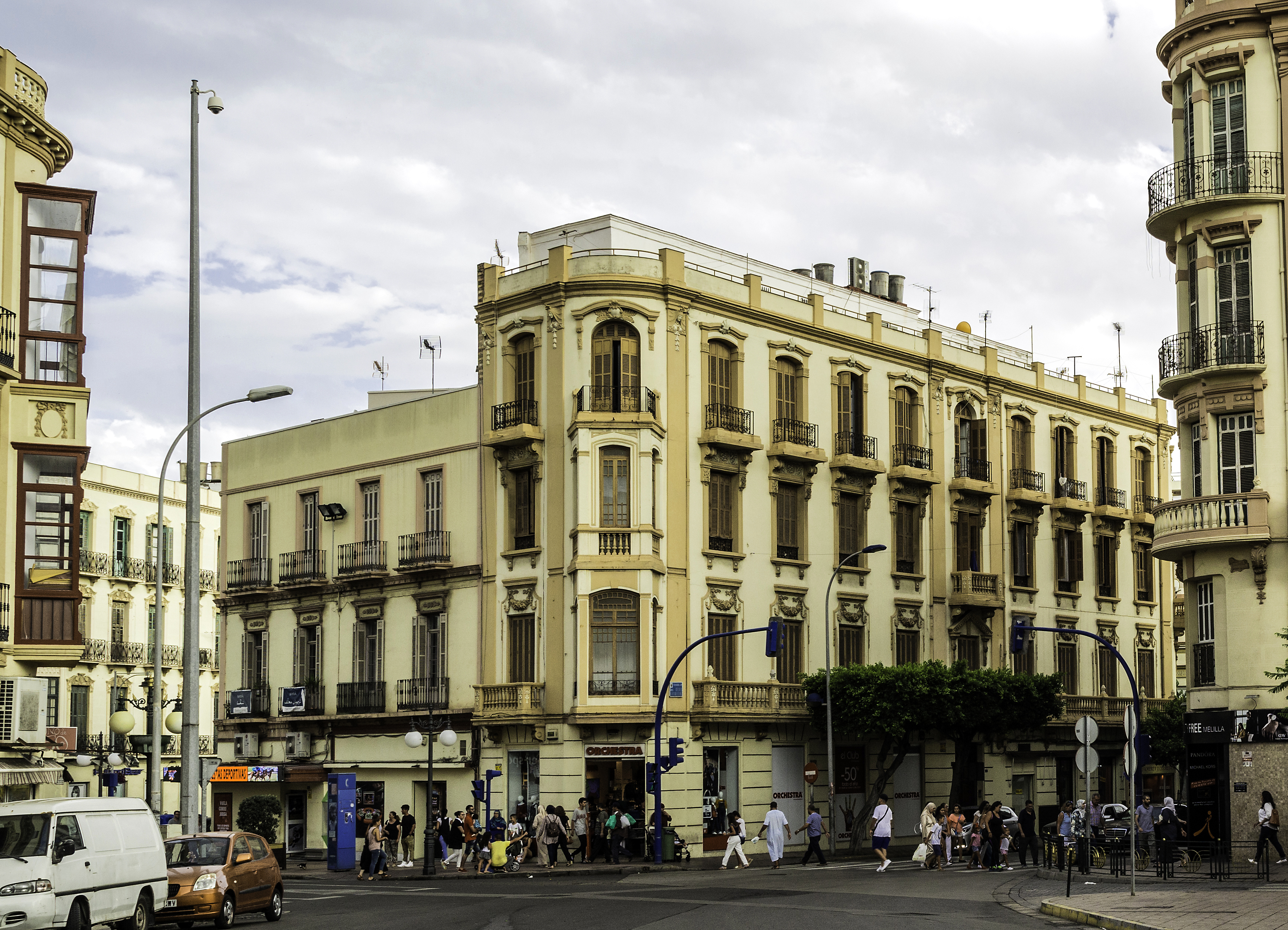
Casa de Juan Montes Hoyo

La Casa de Manuel Buxedas Aupi (1910-1911), la Casa de Antonio Baena Gómez (1910), Muebles La Reconquista (Circa 1910), la desaparecida Casa Basilio Paraíso (1910-1912), la Casa de José Guardiola (1910), el Casino Español (1911), General Prim, 22, Sor Alegría, 6 (1911), la Casa de José Mascaró Rafols y Julia Iturralde (1911) la Casa de Baños (1912-1913), la Antigua redacción de El Telegrama del Rif (1912-1913), la Cámara Oficial de Comercio, Industria y Navegación (1913-1914) con el trío del Antiguo Economato Militar, denominado popularmente Casa Tortosa (1914-1915), los Antiguos Grandes Almacenes la Reconquista (1915-1917) y la Casa David J. Melul (1915-1917), la flor y nata del modernismo floral lo utiliza en la Casa de J. Barciela, la Casa Meliveo (1920), la Casa de José Zea y Manuel Alvadalejo, los componentes de la Manzana de la Concordia, la Casa de Miguel Gómez Morales (1927-1928), la Casa de Lázaro Torres (1928-1929), la cercana Casa de Juan Montes Hoyo, denominada popularmente Casa La Pilarica (1928-1929), Casa de la viuda de Antonio Ibancos, el Antiguo Banco de Bilbao, la Casa de José Guardiola, la Casa de Vicente Martínez (1931-1932), la Casa de Juan Florido Santos y Lázaro Torres García (1928-1929), la Casa de José García Álvaro, más conocida como Casa El Acueducto (1928-1930), los Almacenes Juan Montes Hoyo el Teatro Kursaal (1930), el Teatro-Cine Perelló (1926-1932)

### Emilio Alzugaray

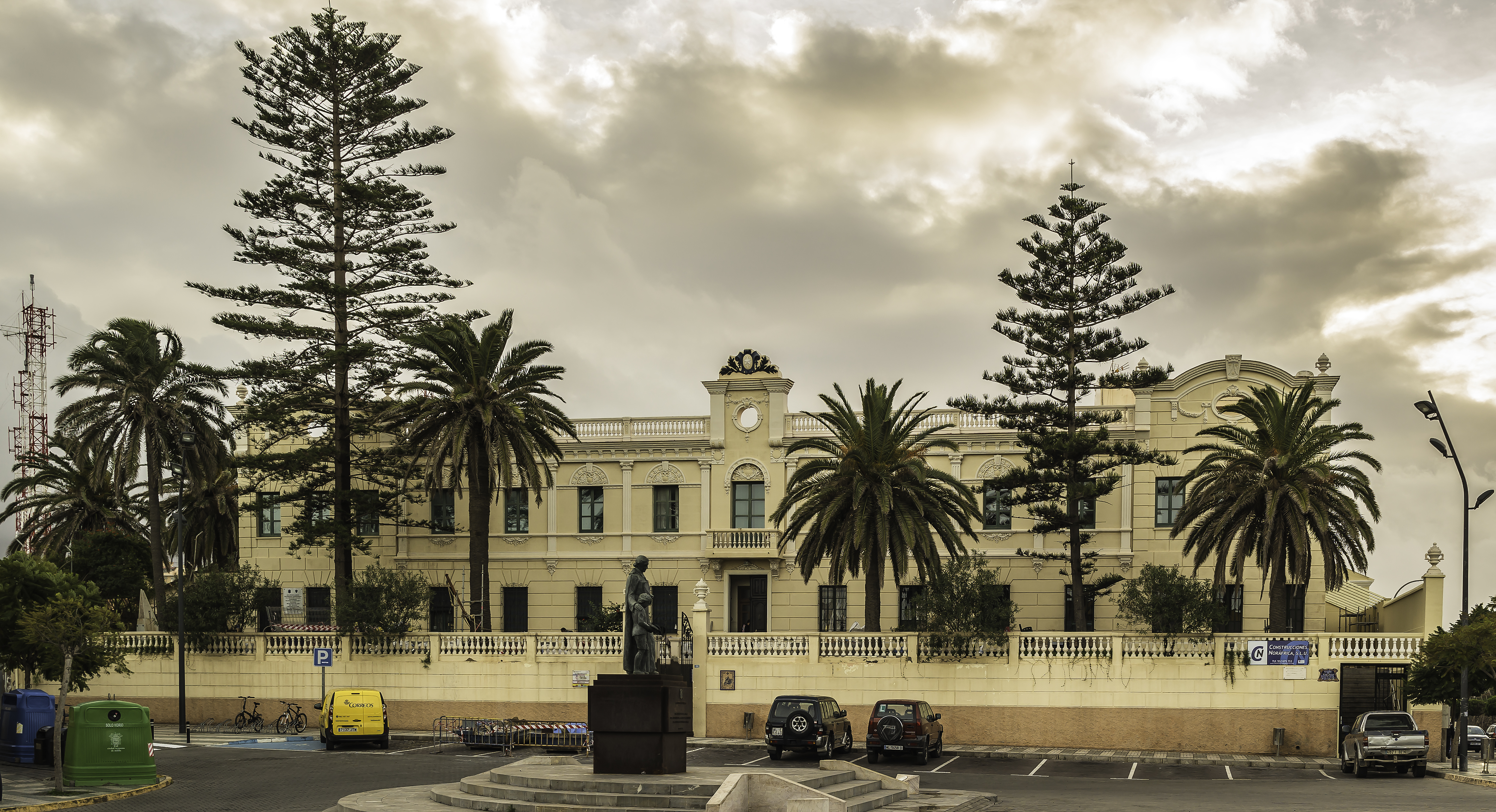
Colegio de los Hermanos de las Escuelas Cristianas
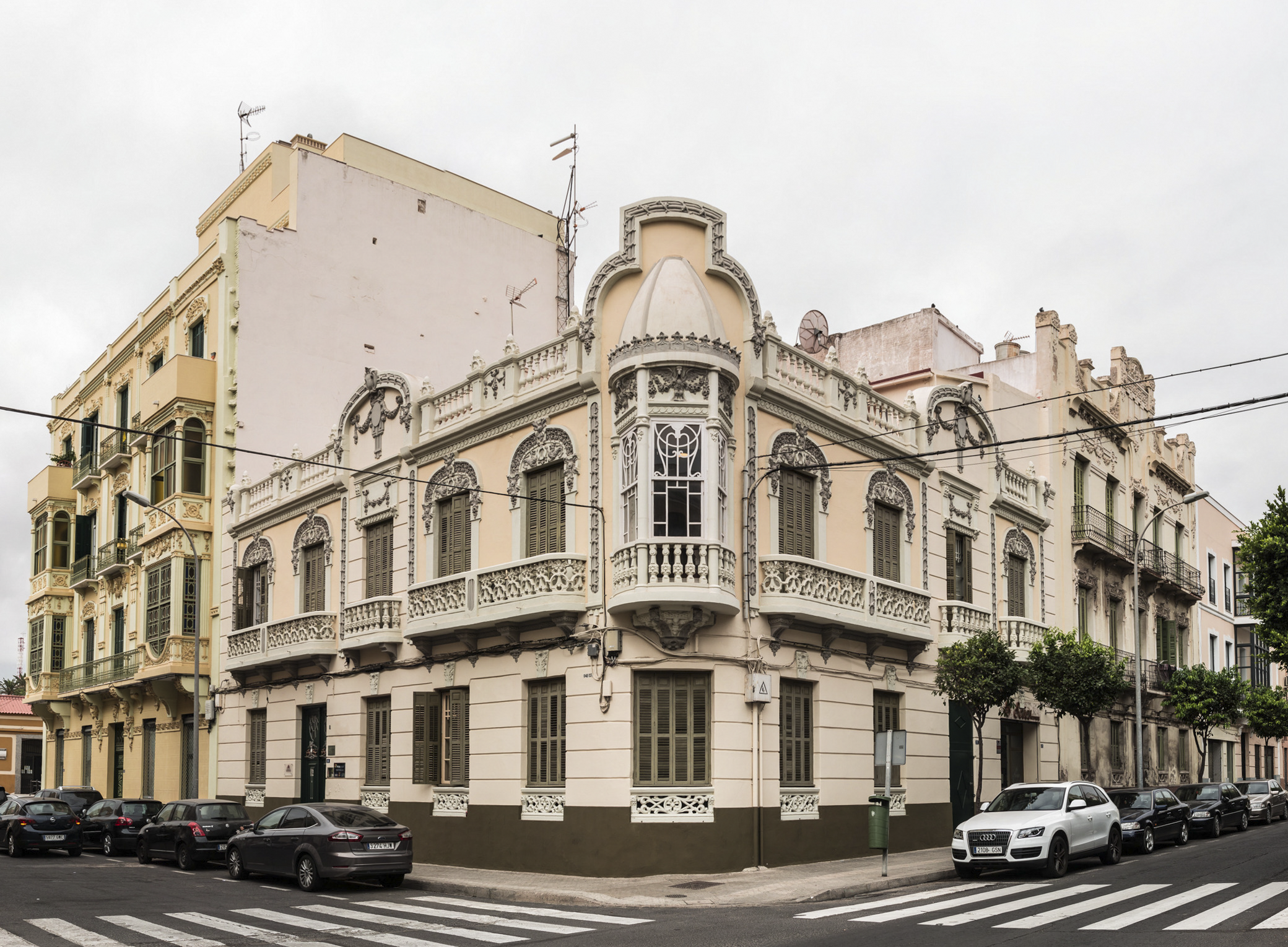
Casa de Salomón Cohen
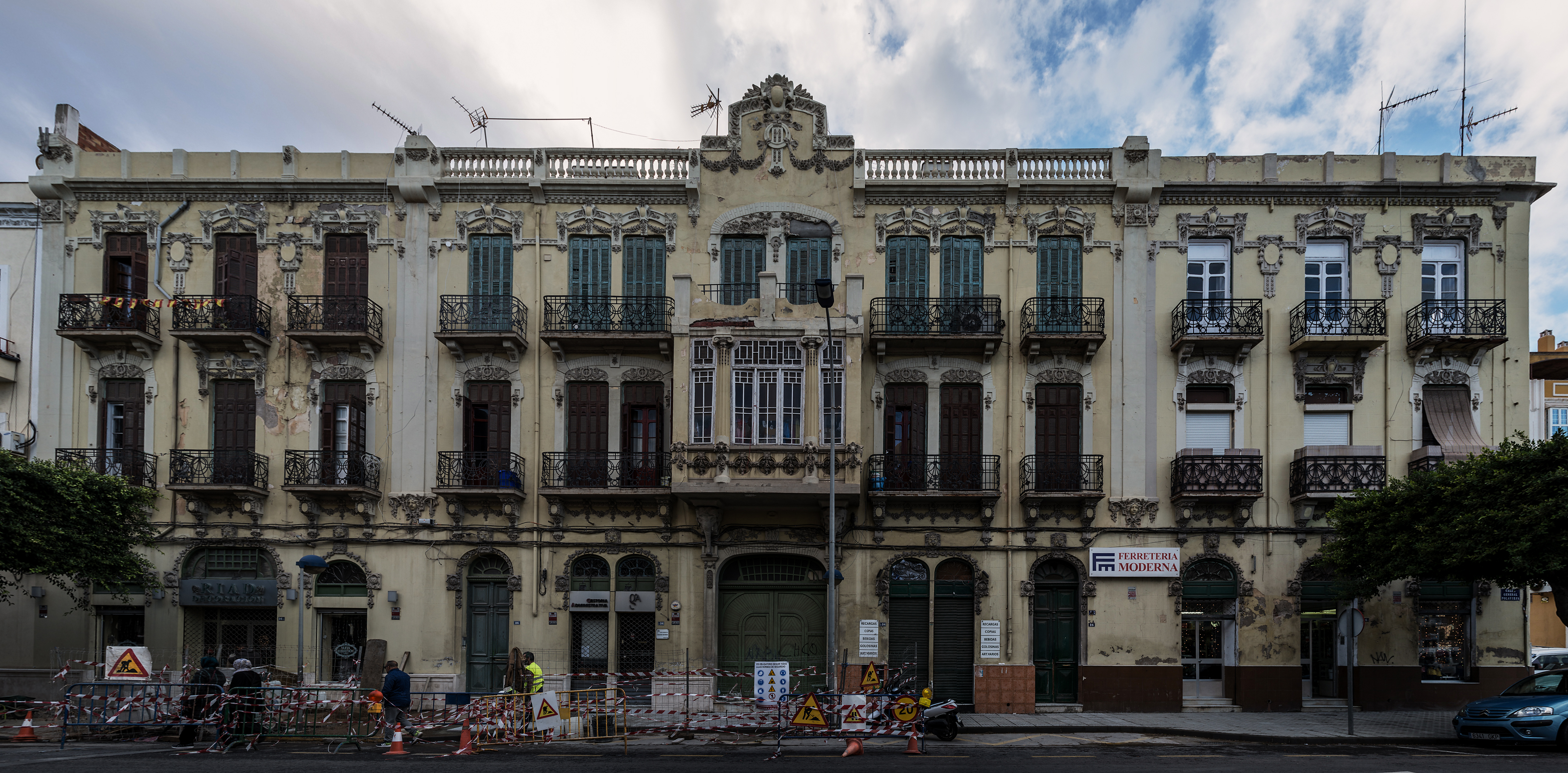
Casa de las Fieras
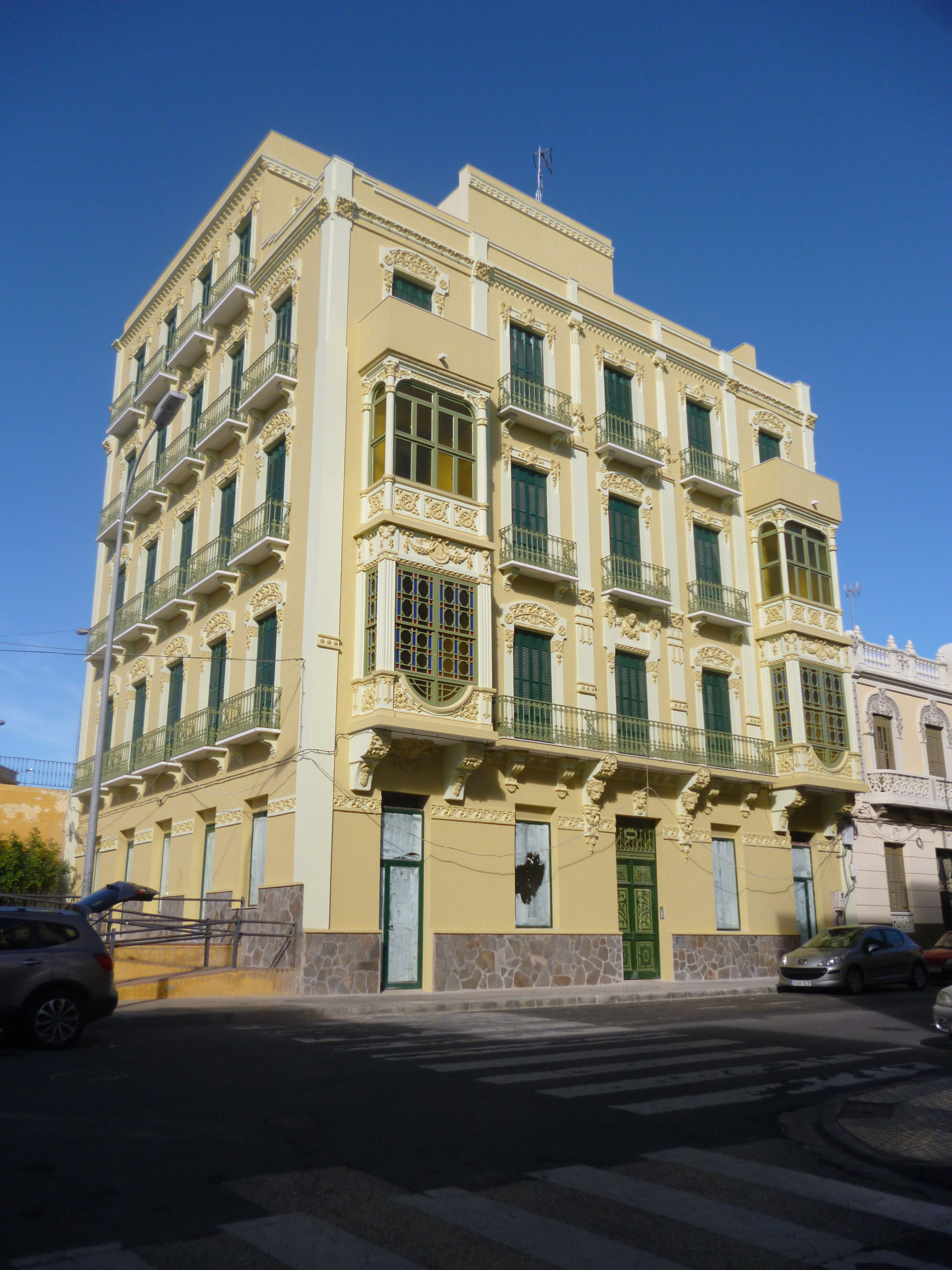
Casa de José Morely
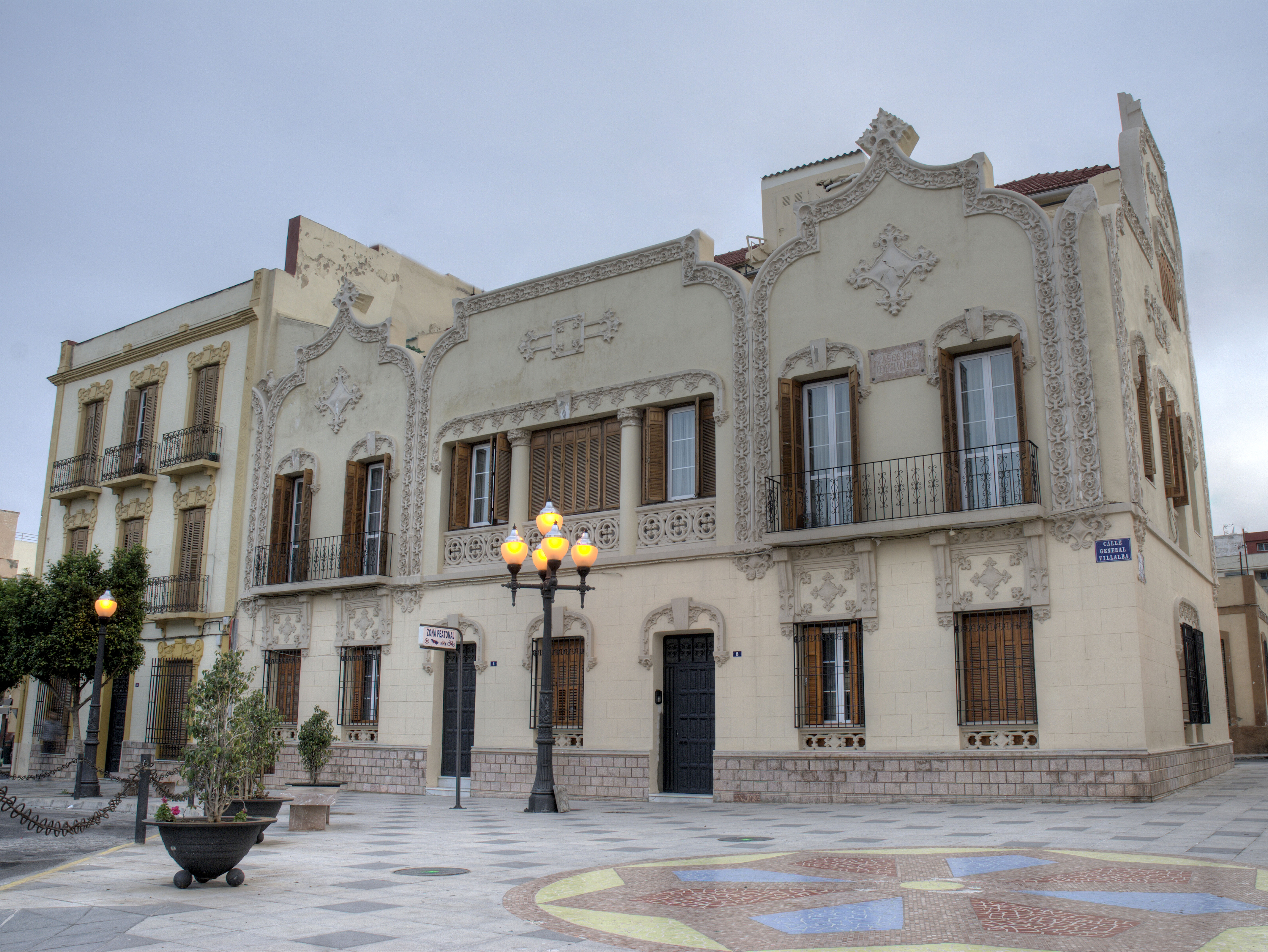
Casa de la Viuda de Samuel Salama

El ingeniero militar Emilio Alzugaray desarrolla una obra muy académica, con detalles animales. Es autor de la Casa de Julia Alcalde, también denominada Casa de los Elefantes (1913), Casa de las Fieras(1914), la Casa de Salomón Cohen (1915), la Dirección Territorial de Educación (1915) el Colegio de los Hermanos de las Escuelas Cristianas, actual Colegio La Salle el Carmen, (1916-1918), la Casa de Julián Argos, la Casa de José Morely 1916-1917), la Casa de Francisco Bueno (1917), la Casa de la Viuda de Samuel Salama(1916 y la Casa de Argos(1916).

## Art decó

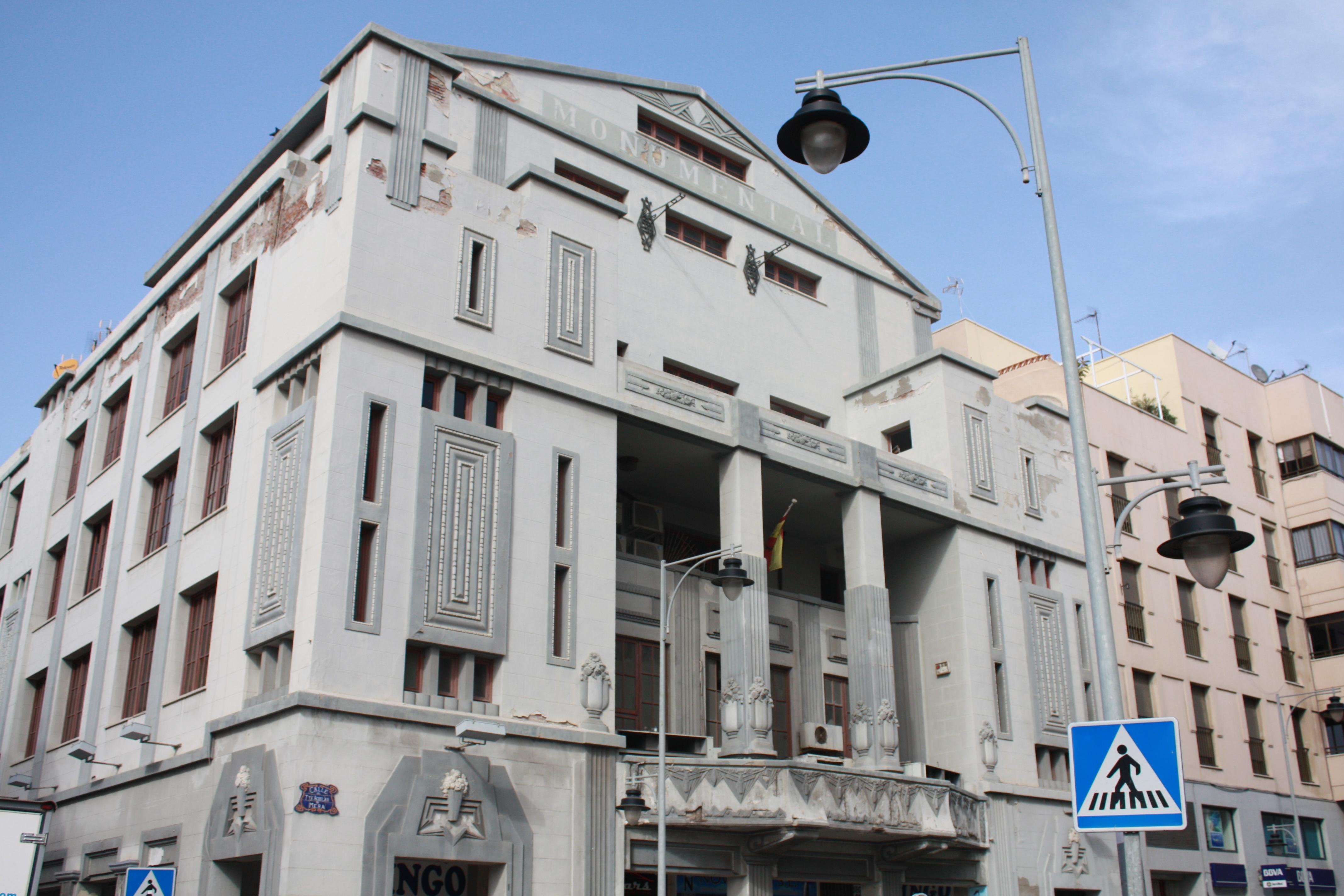
Monumental Cinema Sport

Su obra cumbre es el Monumental Cinema Sport (1930-1932).

### Enrique Nieto

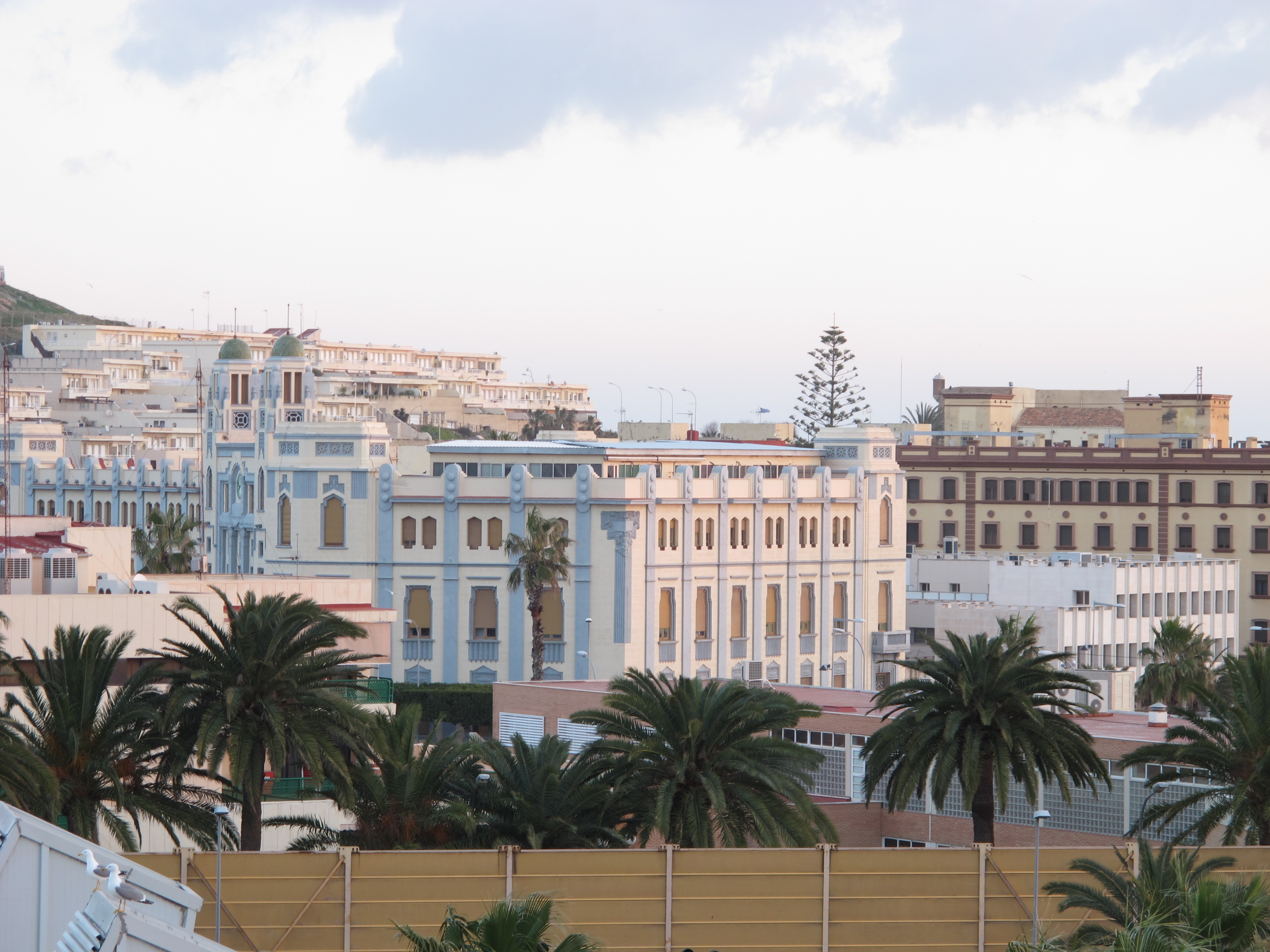
Palacio de la Asamblea
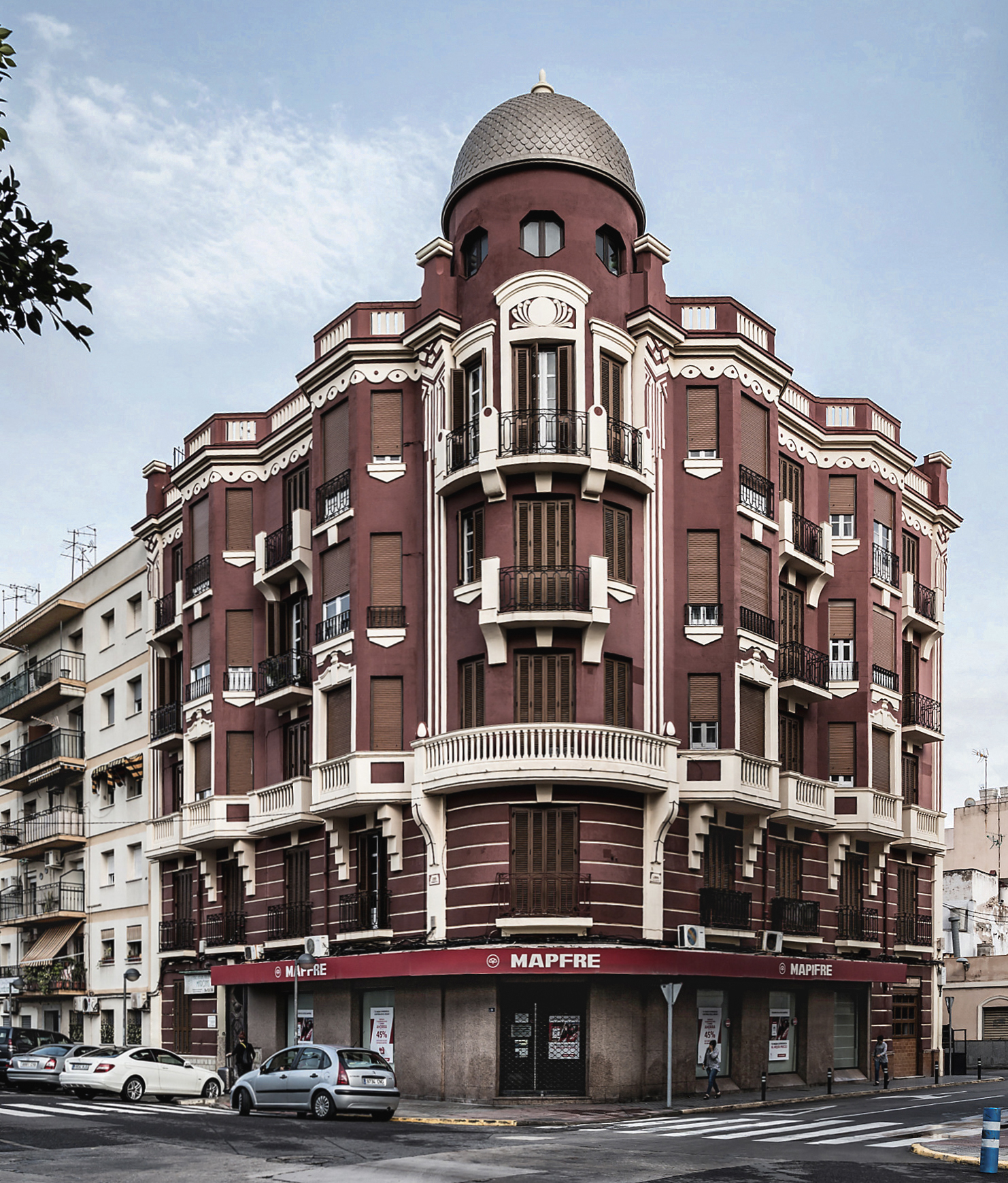
Edificio Rojo,
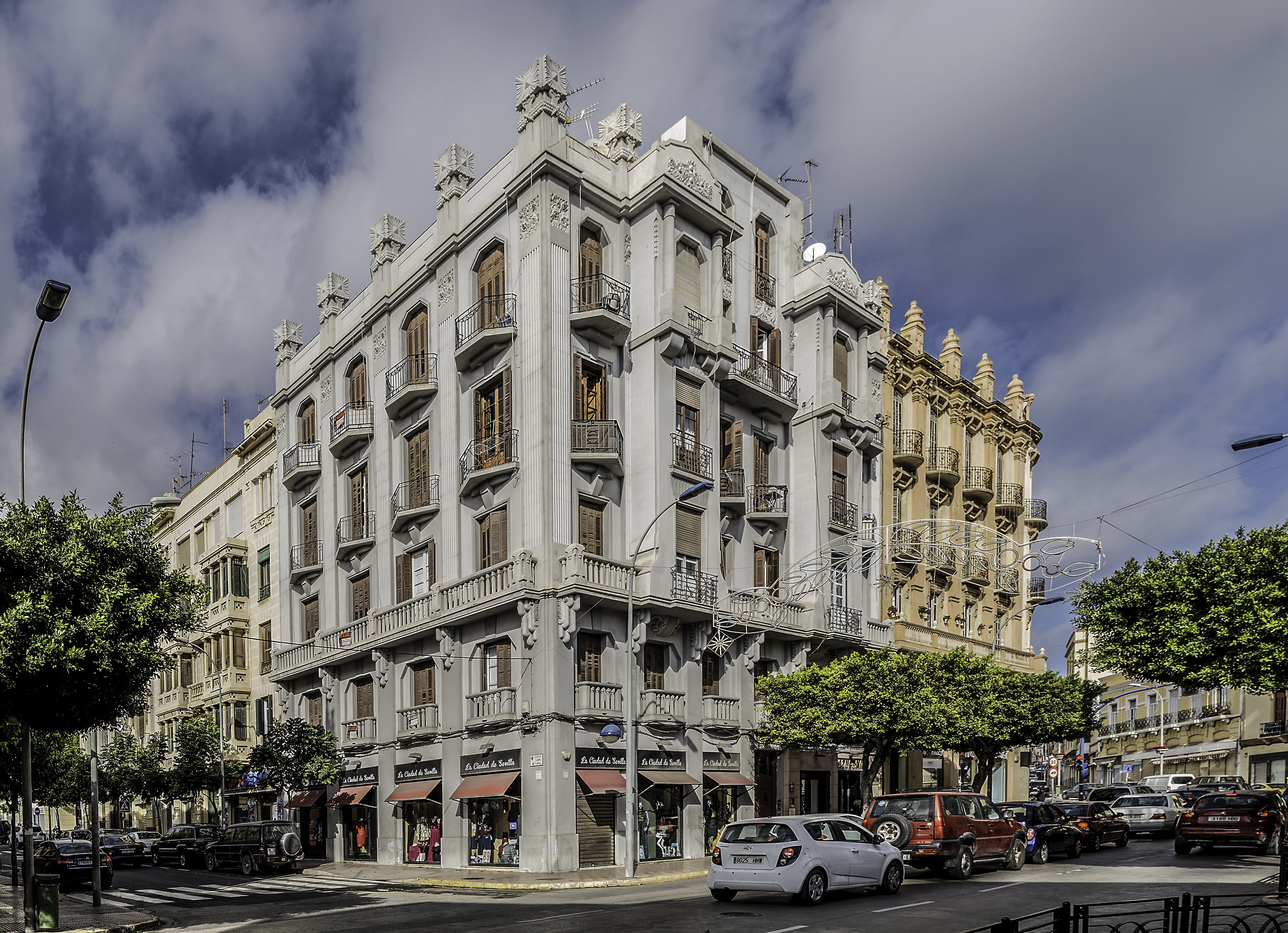
Casa de Enrique Nieto
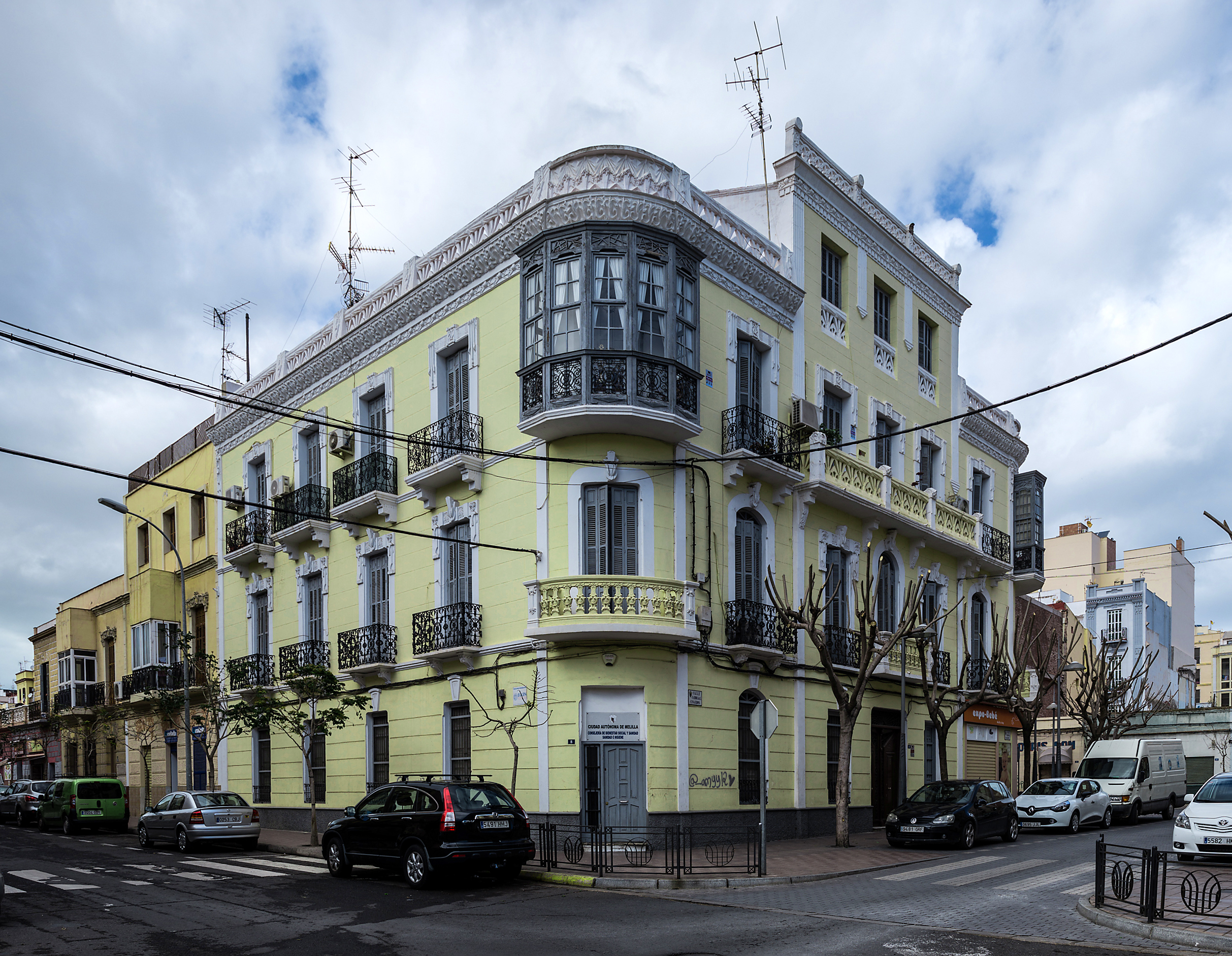
Casa Carcaño
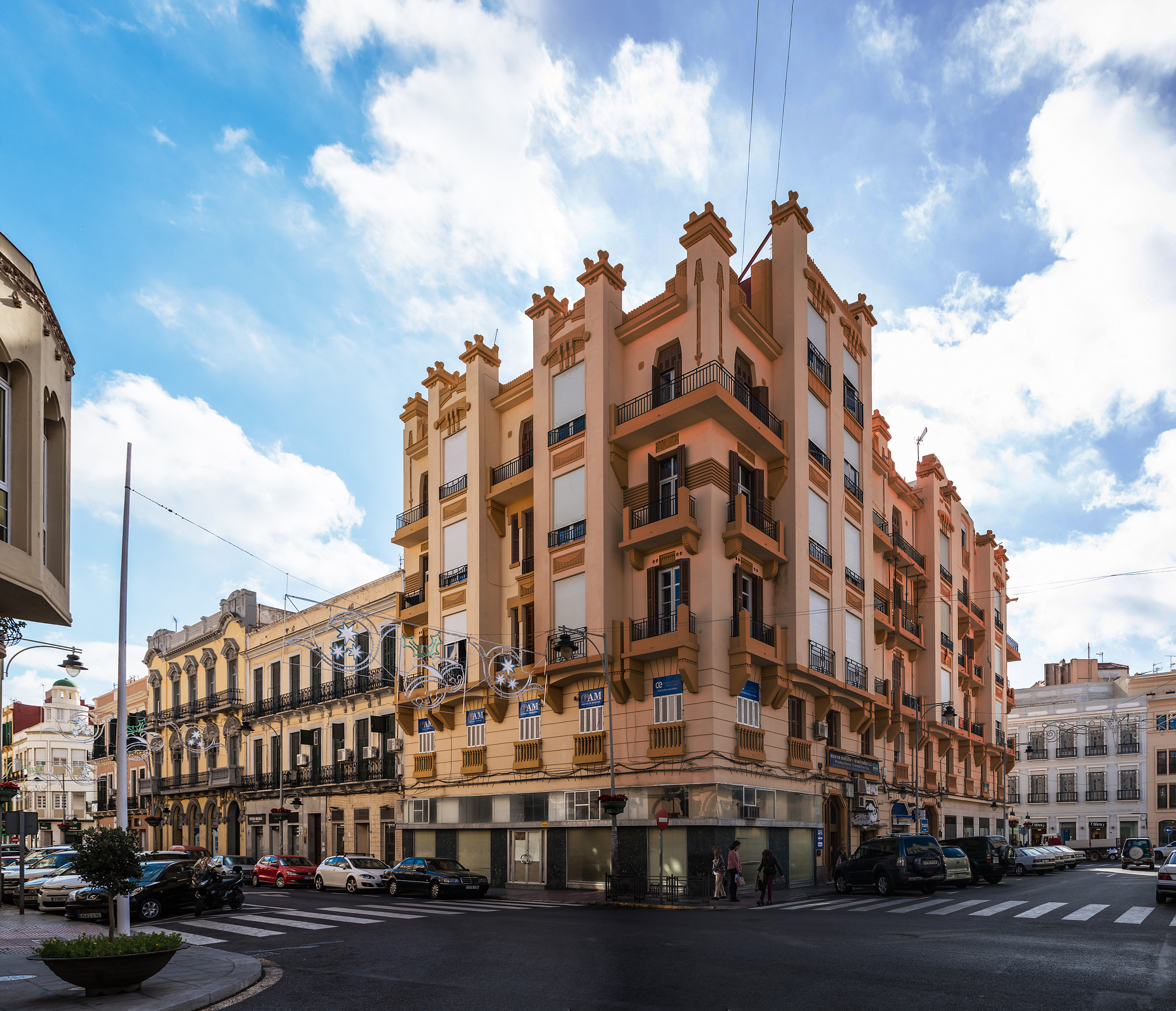
Casa de Rafael Rico Albert,
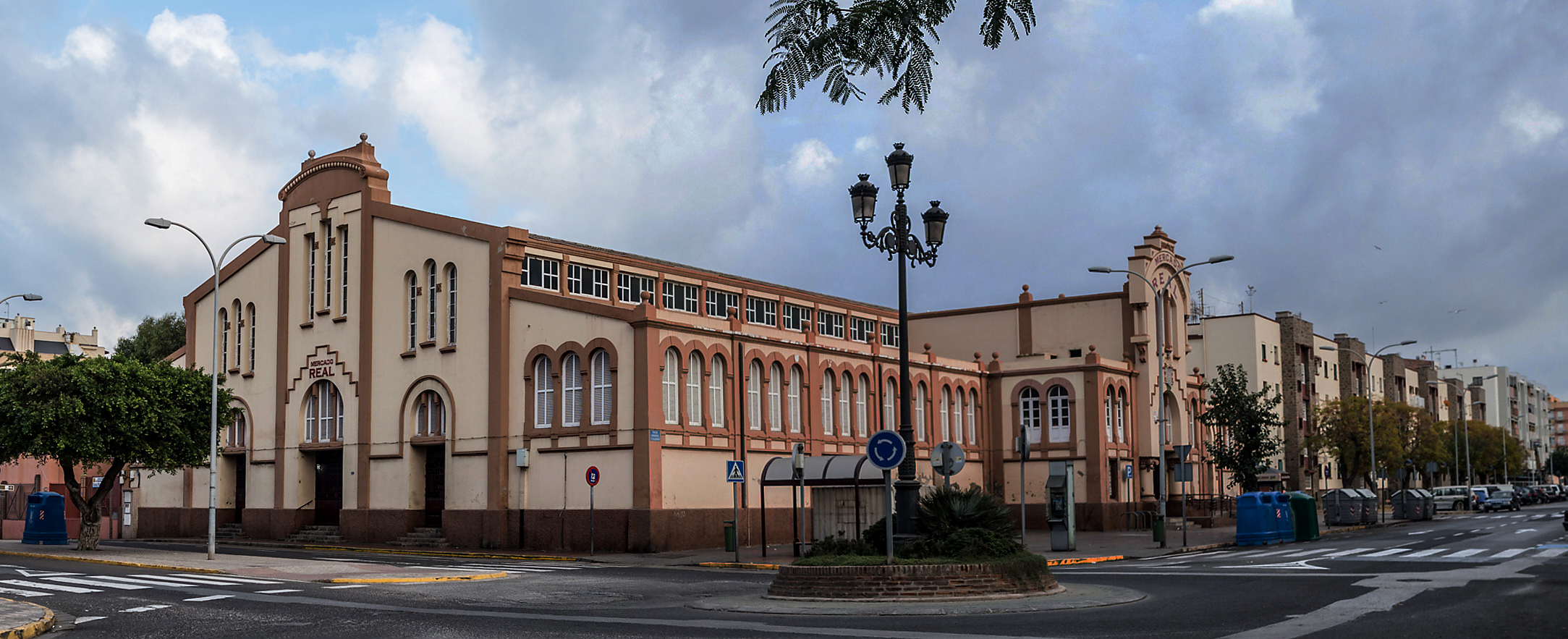
Mercado del Real

Desarrollo el art decó zigzagueante, bastante cercano al modernismo, con obras como el Palacio de la Asamblea(1932) de Enrique Nieto, autor también de la Casa de Enrique Nieto (1930-1932), la Casa Carcaño (1934-1935), la Casa de Jacques EskEnazi Aguilerun (1936-1938), la Consejería Adjunta a la Presidencia (1943-1944), el Chalet Ben Jeloun (1943), la Casa de Josefa Botella Segarra (1935-1936), la Casa de Rafael Rico Albert(1935), el Mercado del Real (1932-1940) , el Anexo del Monumental Cinema Sport (1935-1936) y el Edificio Rojo (1935-1936), así como una variante del esgrafiado, cuyo máximo exponente fue la Casa de Ahmed Ben Taleb, (1933) y el aerodinámico edificio situado en la calle Villegas, 7.

### Francisco Hernanz
Por otro parte, Francisco Hernanz que relizço obras zigzagueantes como la Casa de Jacinto García Marfil, (1932), desarrolló el art decó aerodinámico, de líneas sobrias y sin casi alguna decoración, como la Casa de Luis Raya (1935), la Casa de Abraham Benatar, la Casa de Bertila Seoane y la Casa Parres.

## Racionalismo

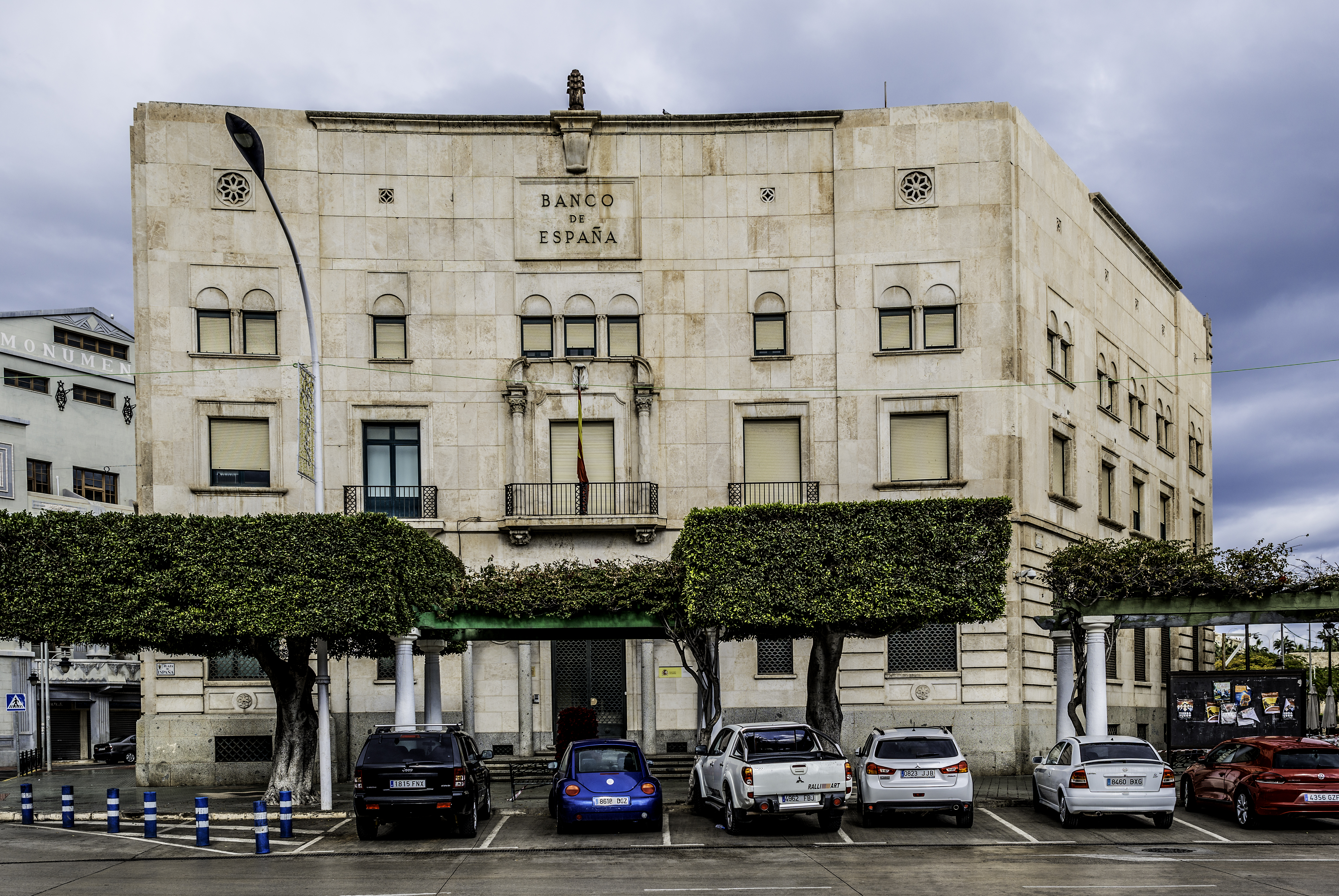
Edificio del Banco de España
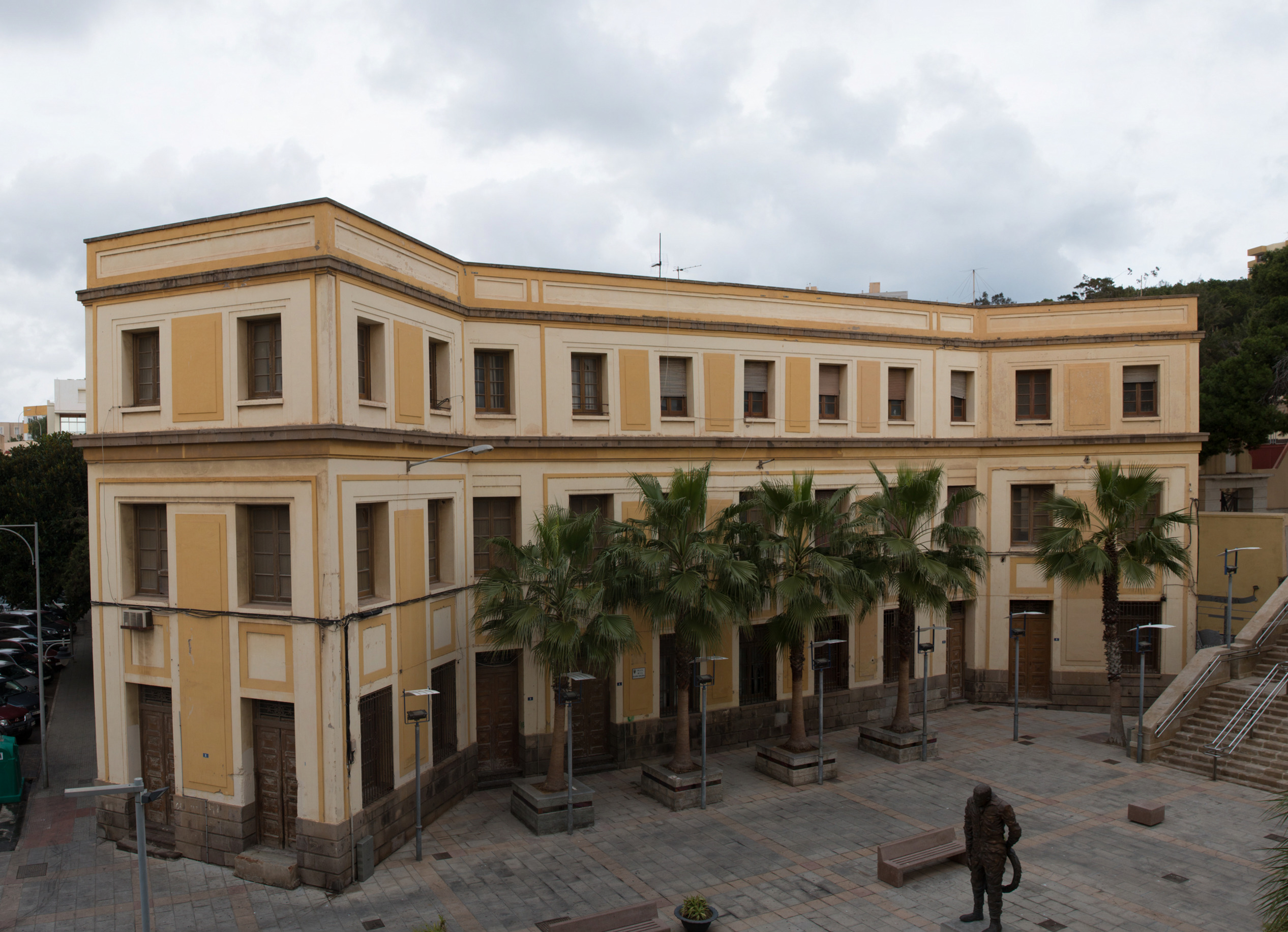
Edificio de Correos de Melilla
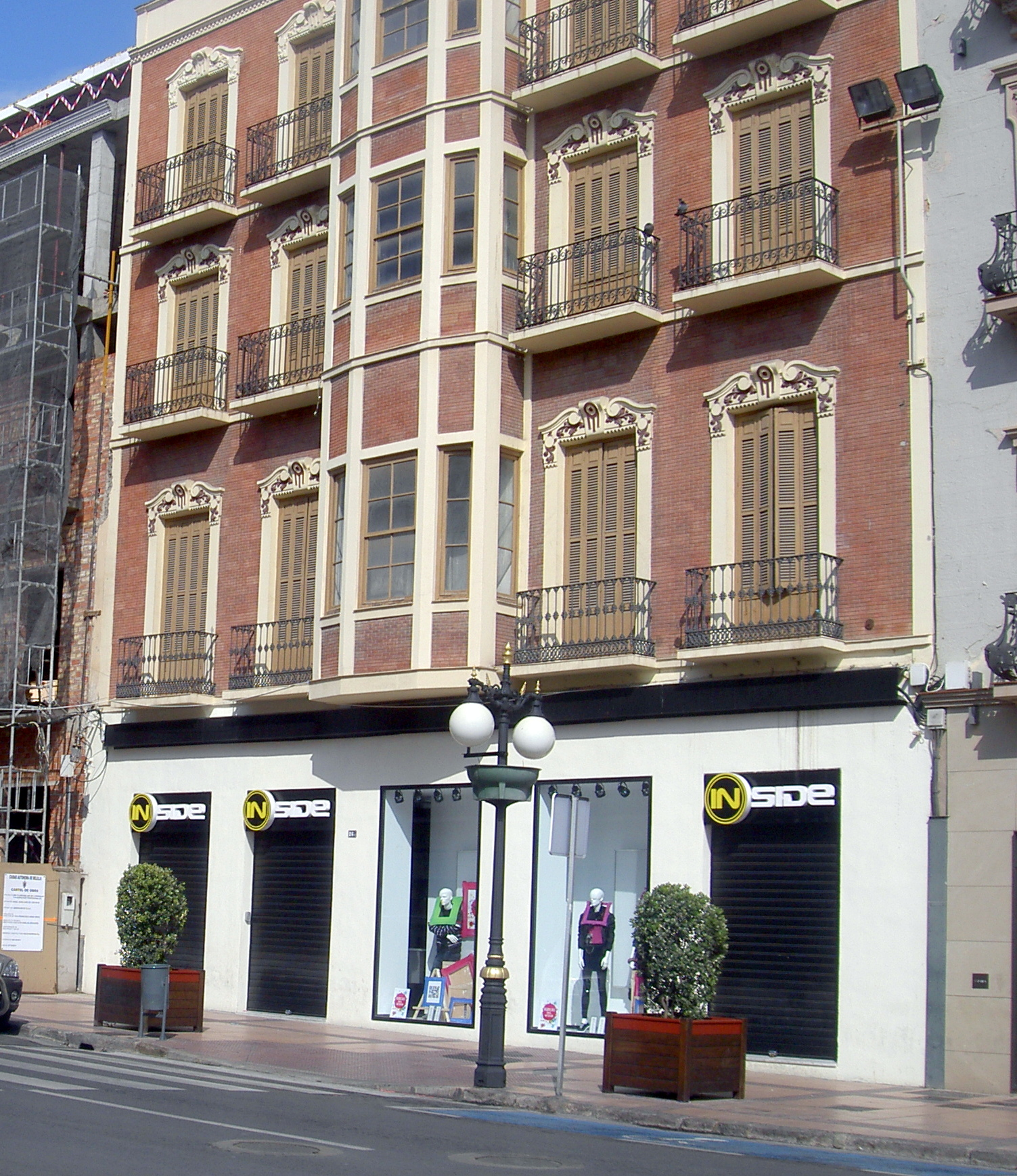
Casa de Amrram J. Wahnon
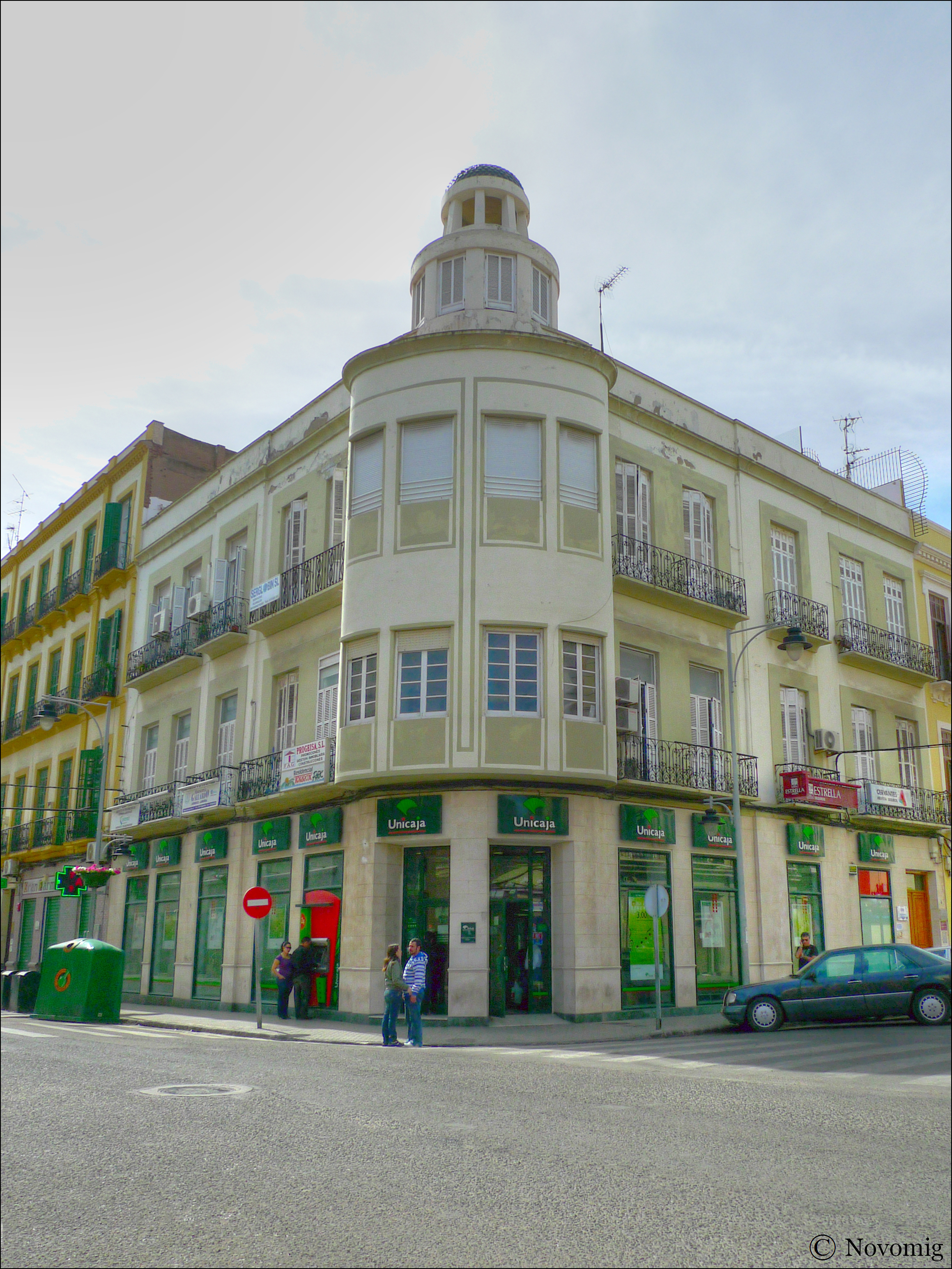
Calle Cervantes, 4

Los edificios del racionalismo, bastante sobrios, contienen decoraciones geométrica con obras como el edificio del Banco de España (Melilla), el edificio de Correos de Melilla y la casa de Amrram J. Wahnony.

## Arquitectura industrial

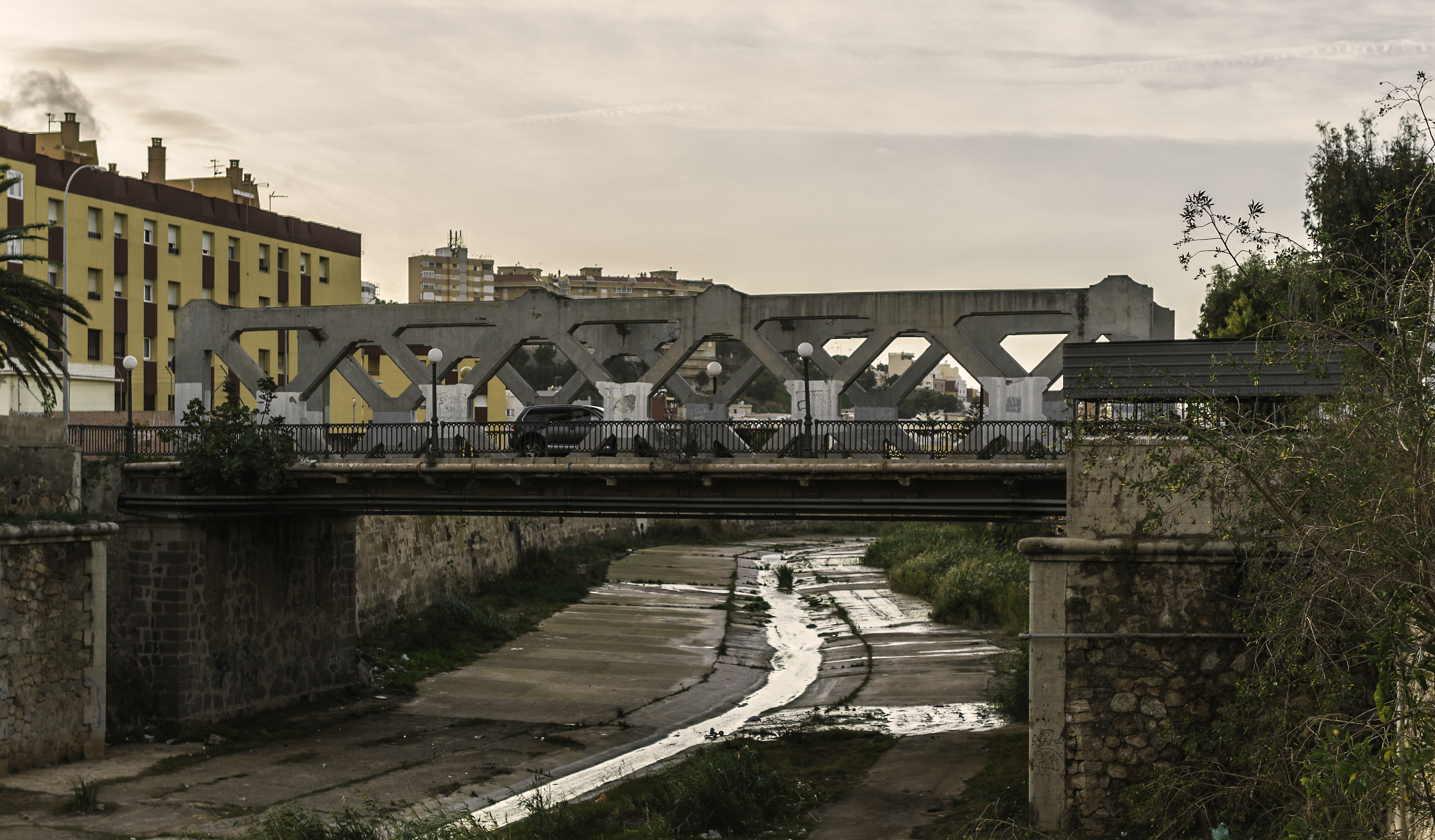
Puente del Mineral
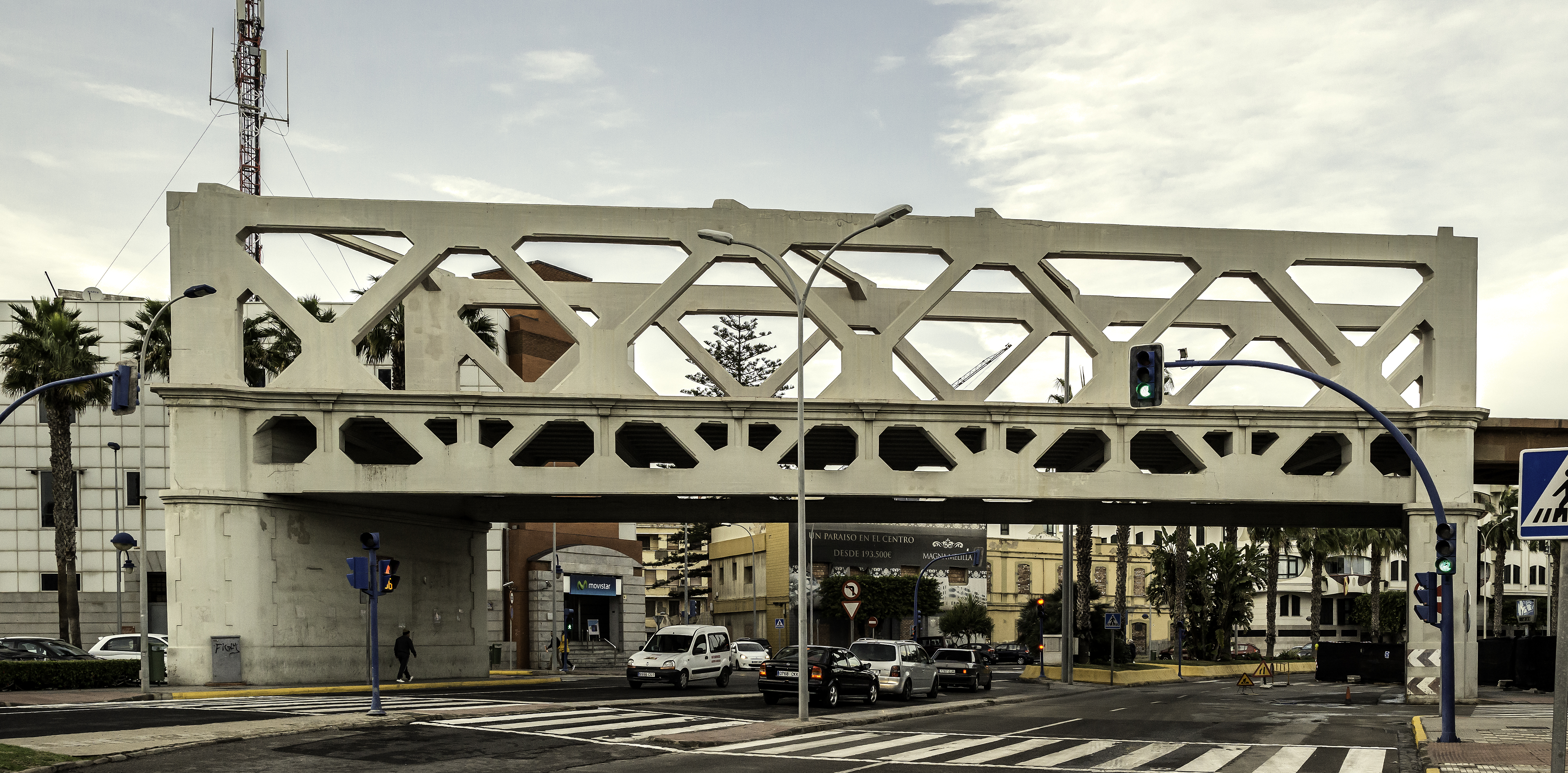
Viaducto de la CEMR
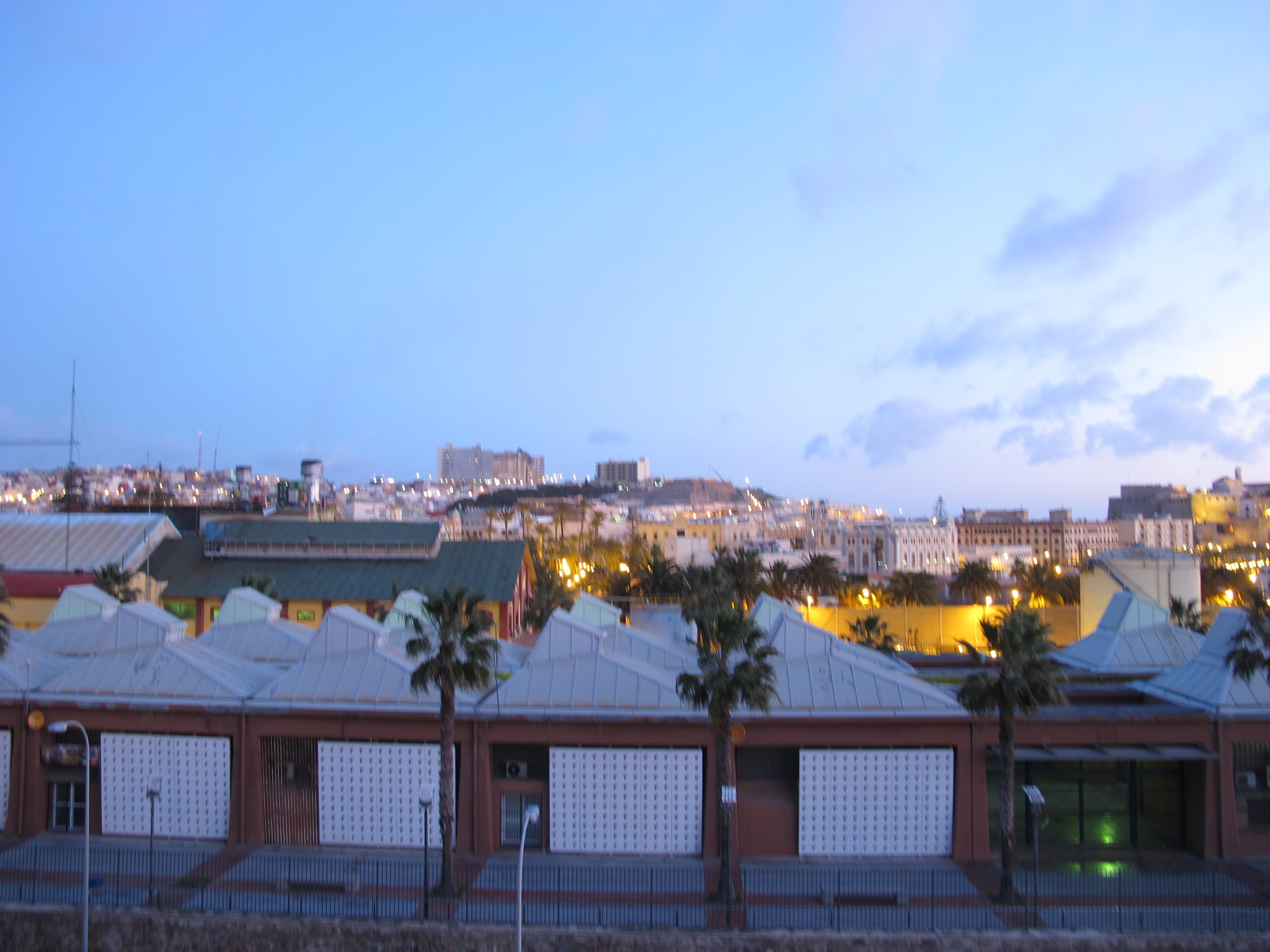
Almacenes de mineral de la CEMR
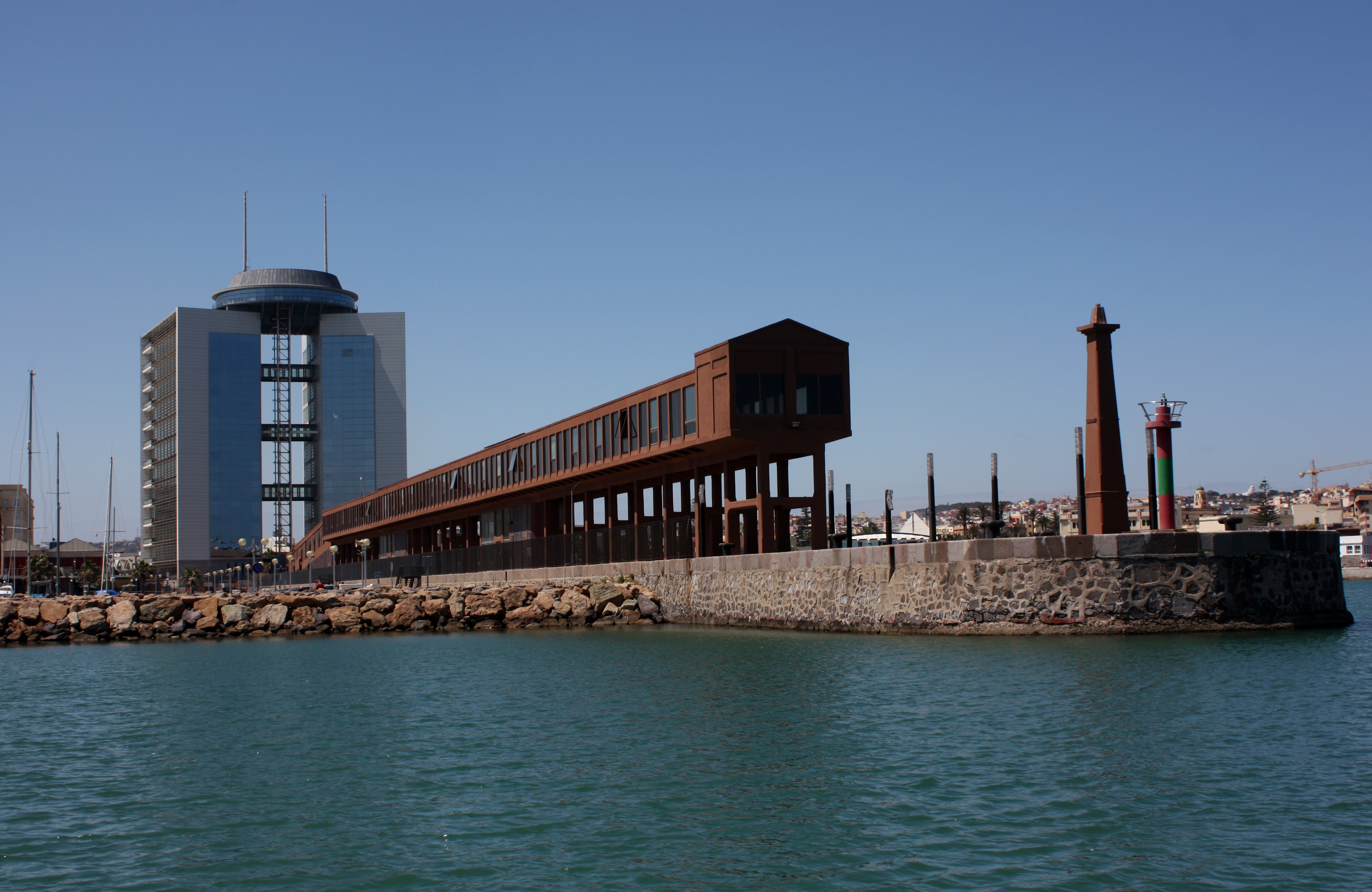
Cargadero de mineral de la CEMR
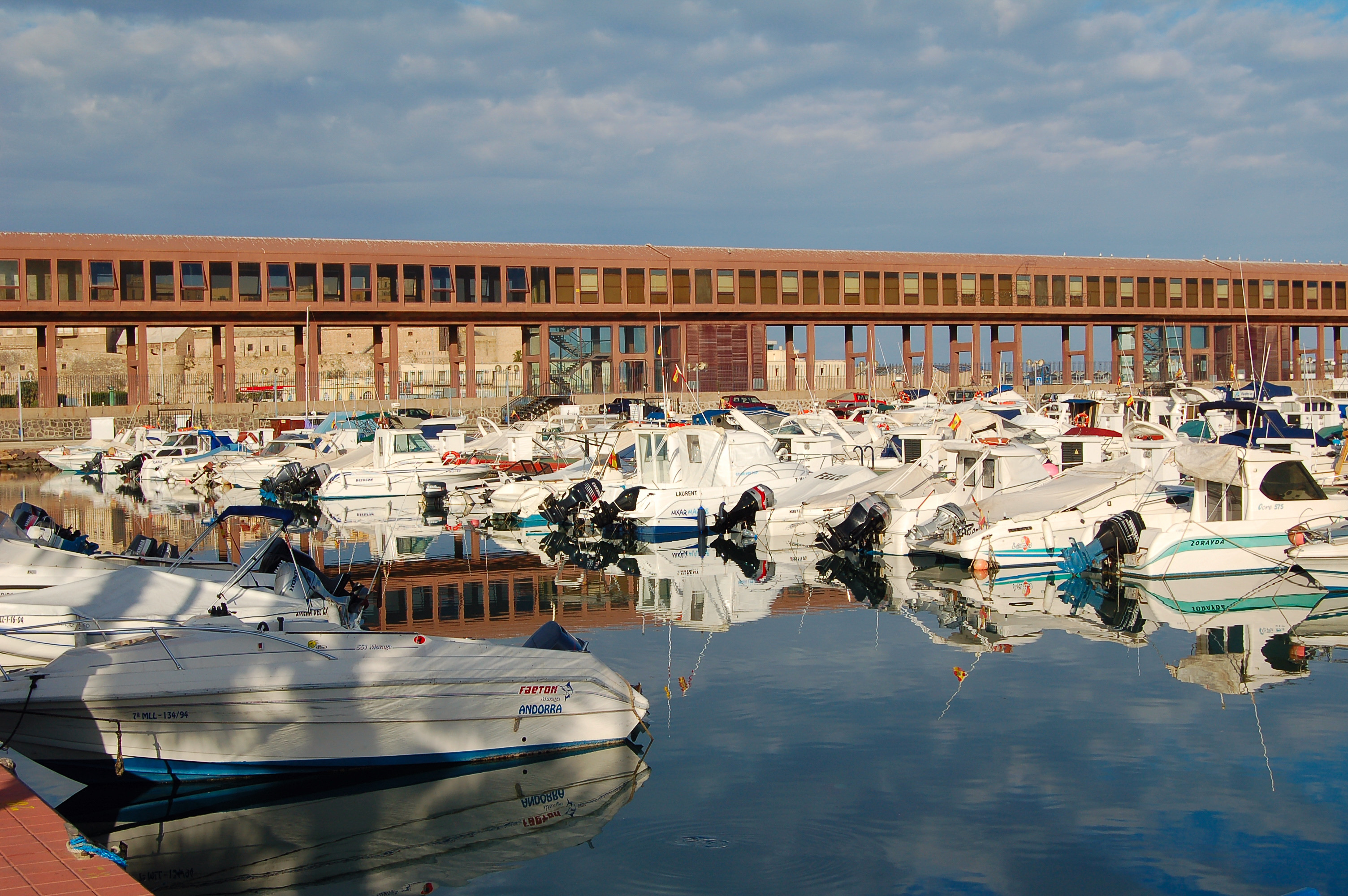
Cargadero de mineral de la CEMR

También existe una arquitectura industrial, con el Mercado de Hierro del Mantelete y el conjunto de la central eléctrica, el puente, el viaducto, los depósitos y el cargadero de mineral de hierro de la Compañía Española de Minas del Rif.

## Arquitectura moderna

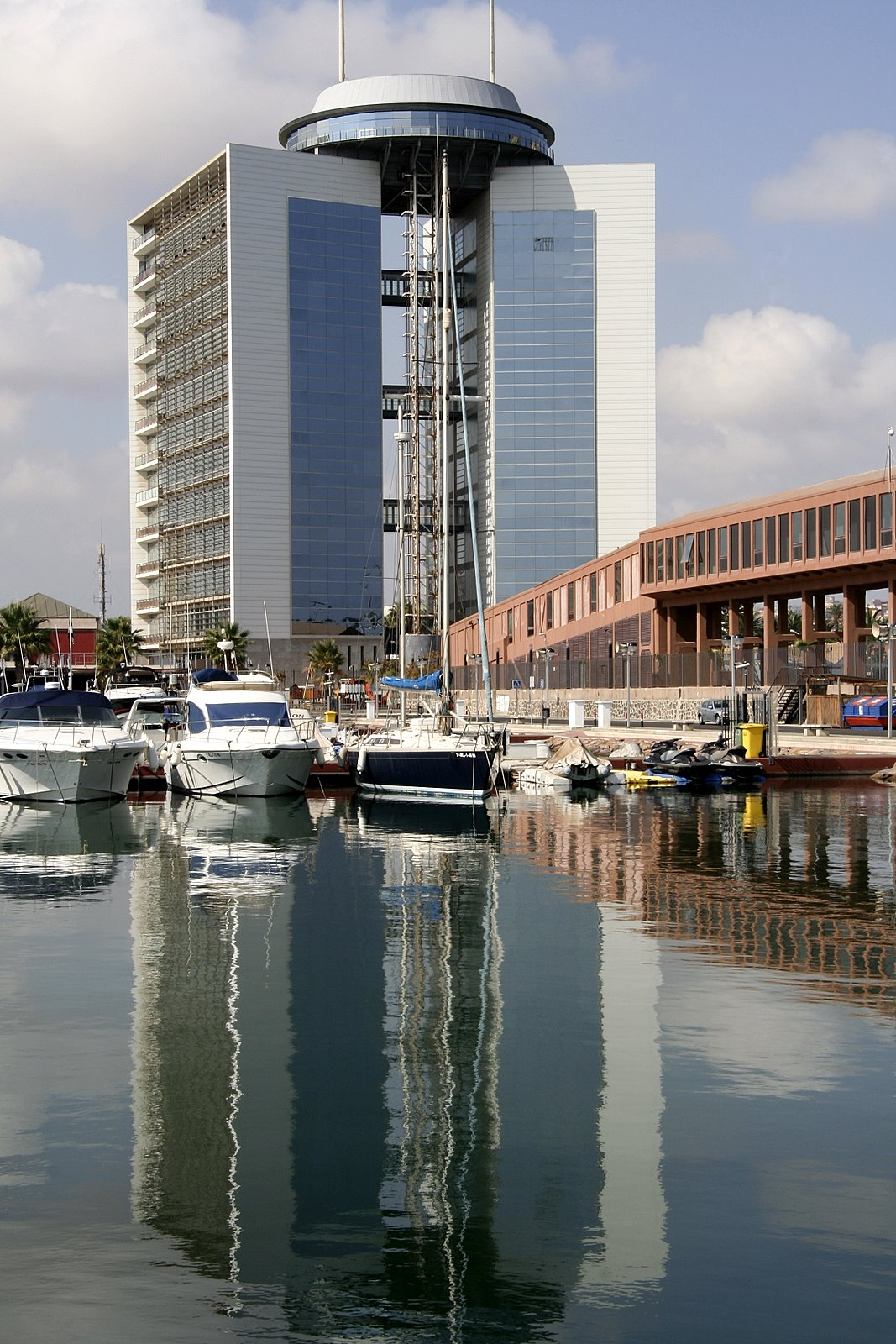
Torres V Centenario
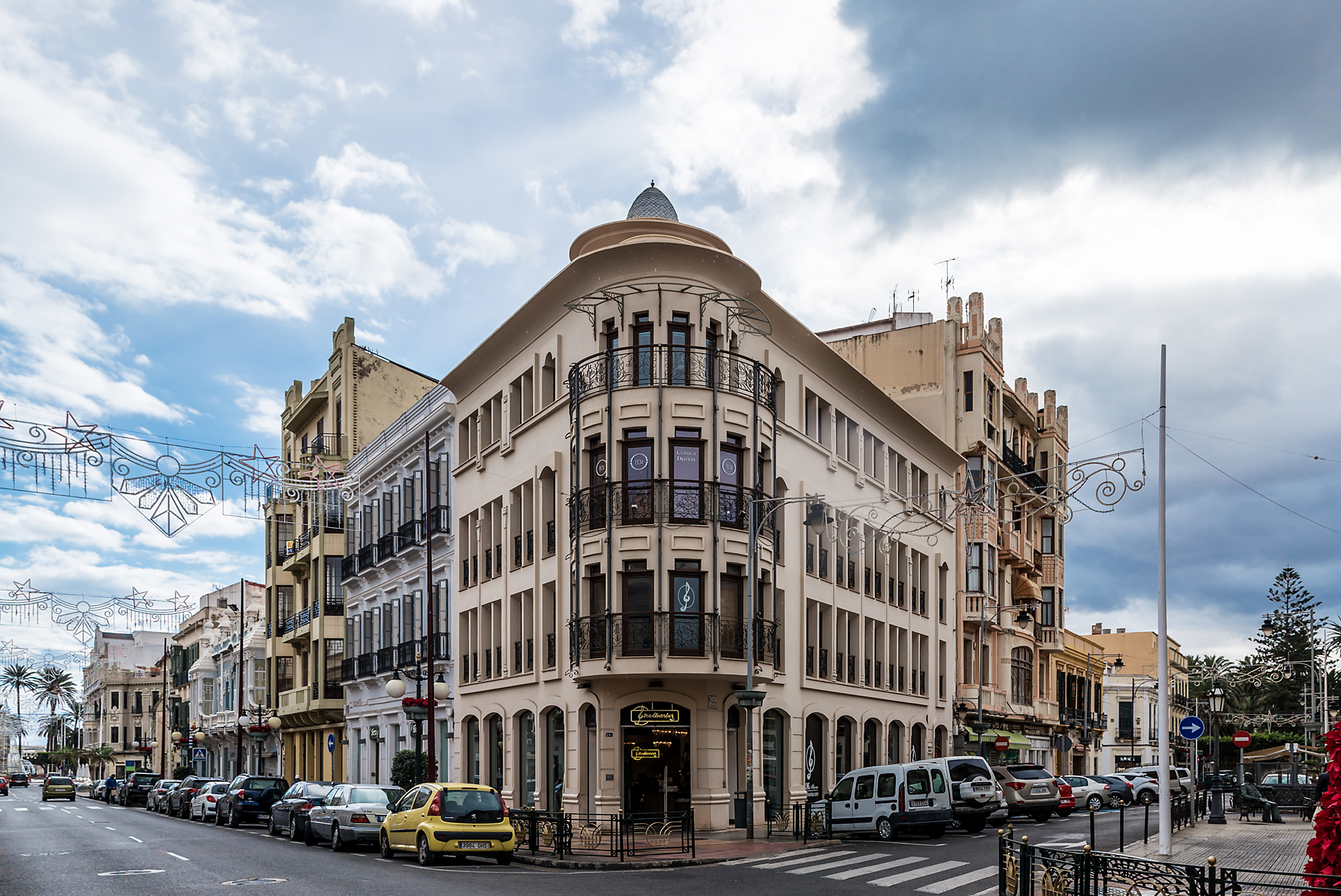
Edificio Chacel

Torres V Centenario y Edificio Chacel.

### Cementerio Municipal de la Purísima Concepción

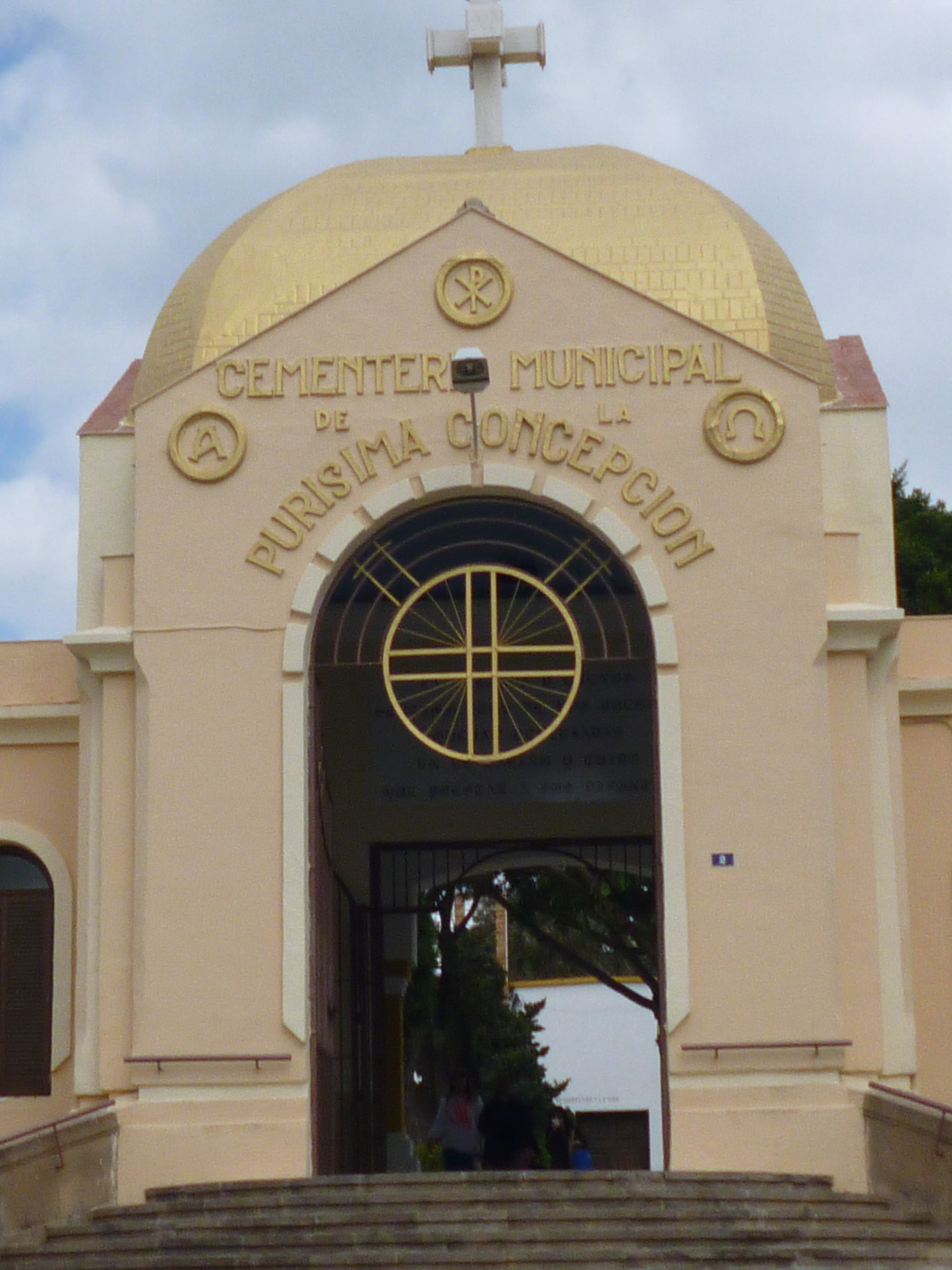
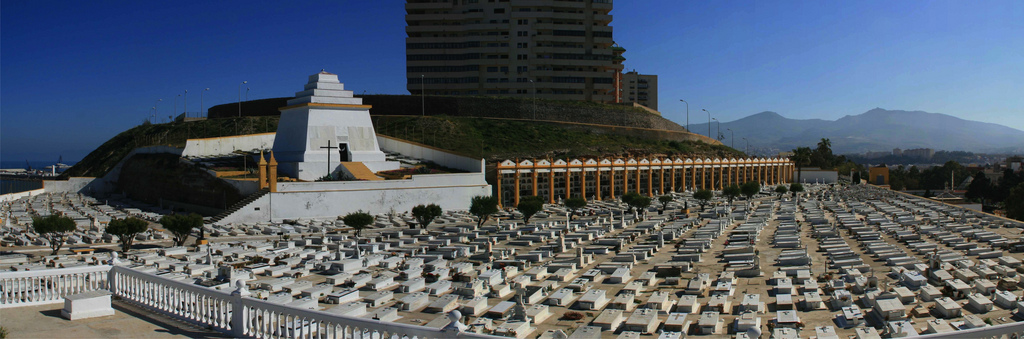
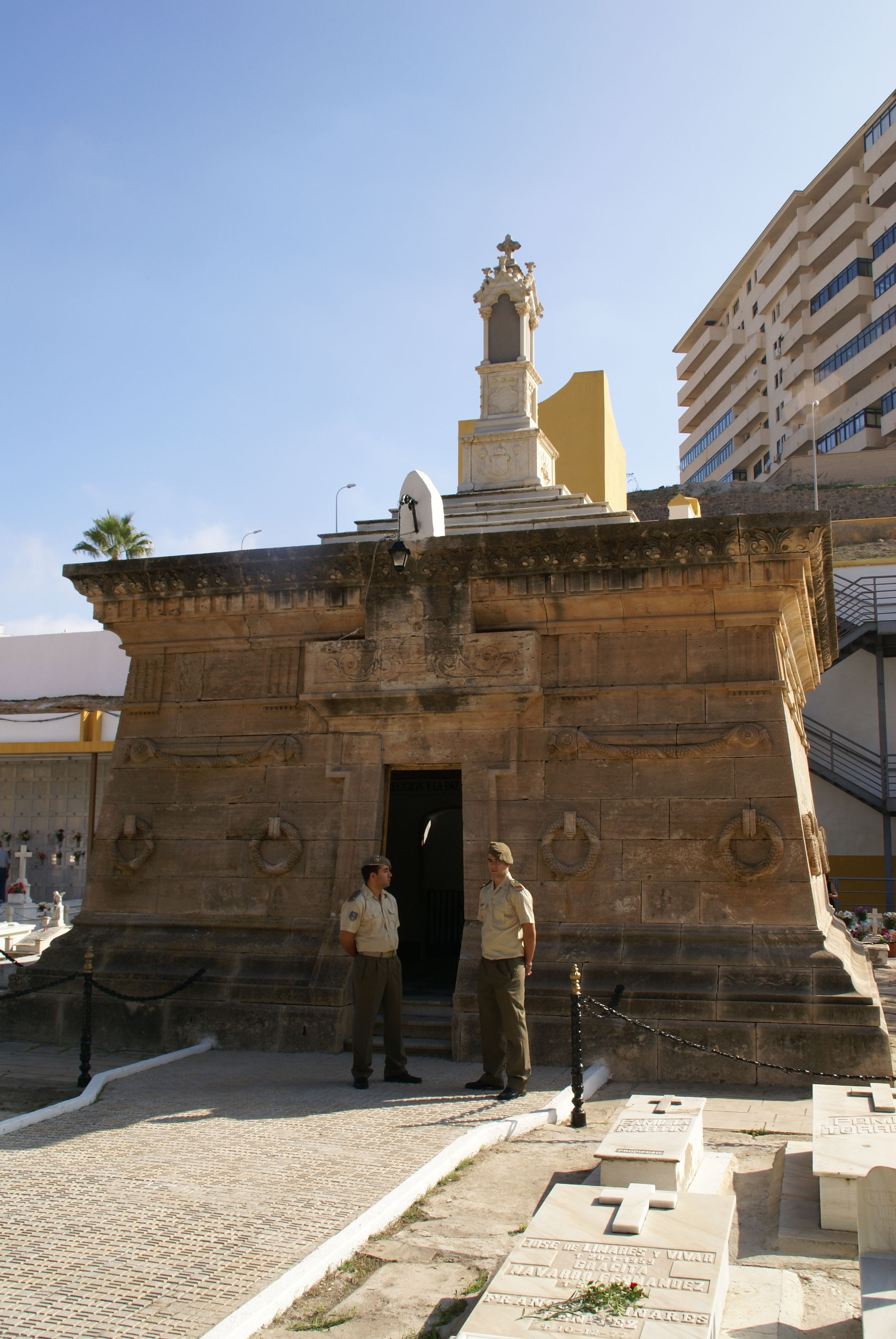
Panteón Margallo
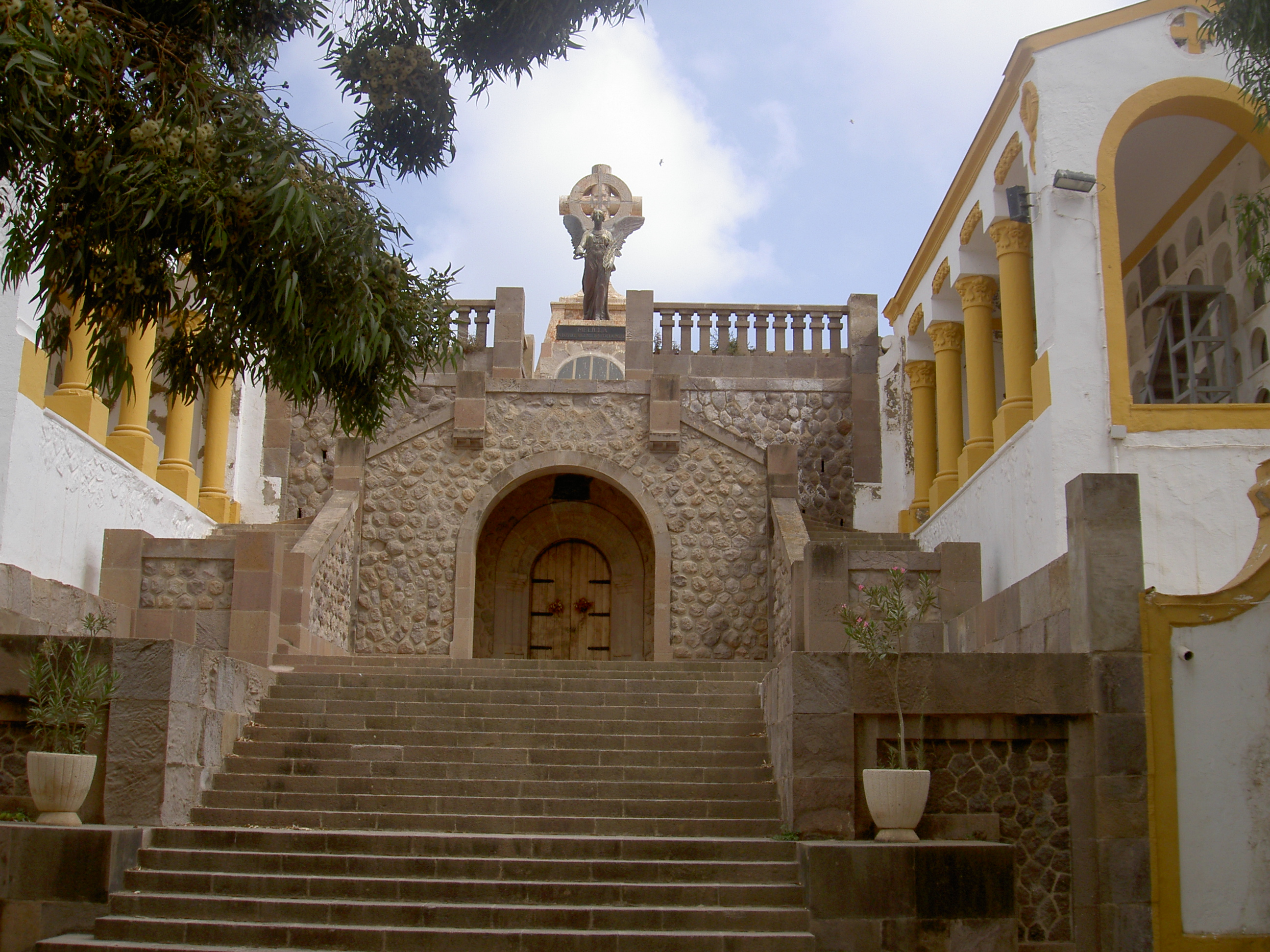
Panteón de los Héroes
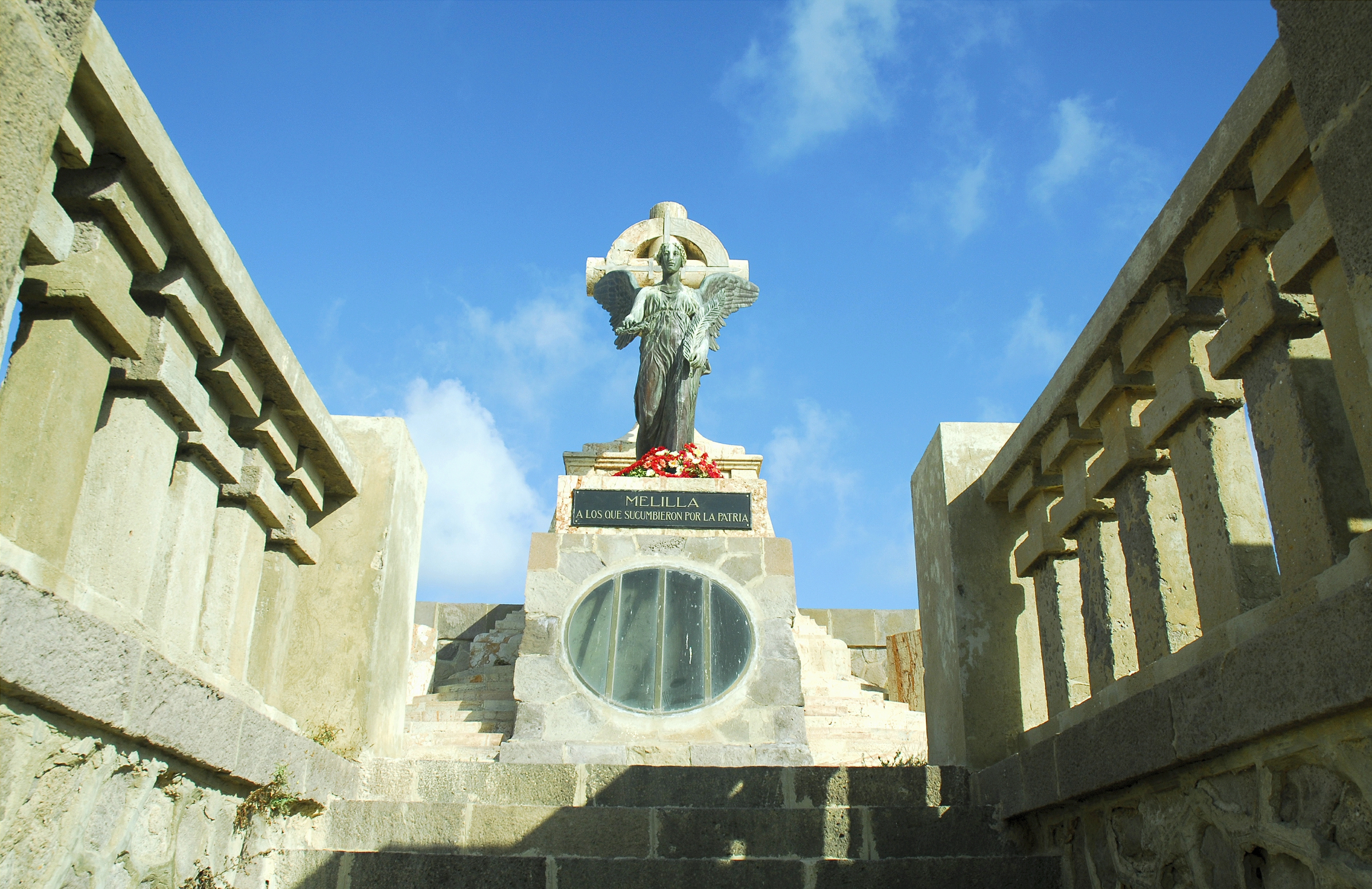
Panteón de los Héroes
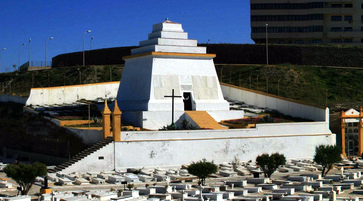
Panteón Regulares número 5

Es el principal cementerio de la ciudad española de Melilla. Se encuentra situada en la Plaza del Cementerio, al final de la Cañada del Agua. Se empezó a construir en 1890, bajo proyecto del comandante de ingenieros Eligio Suza y contrata de Manuel Fernández, inaugurándose el 1 de enero de 1892, siendo bendecido por el vicario Juan Verdejo.
El primer cadáver que recibió sepultura en él fue el de Francisco López López, un niño de cuatro meses de edad.

### Elementos escultóricos

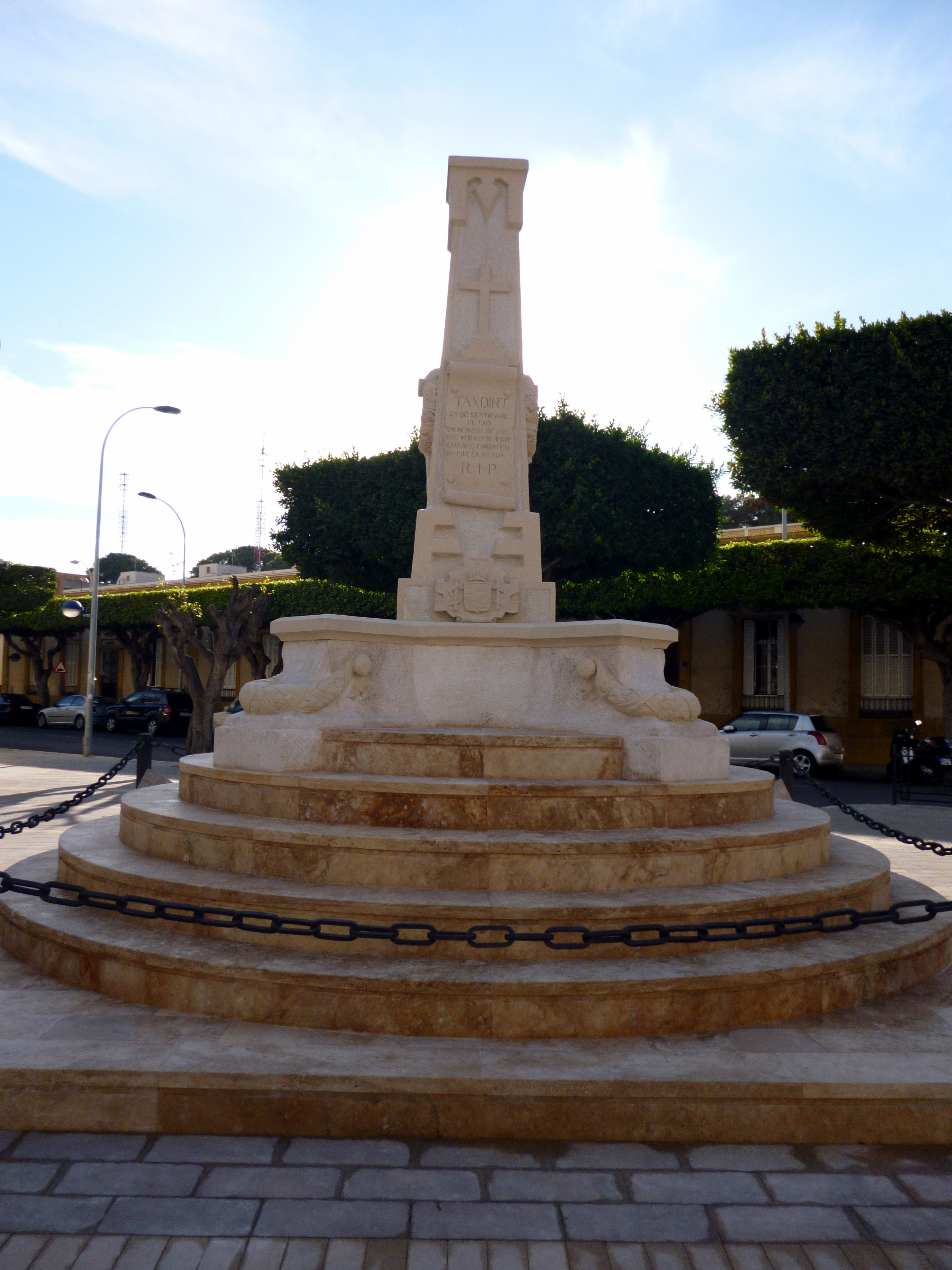
Monumento a los Héroes de Taxdirt
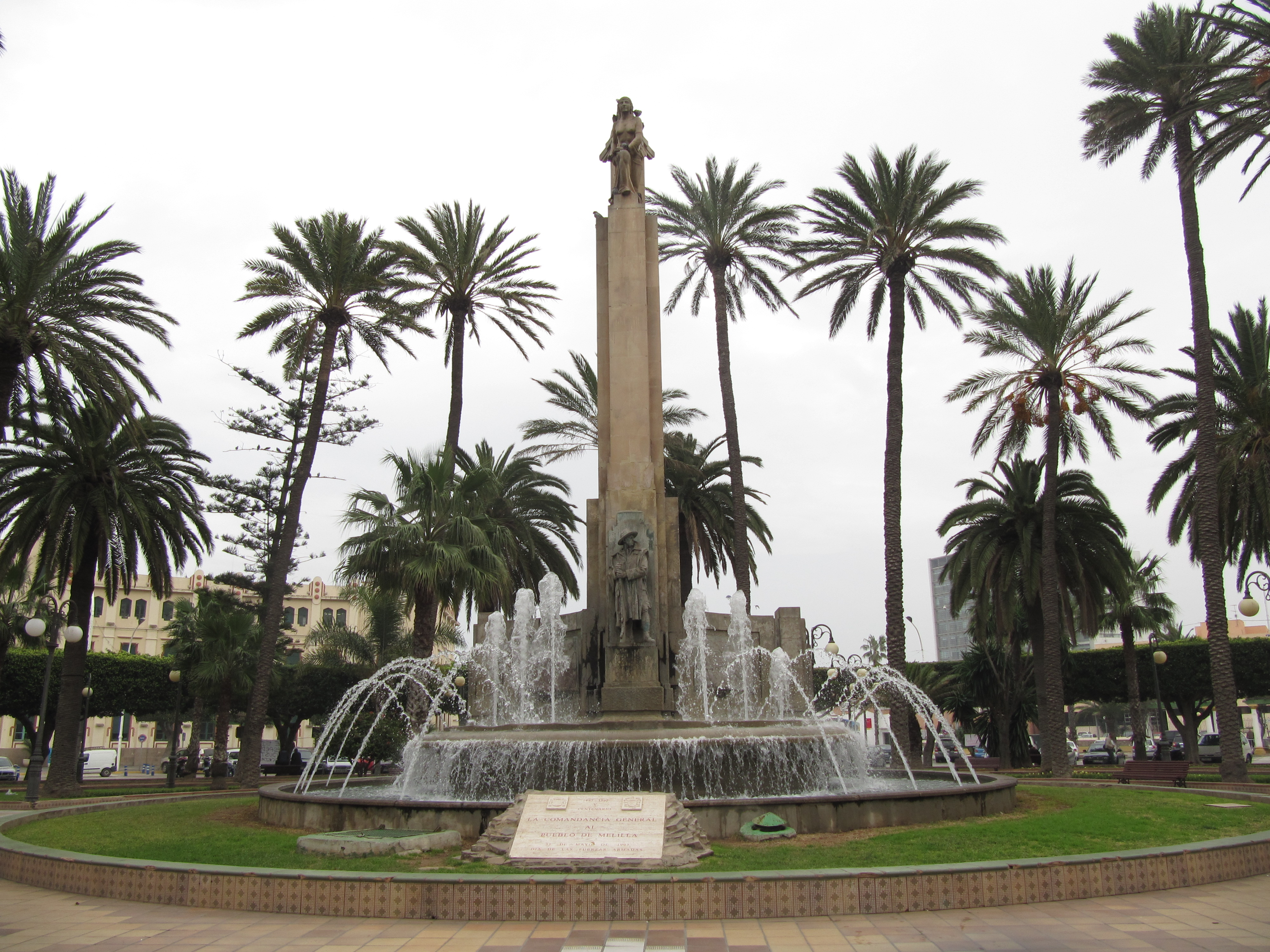
Monumento a los Héroes y Mártires de las Campañas
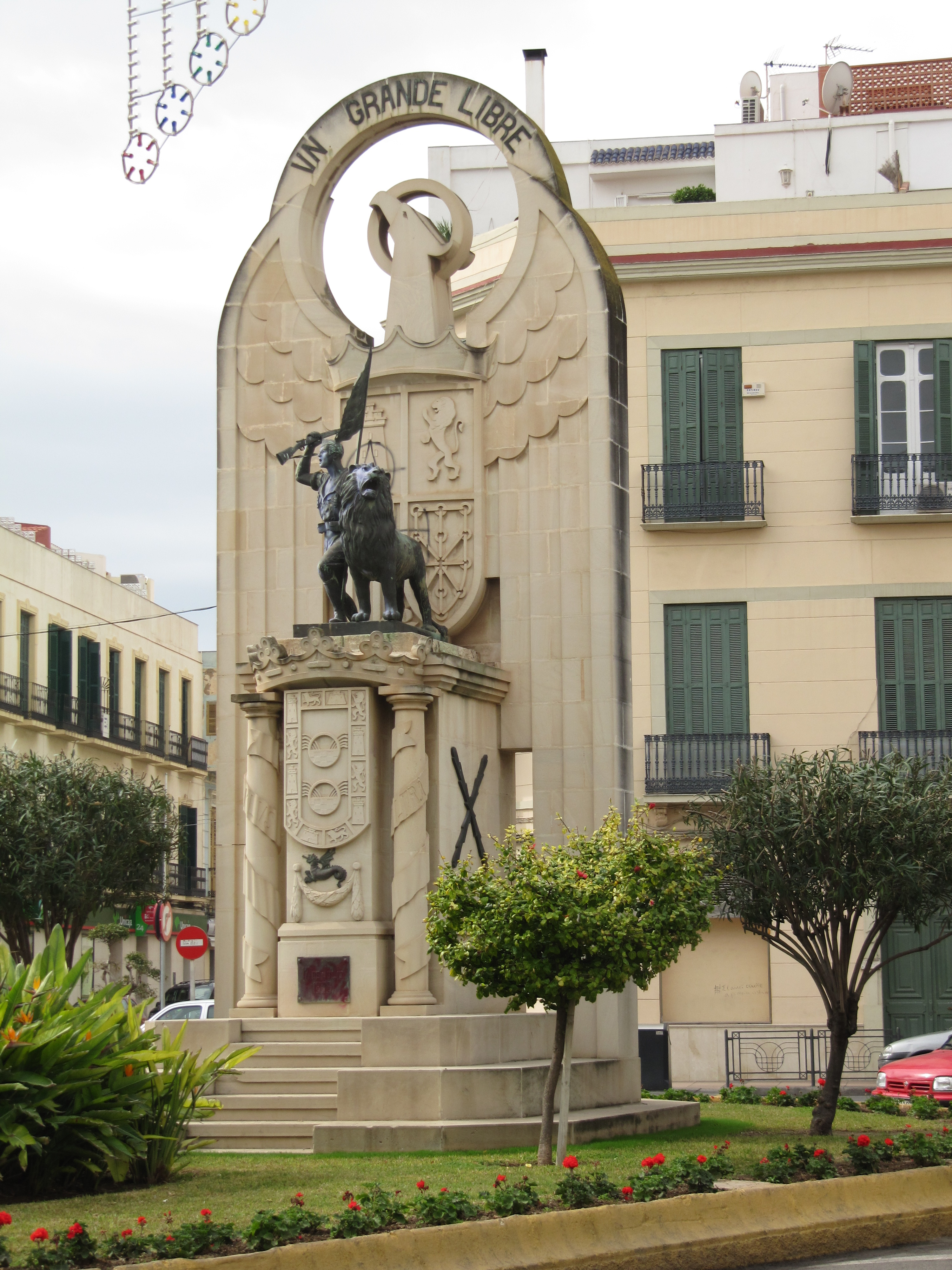
Monumento a los Héroes de España
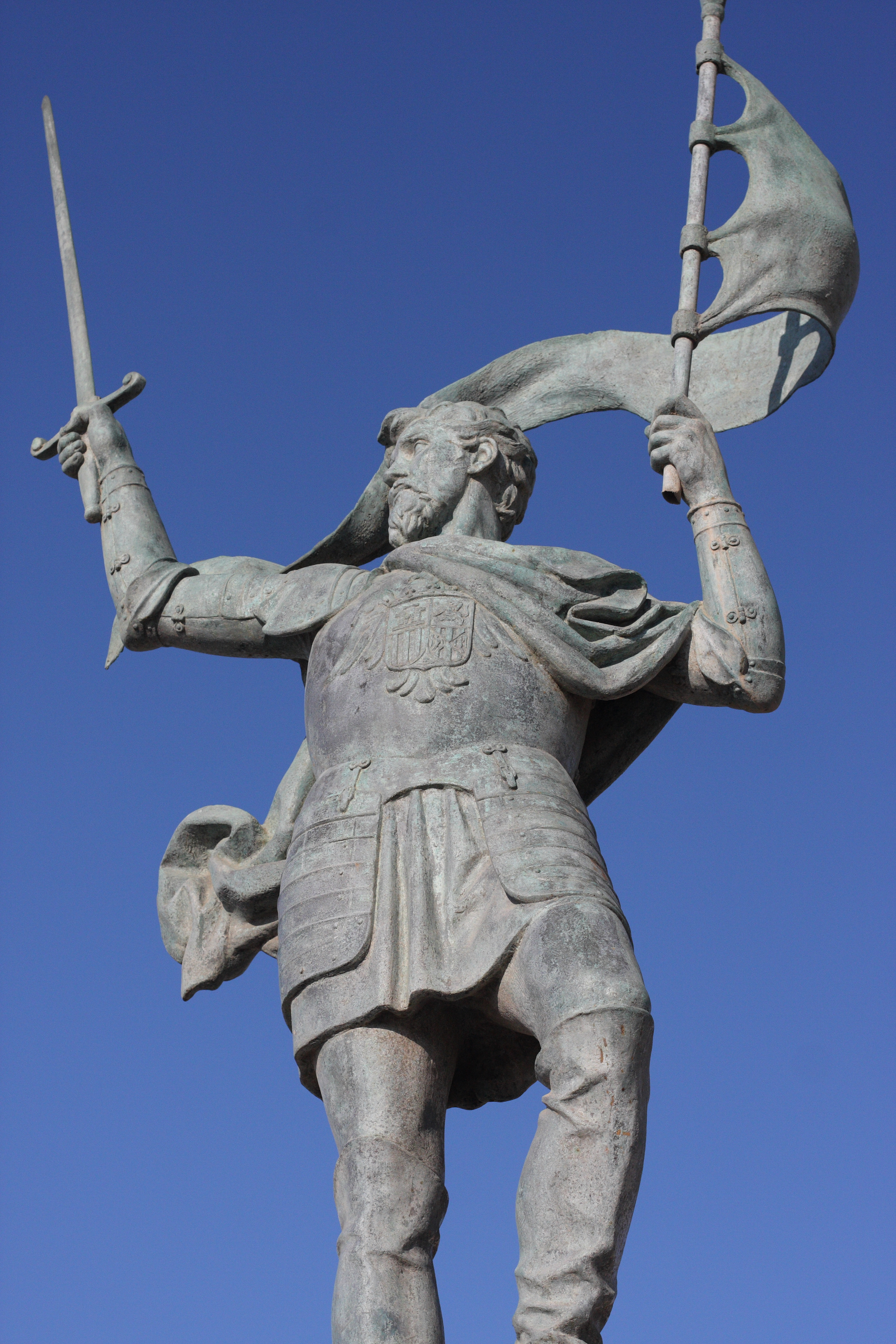
Monumento a Pedro de Estopiñán y Virués
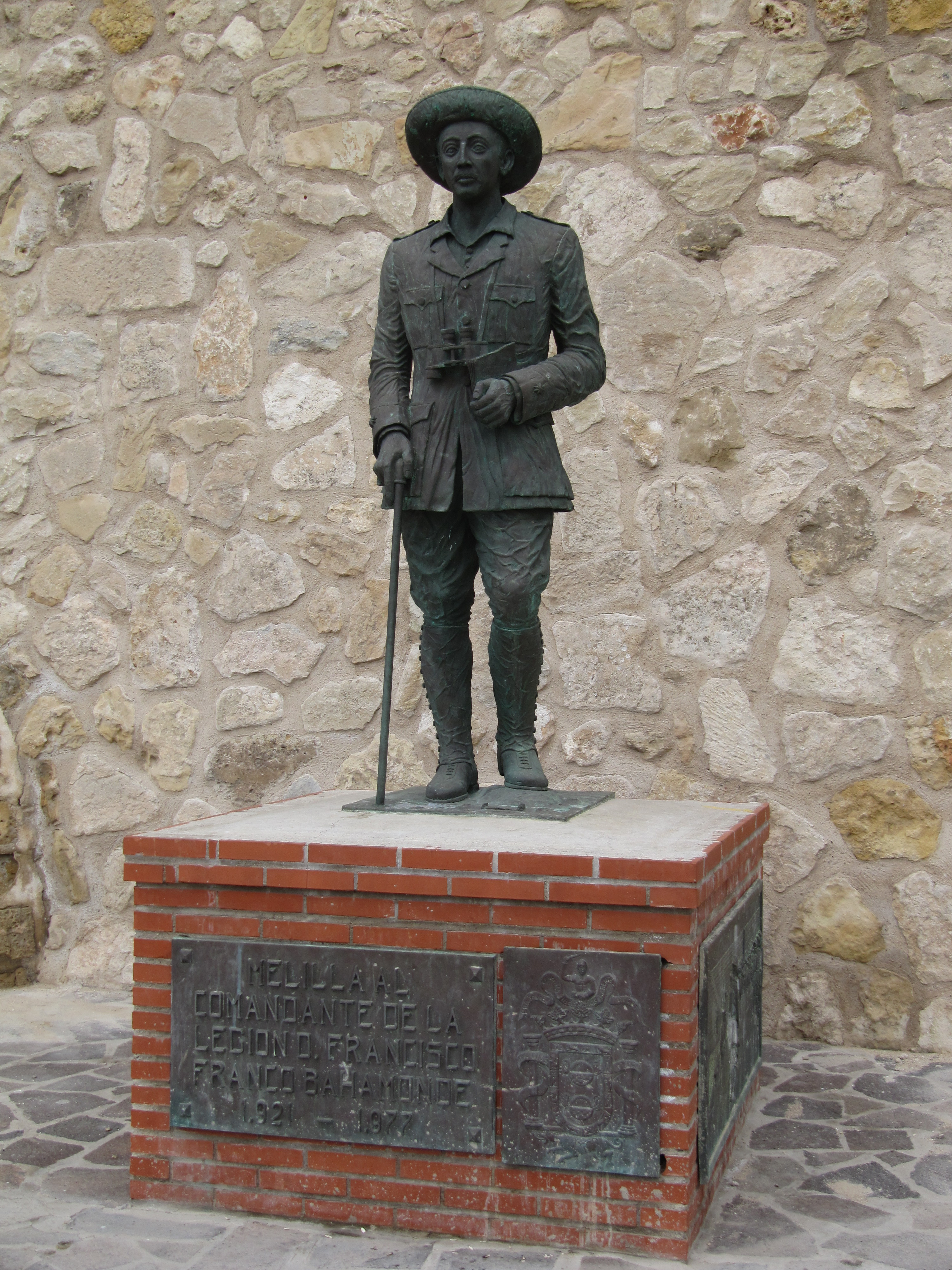
Estatua del comandante de la Legión Francisco Franco Bahamonde
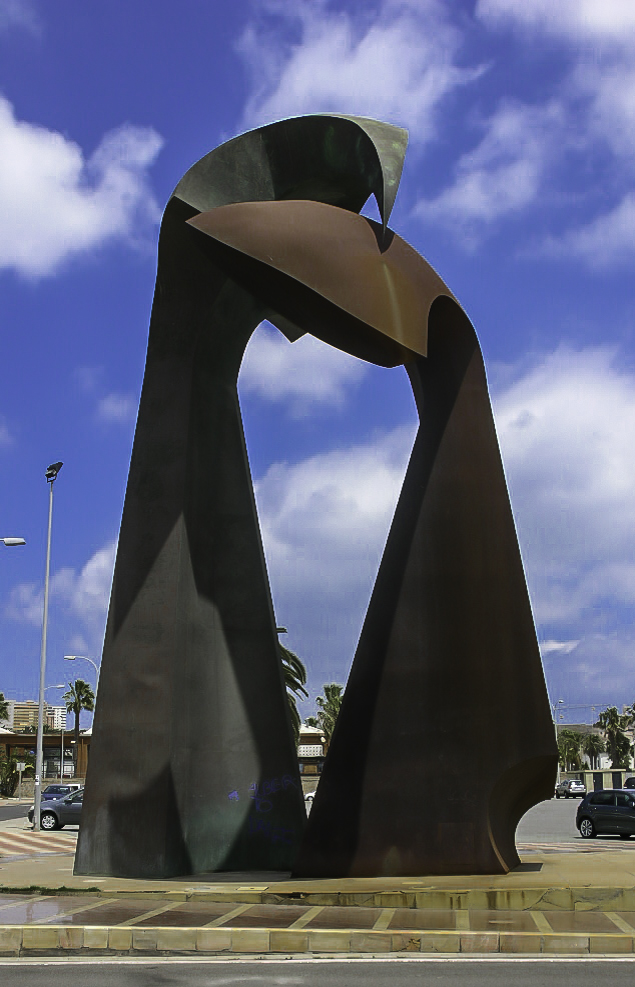
Encuentros
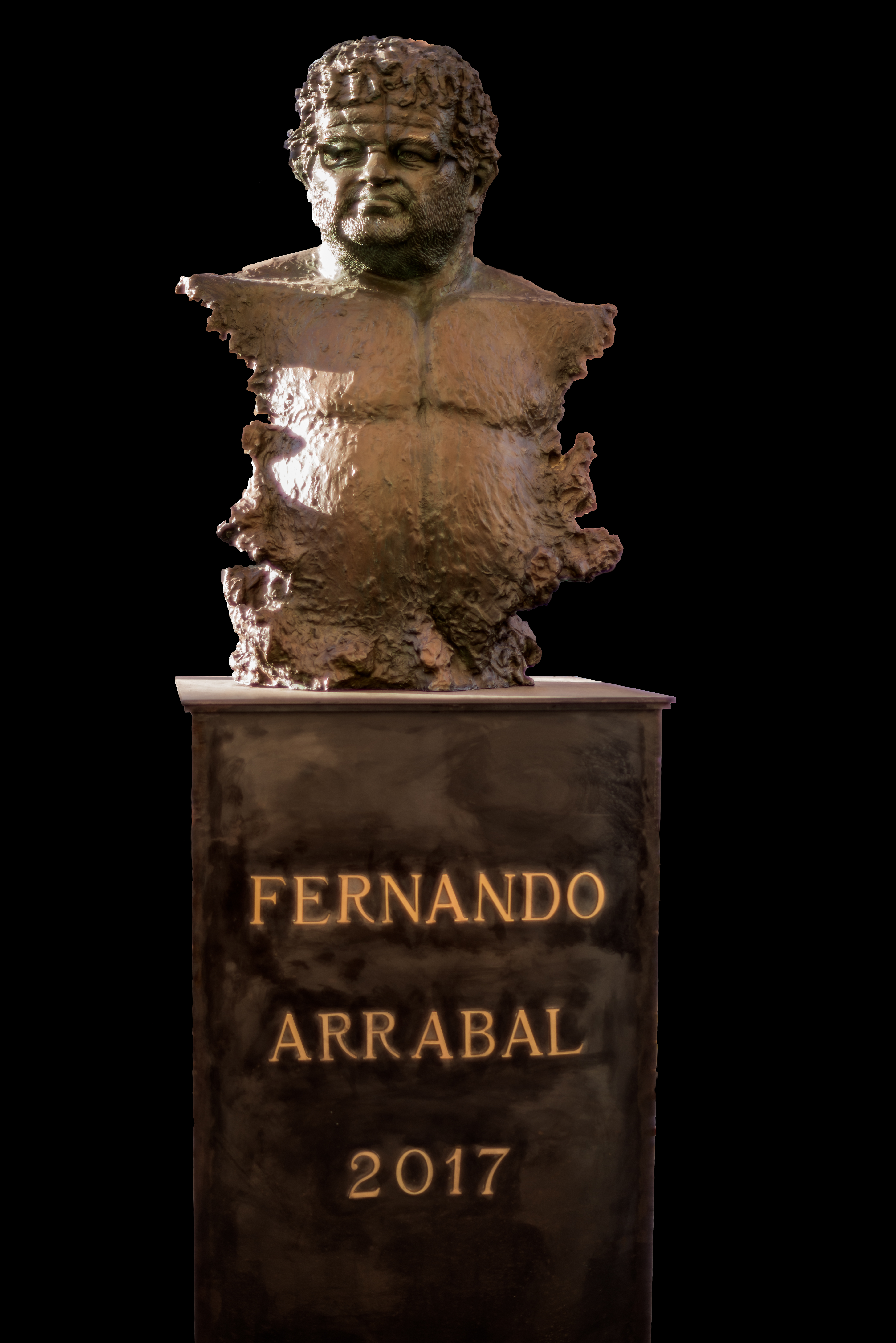
Homenaje a Fernando Arrabal
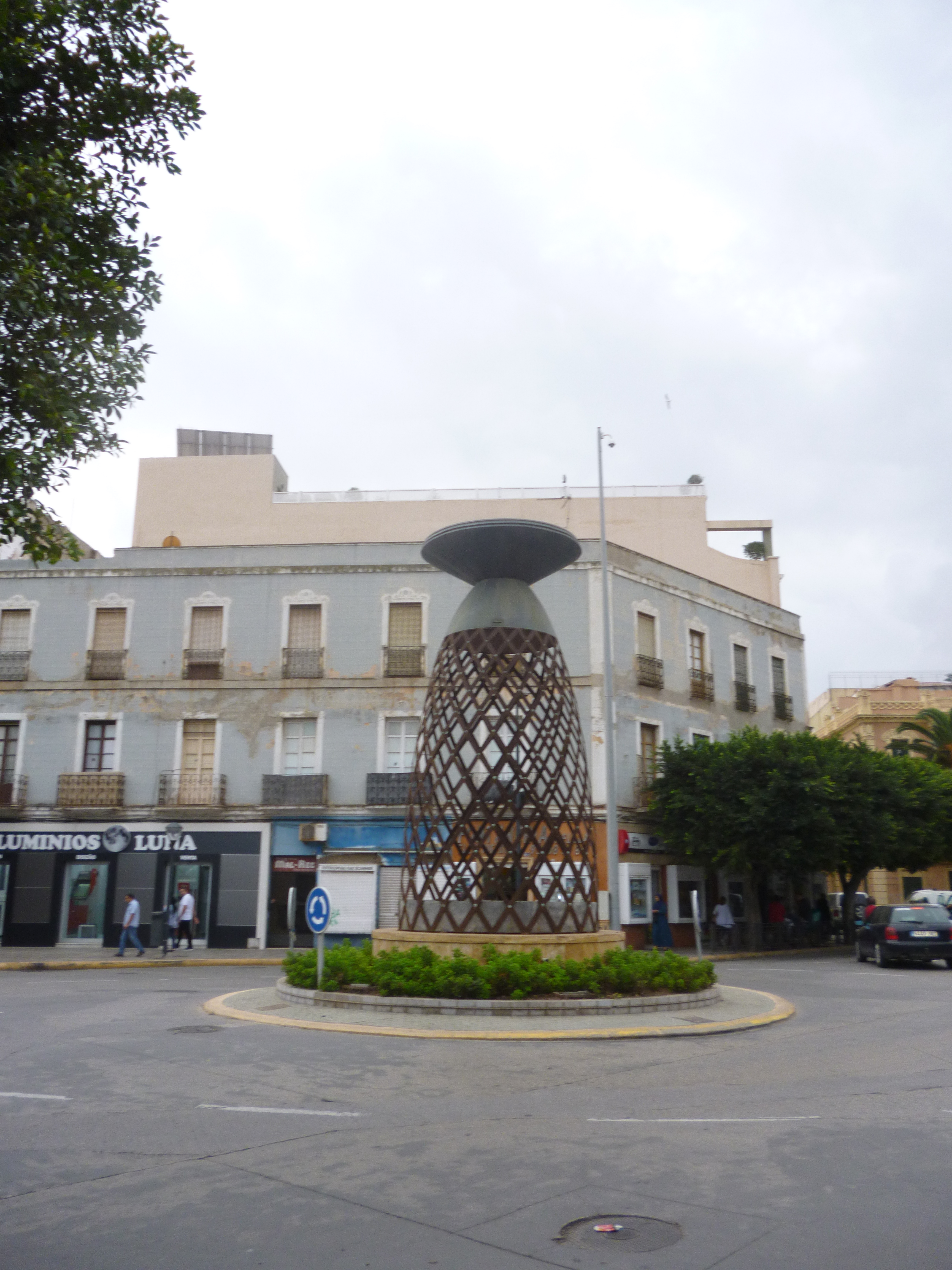
Homenaje al Modernismo Melillense

Destacar también elementos escultóricos, como los erigidos para conmemorar a los héroes de las campañas en Marruecos Monumento a los Héroes de Taxdirt (1910) y el Monumento a los Héroes y Mártires de las Campañas (1927-1931), los del régimen franquista, como el Monumento a los Héroes de España (1941) o la Estatua del Comandante de la Legión Francisco Franco u otros contemporáneos, Homenaje al Modernismo Melillense, Monumento a Pedro de Estopiñán y Virués, Reloj Solar, Encuentros o Homenaje a Fernando Arrabal.

### Plazas

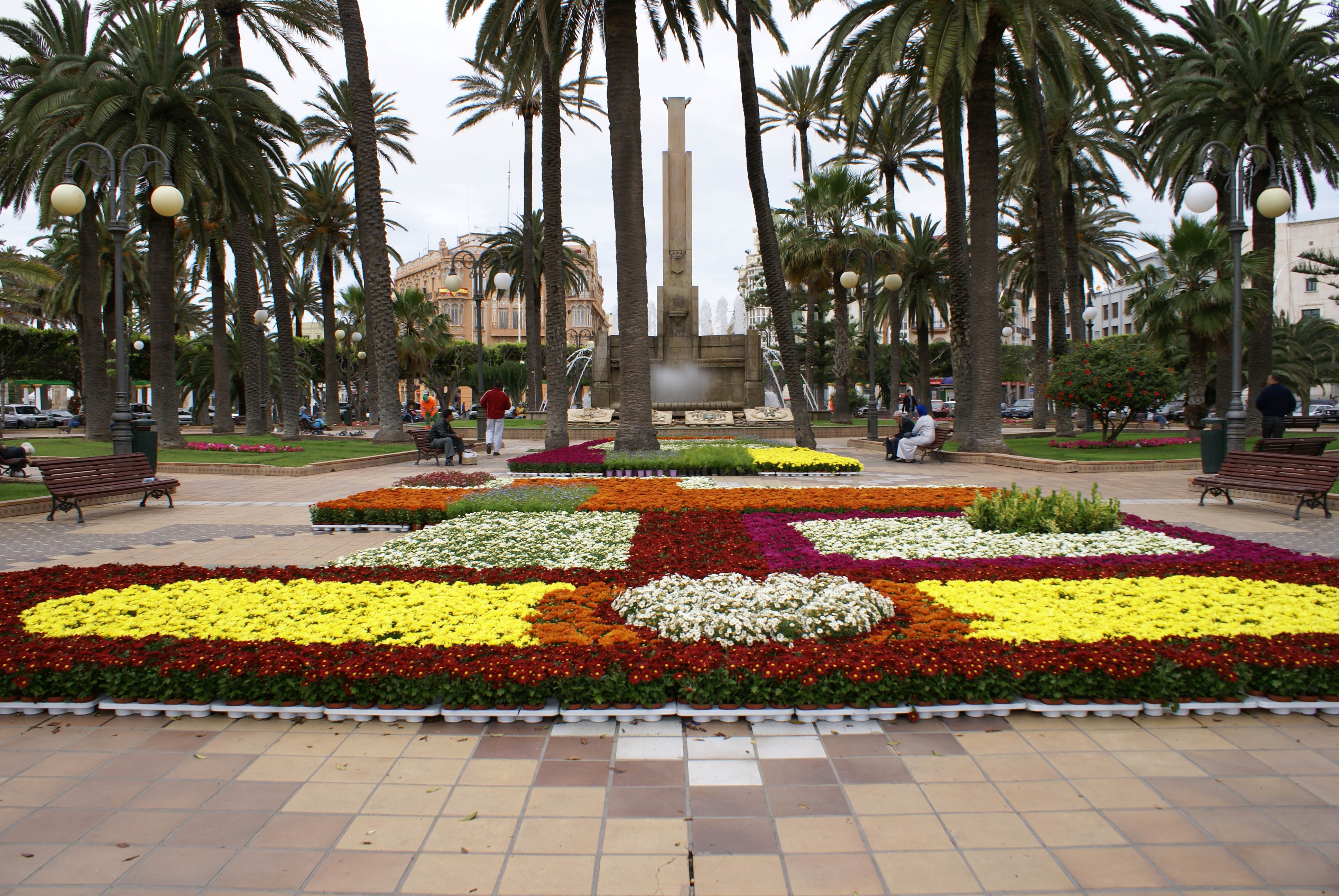
Plaza de España.
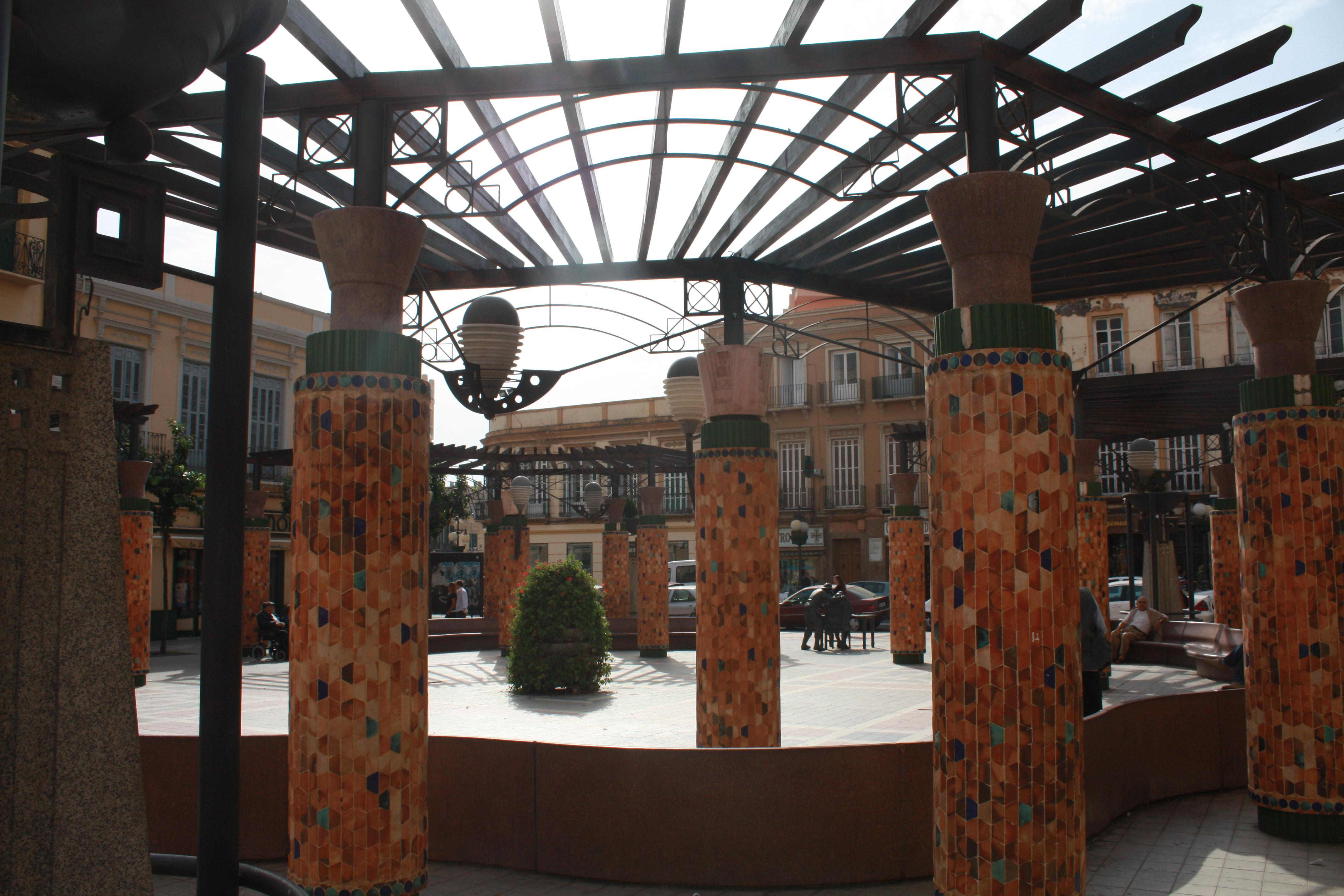
Plaza Menéndez Pelayo

Existen la Plaza de España, la Plaza Menéndez Pelayo, y la Plaza Comandante Benítez.

### Parques

#### Parque Hernández

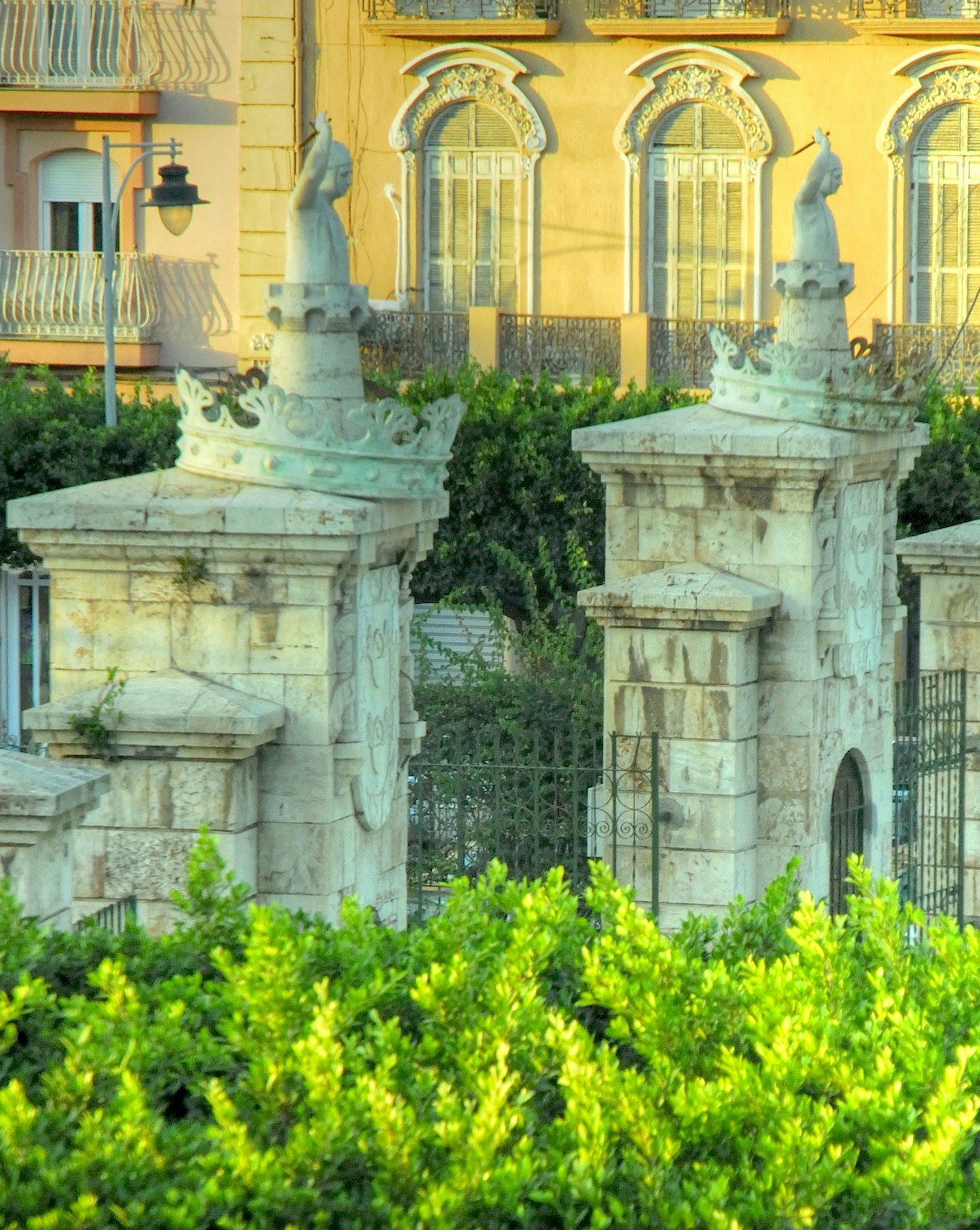
Parque Hernández
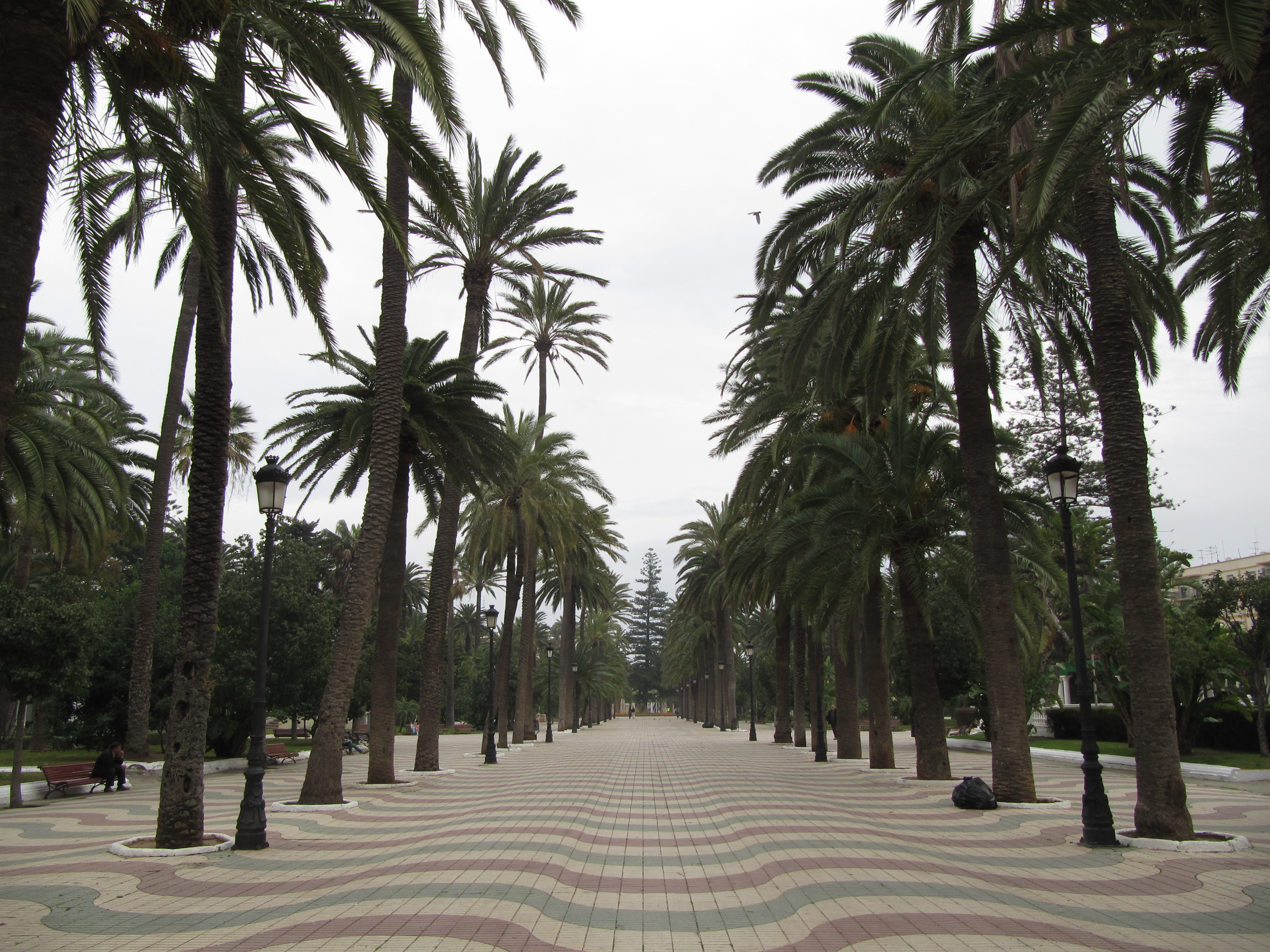
Parque Hernández
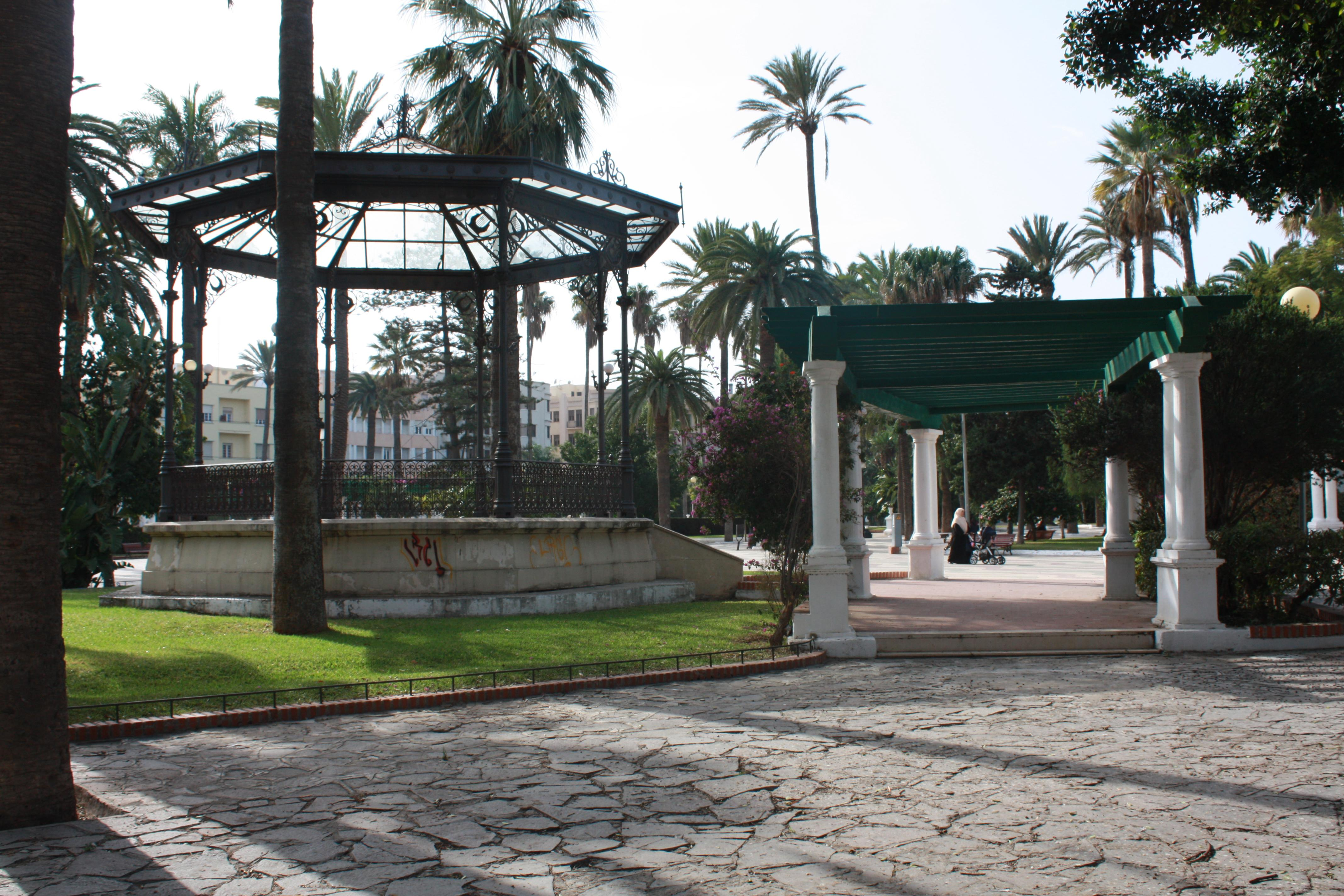
Parque Hernández
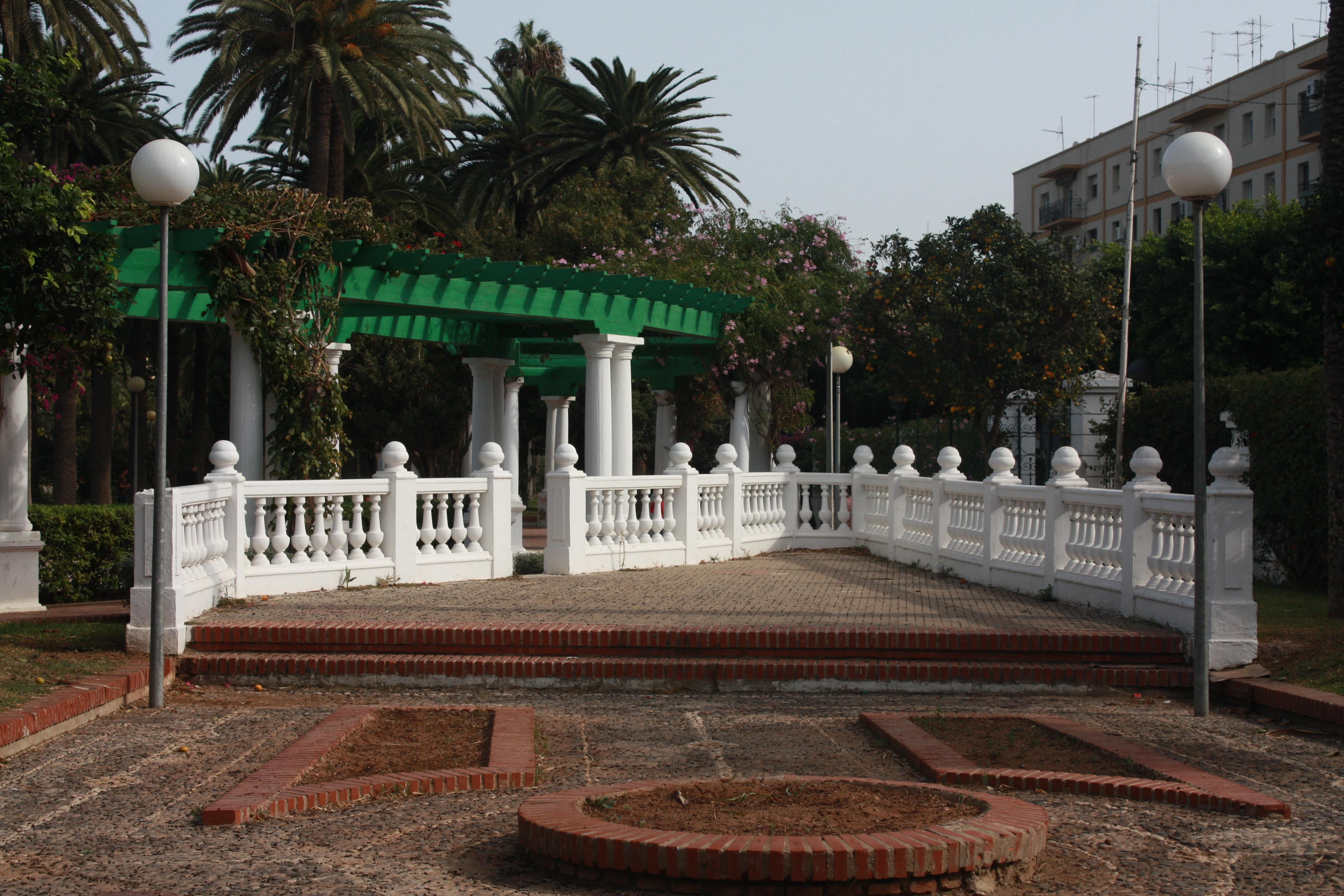
Parque Hernández
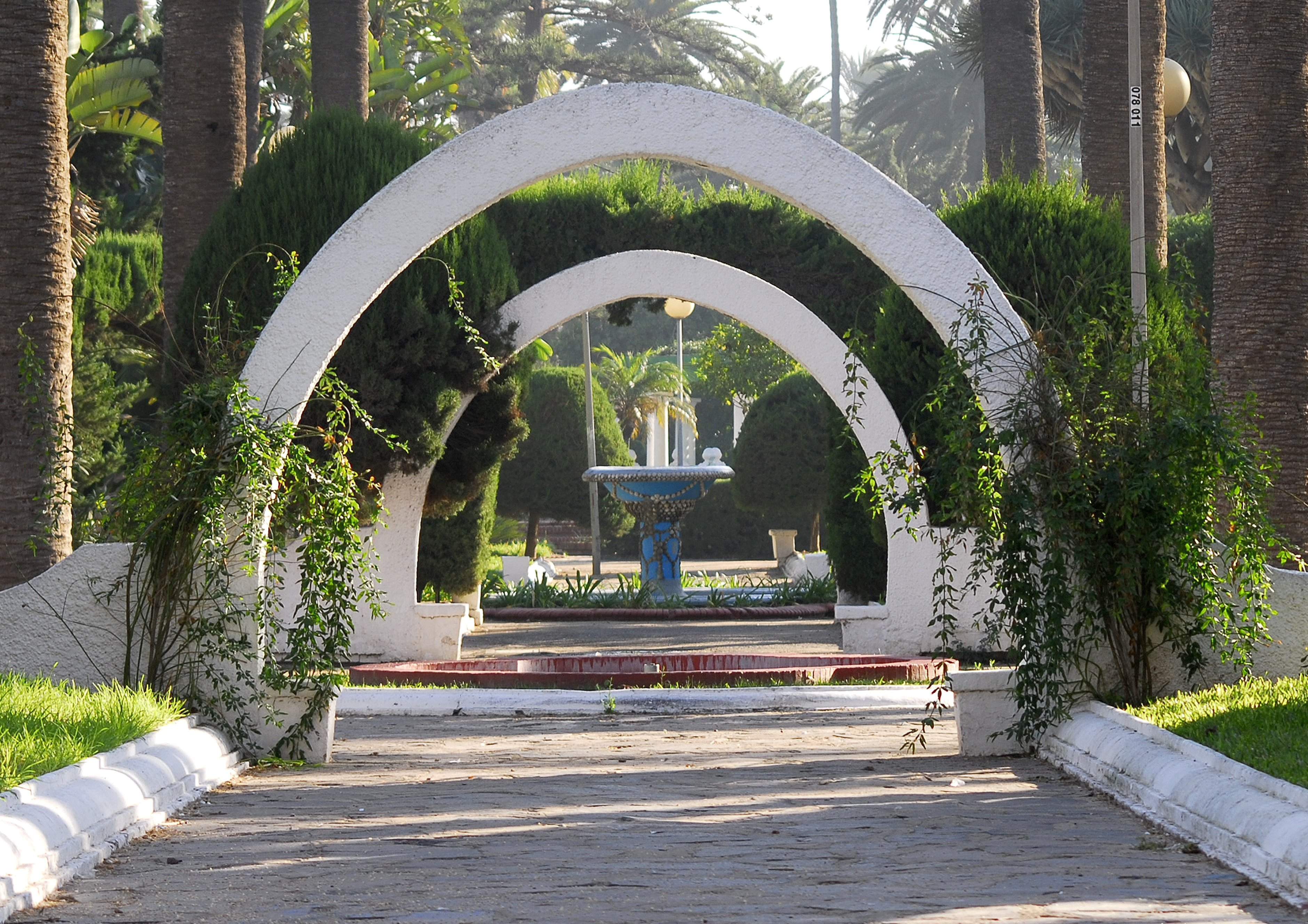
Parque Hernández

Es el parque más importante de Melilla, fue realizado en 1902 con forma de trapecio según diseño del ingeniero Vicente García del Campo, y está emplazado en la Plaza de España

#### Parque Lobera

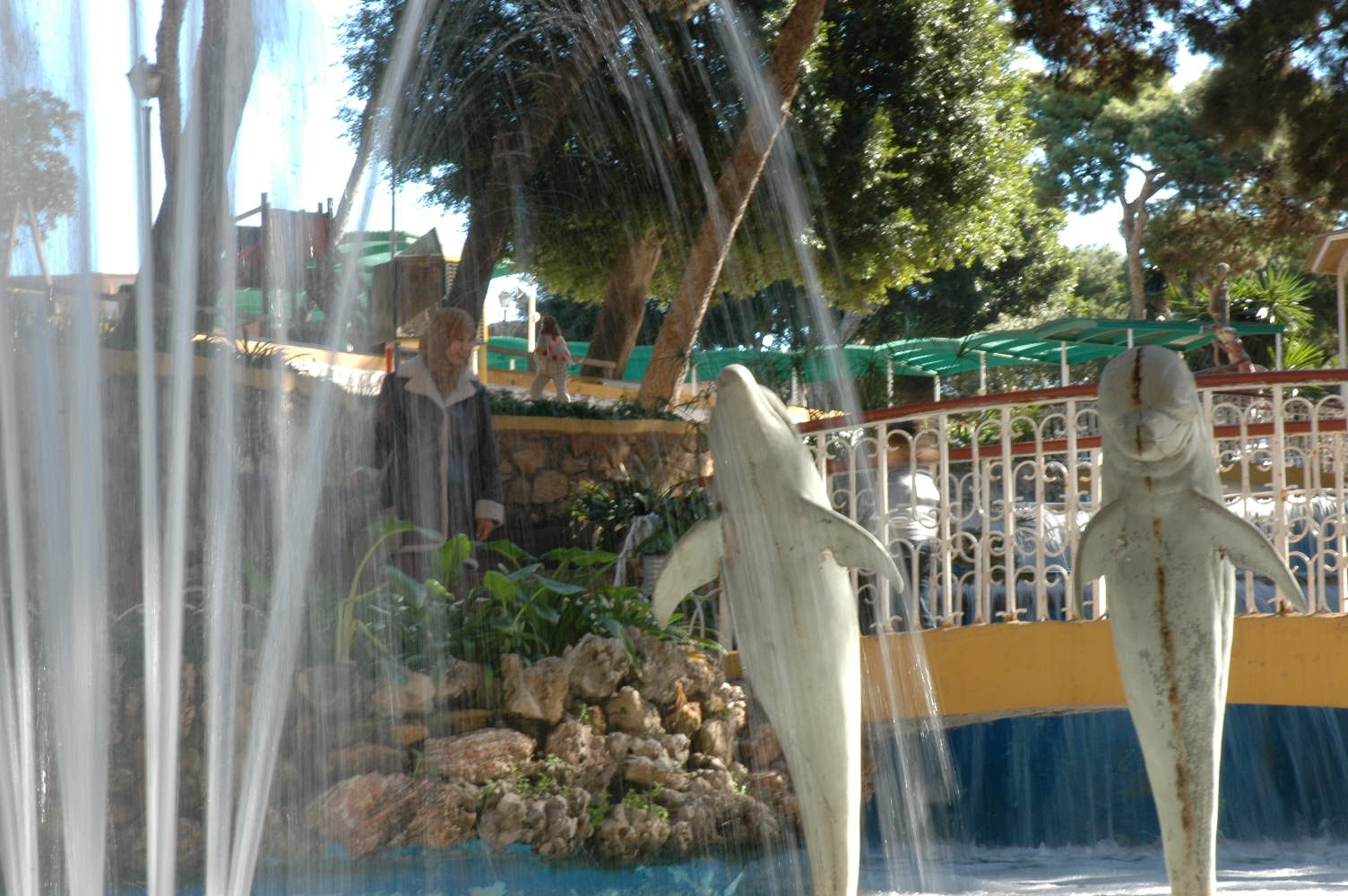
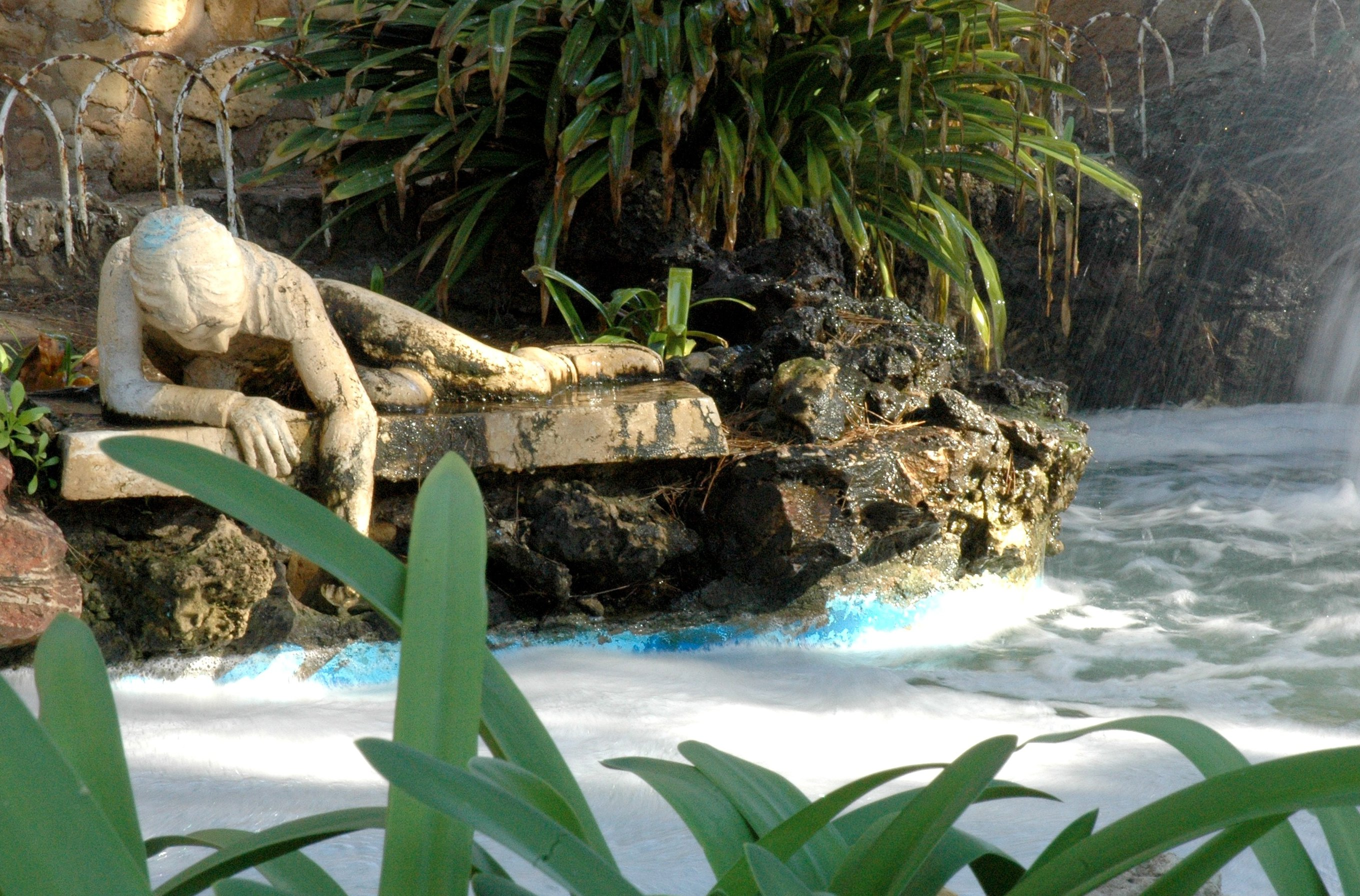
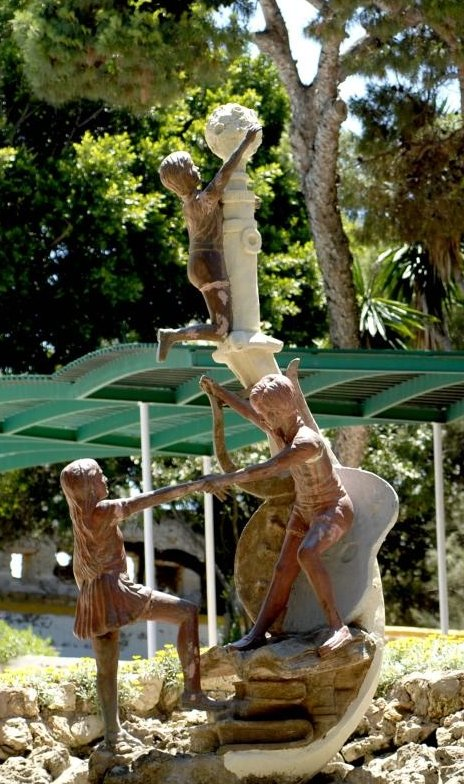

Recibe el nombre de su fundador Cándido Lobera Girela, que siendo presidente de la Junta de Arbitrios, creó este parque para evitar la construcción de barracas en su terreno.

#### Parque Forestal Juan Carlos I Rey

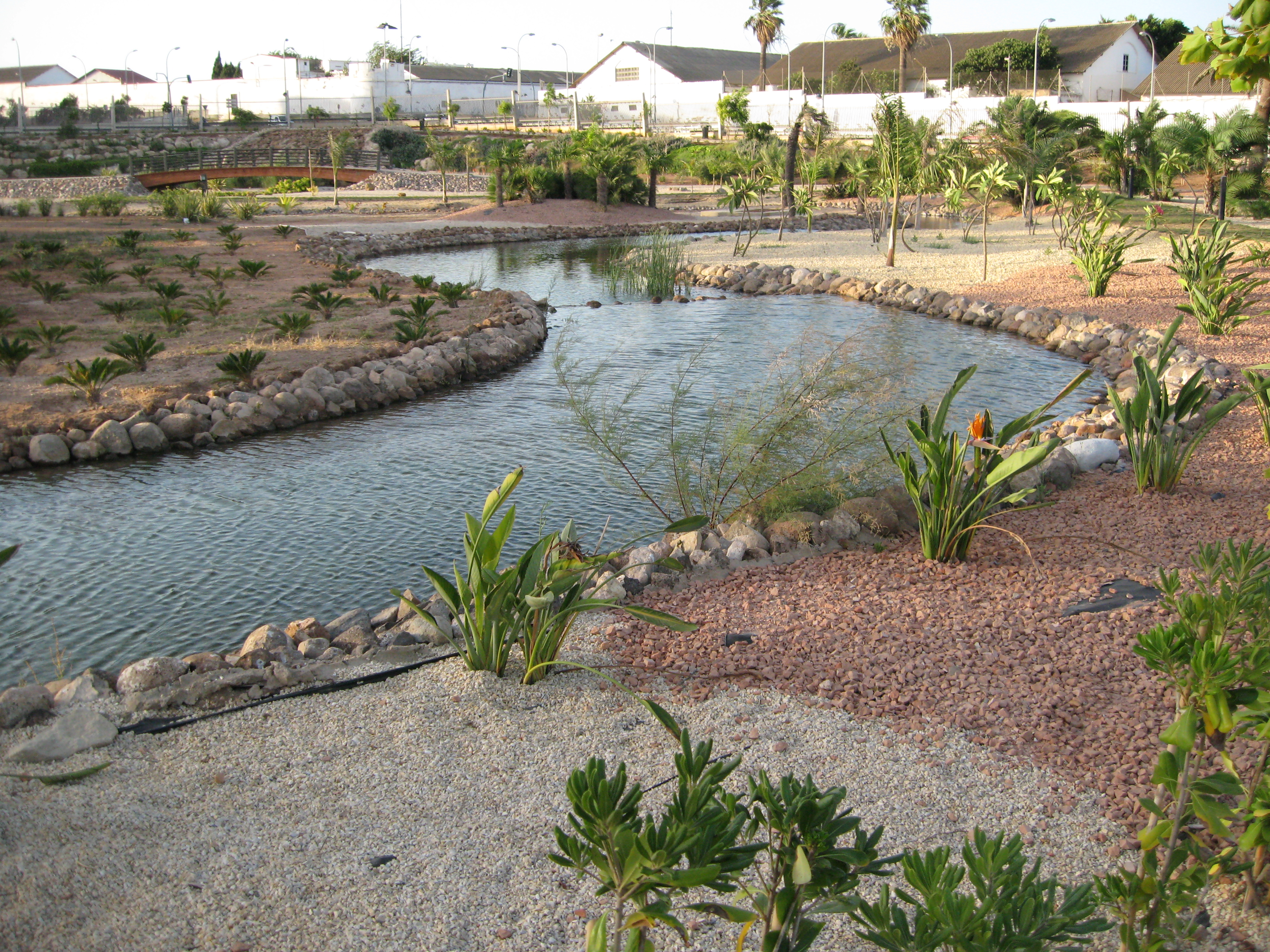
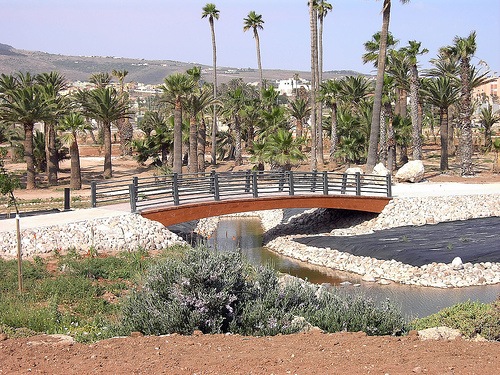
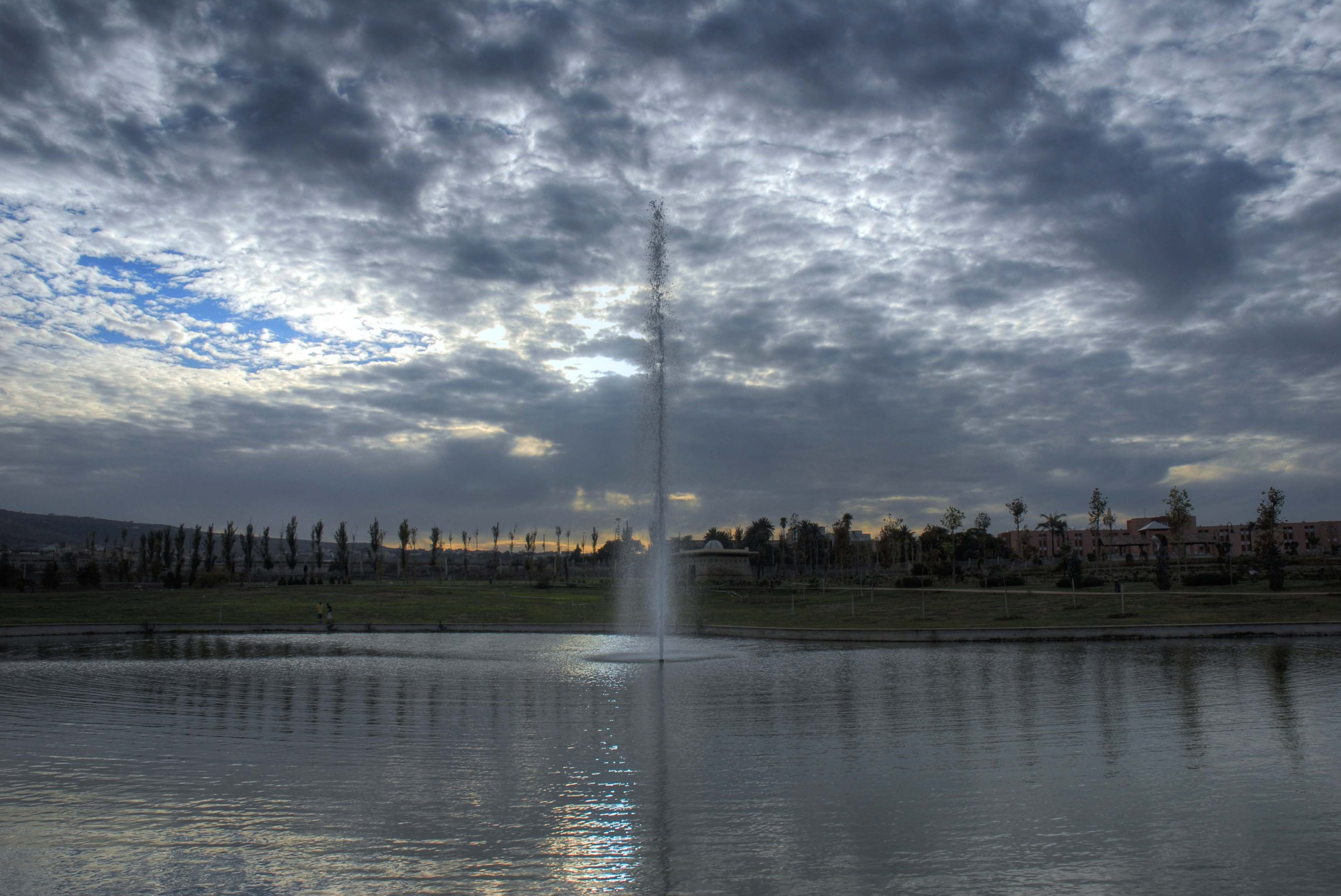
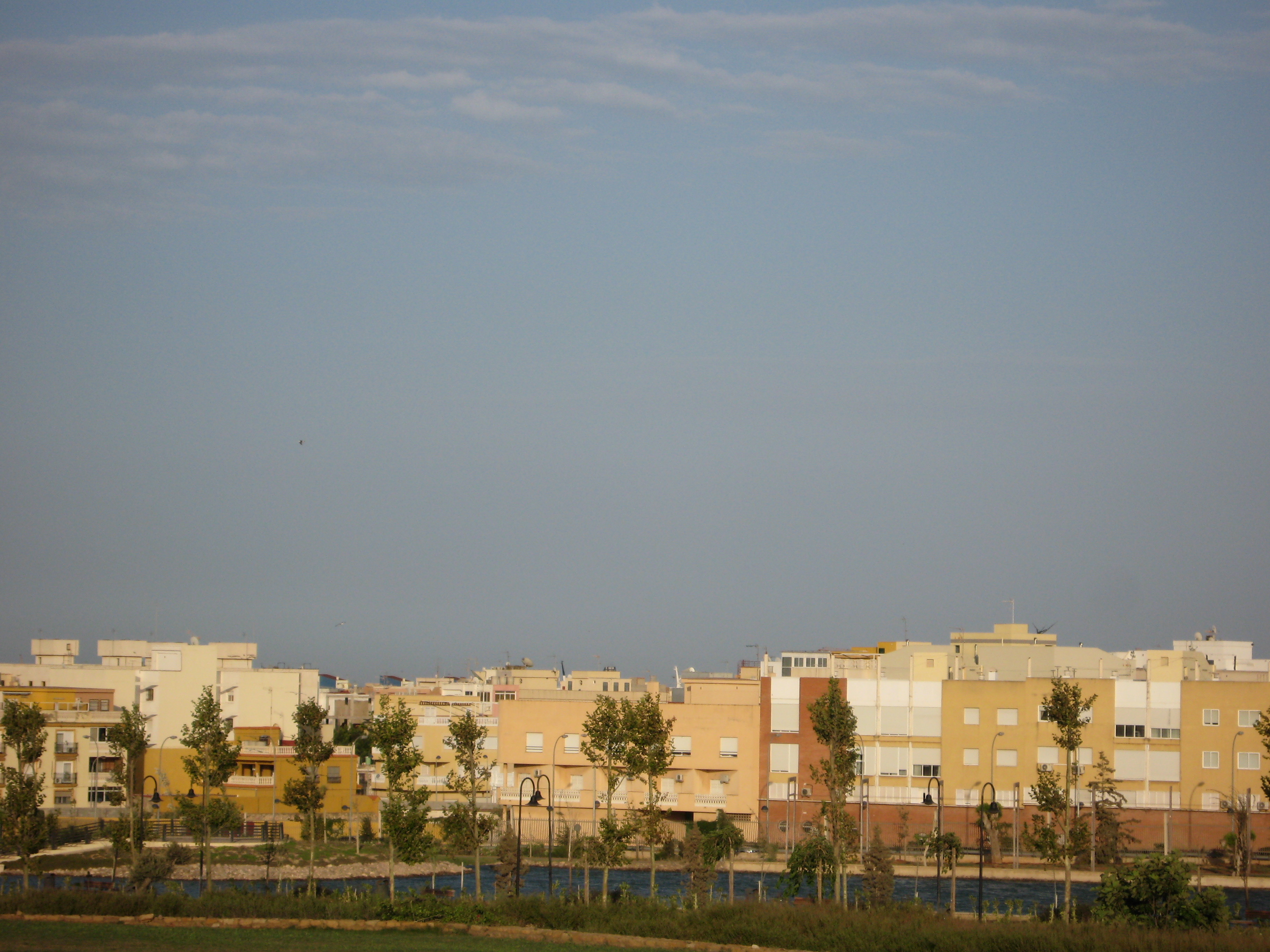
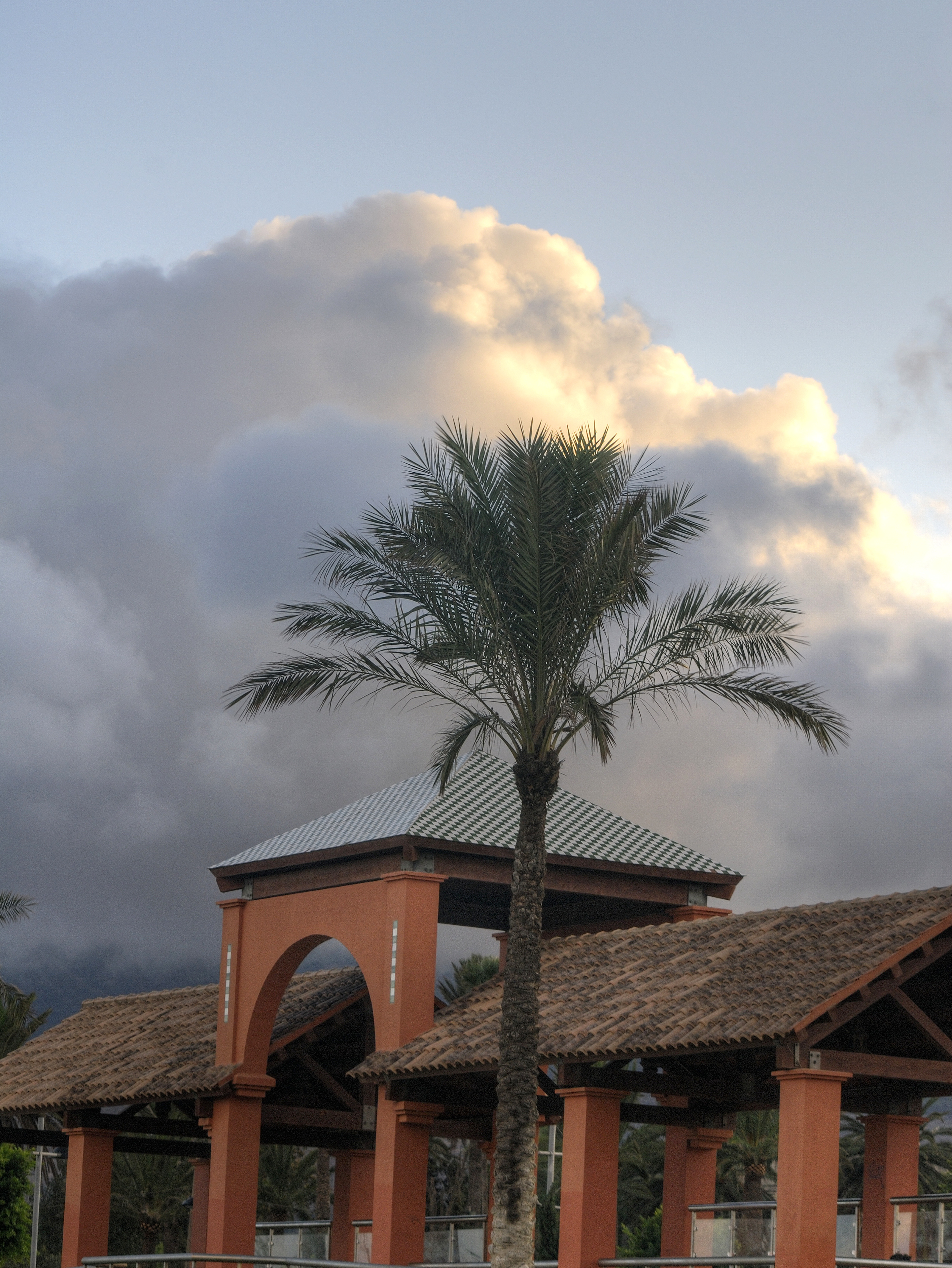
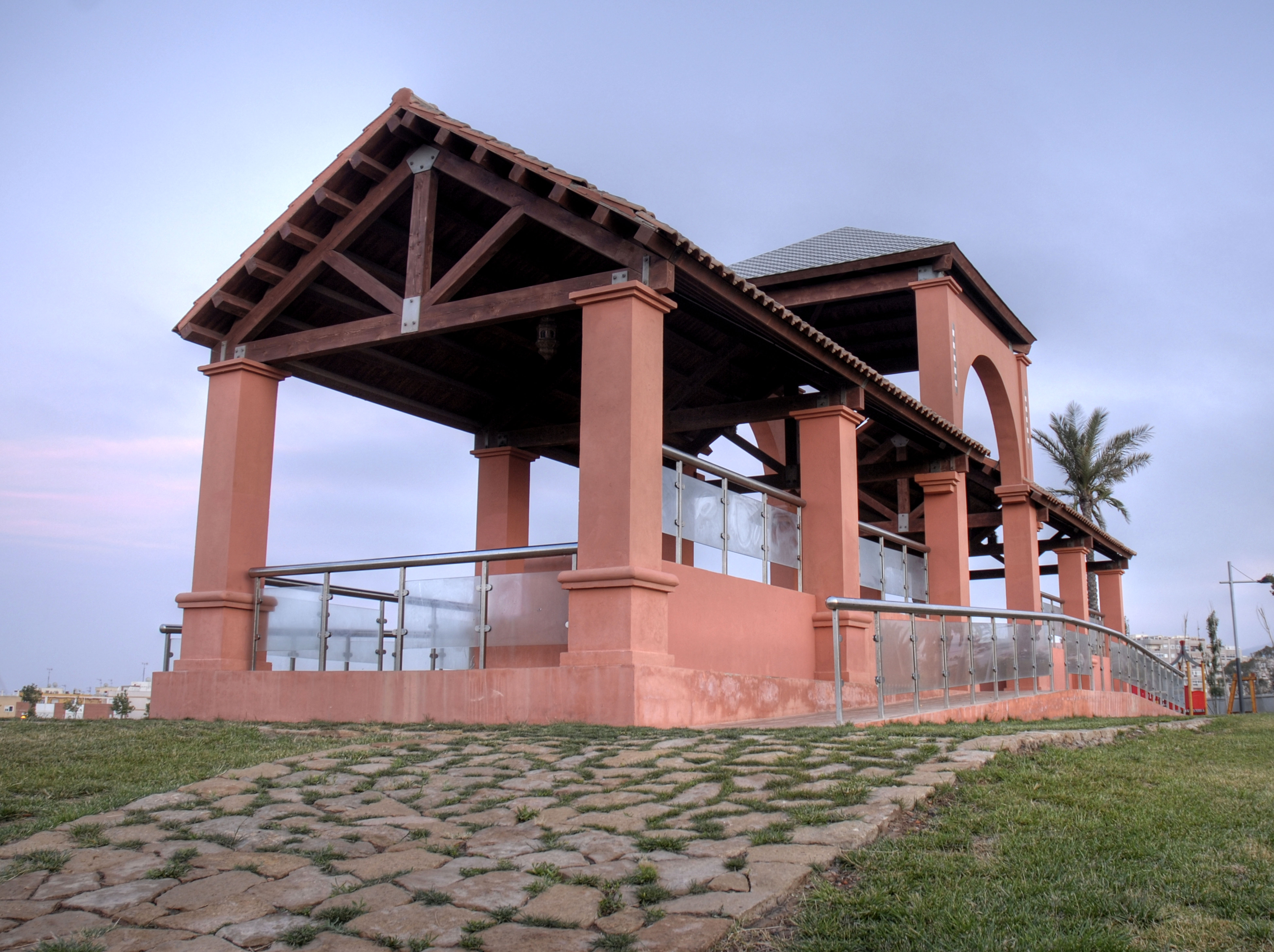
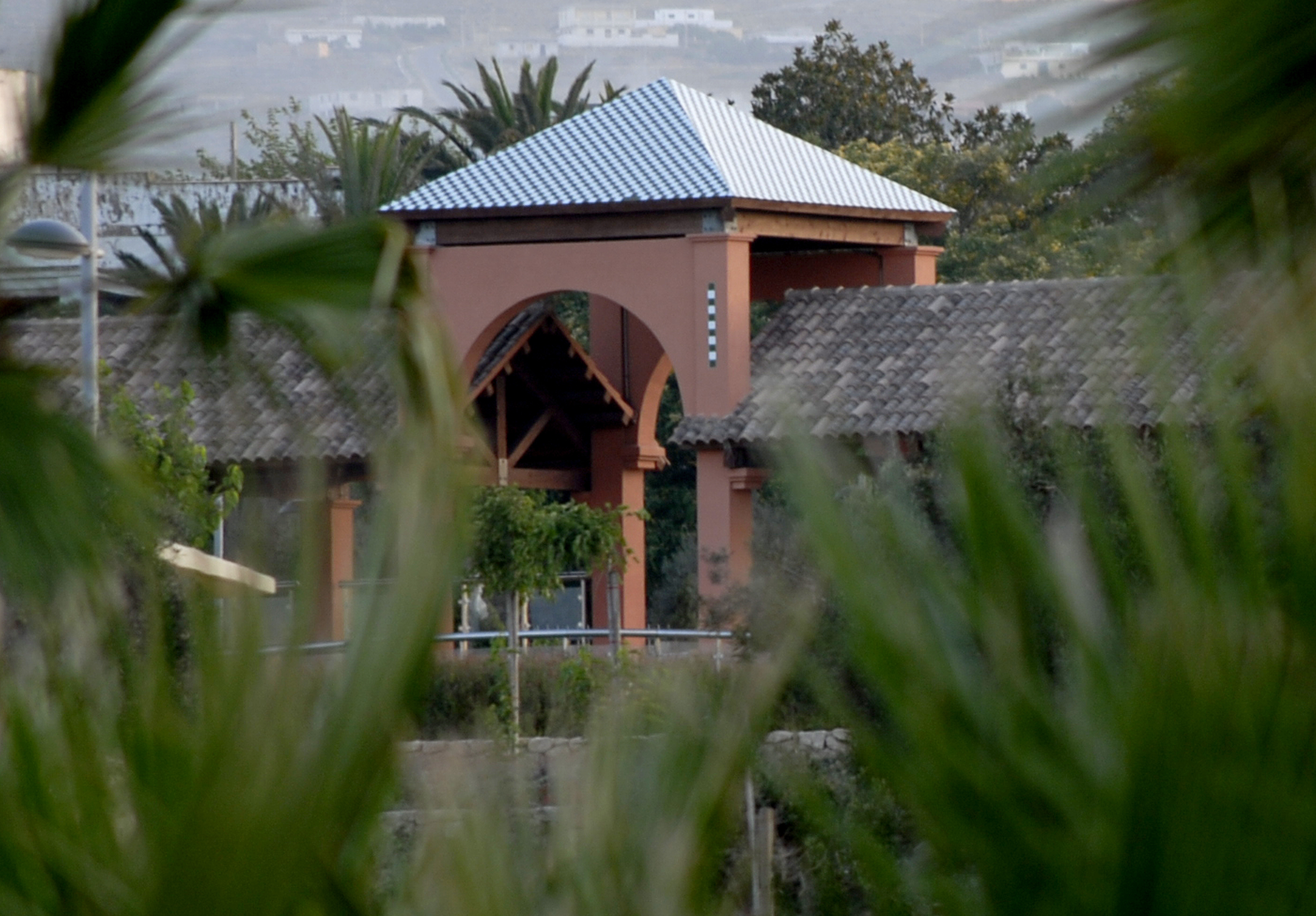
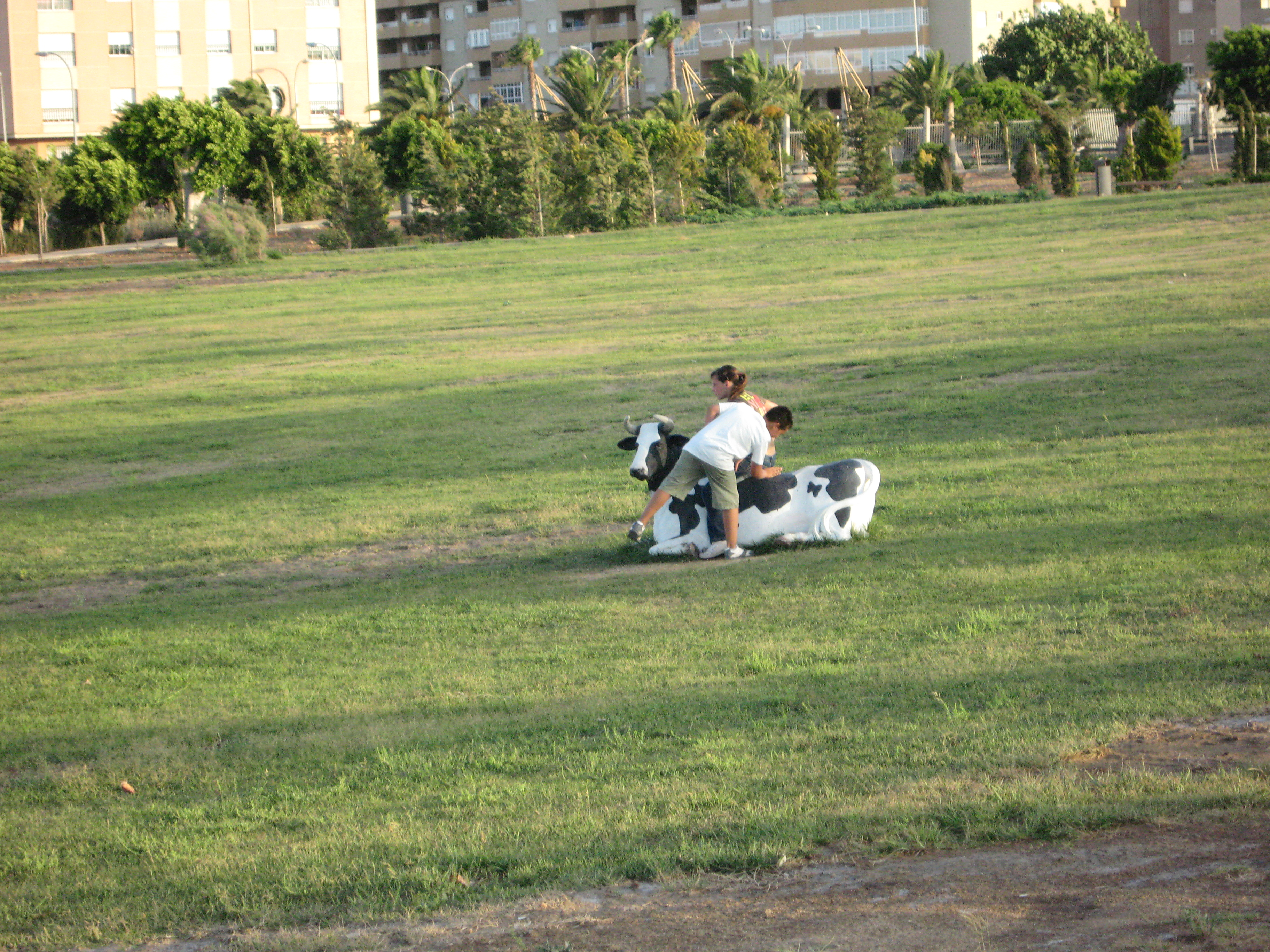
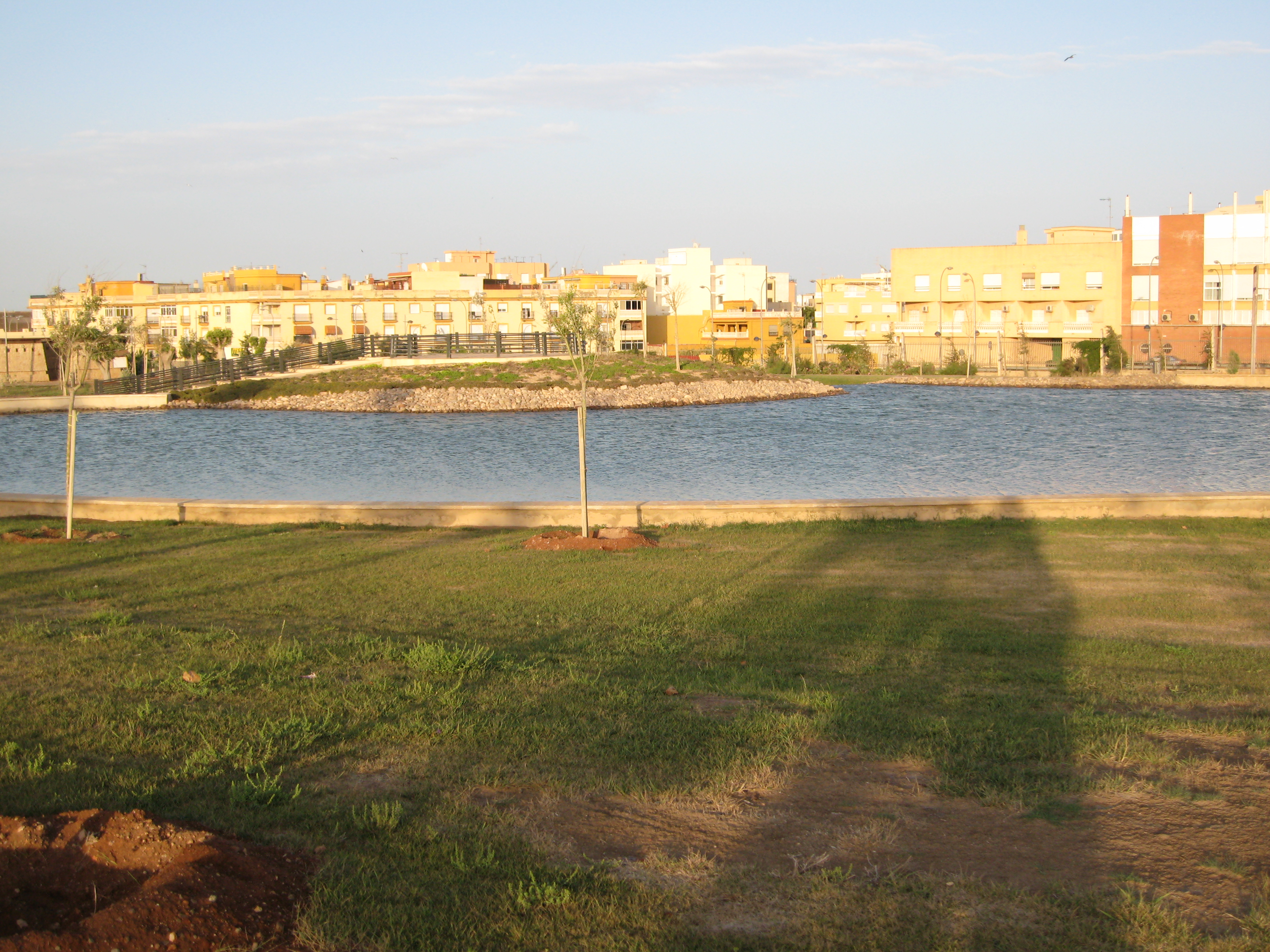

#### Parque Agustín Jerez

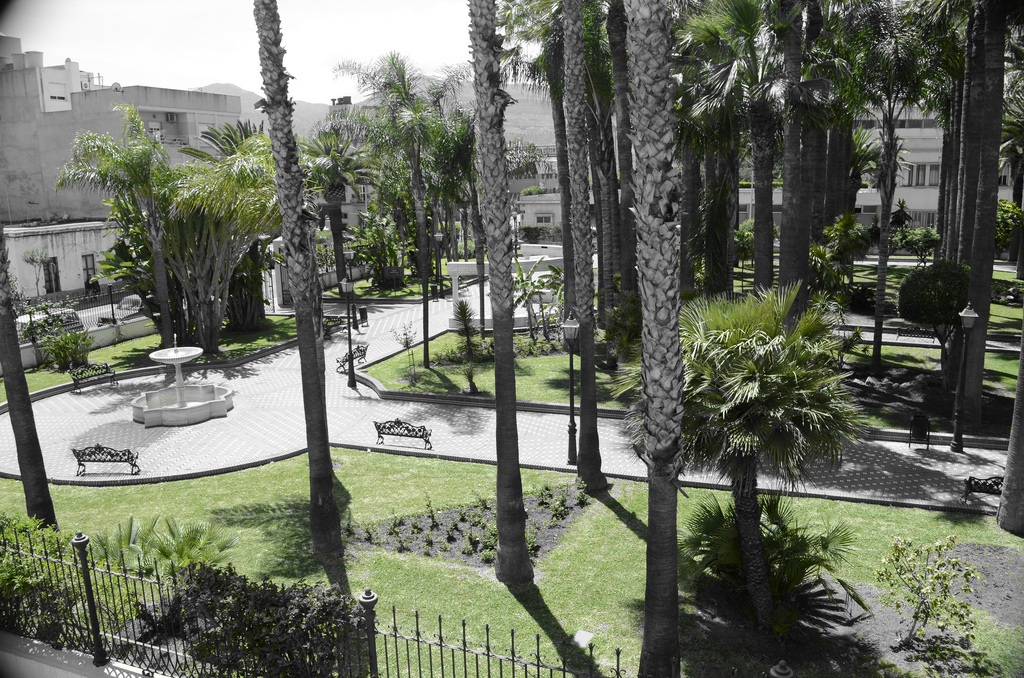